# Polskie lotnictwo wojskowe w wojnie polsko-bolszewickiej

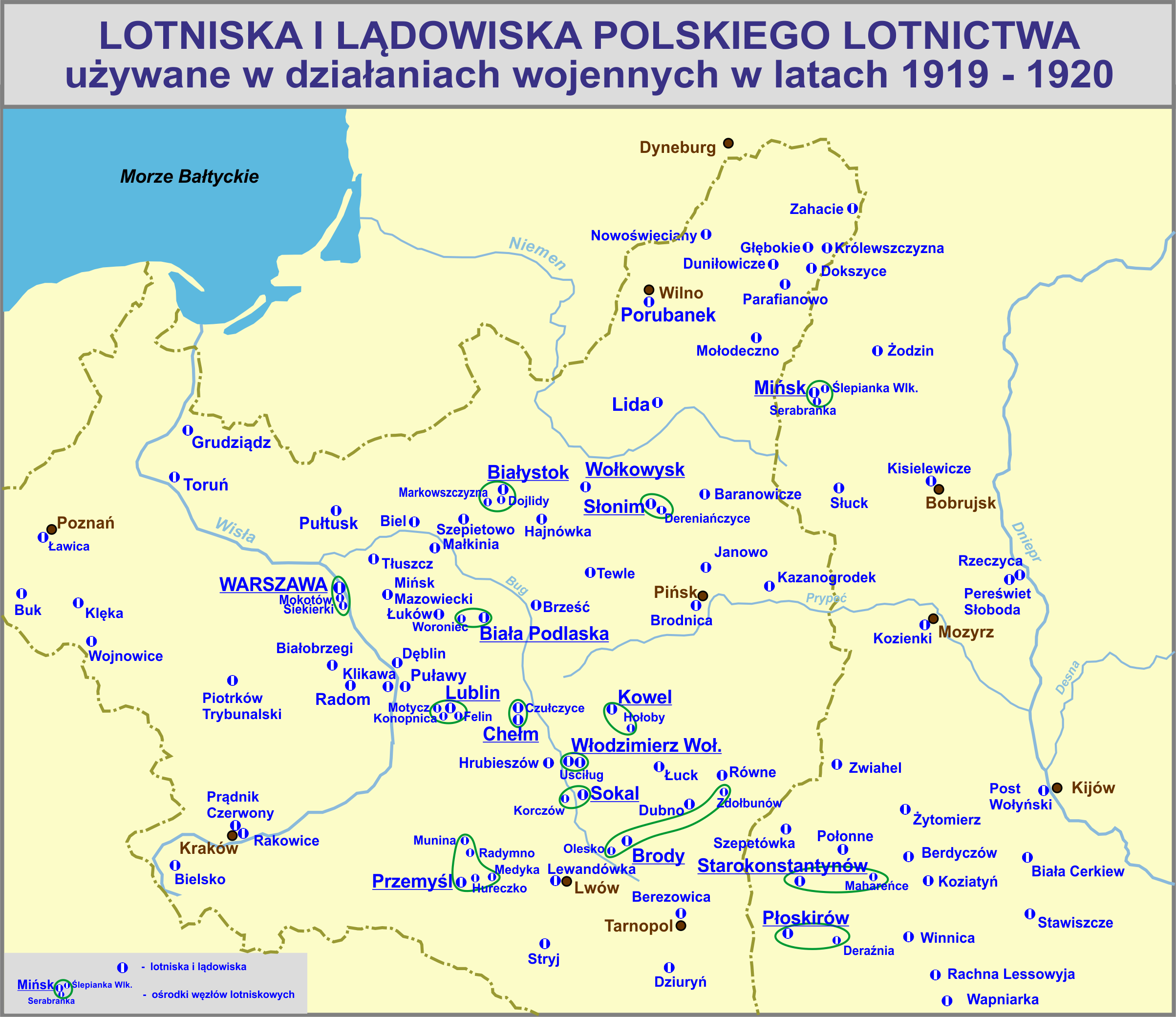

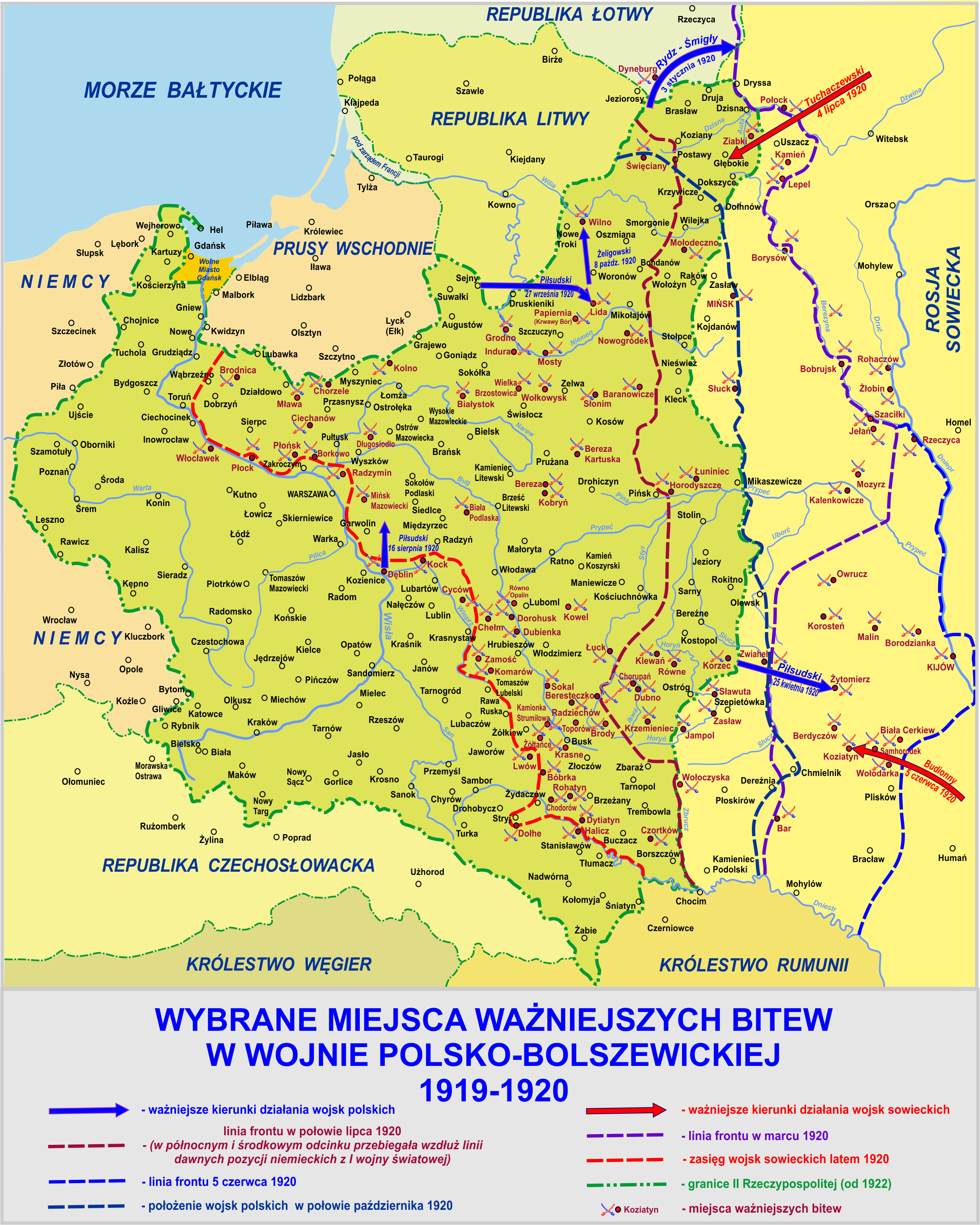

Polskie lotnictwo wojskowe w wojnie polsko-bolszewickiej – organizacja i działania lotnictwa polskiego w okresie wojny polsko-bolszewickiej.
Polskie lotnictwo wojskowe w wojnie polsko-bolszewickiej odgrywało w zasadzie rolę pomocniczą. Loty zwiadowcze stanowiły część działań rozpoznania operacyjnego wykonywanego na korzyść armii lub grup operacyjnych. Także naloty bombowe na pozycje wroga nie mogły przynieść większych rezultatów ze względu na niewielki udźwig samolotów i brak skutecznych urządzeń celowniczych.
Jednak niektóre działania dywizjonów i eskadr lotniczych wywarły pozytywny wpływ na morale własnego wojska, a i ich skutki operacyjne były znaczące.
Były to między innymi walki 5 dywizjonu lotniczego na przeprawach przez Dniepr w rejonie Kijowa, ataki samolotów 3 dywizjonu na pociągi pancerne w rejonie Wapniarki i Krzyżopola, działania lotnictwa w obronie Lwowa, akcje przeciwko bolszewickiej 15 Armii podczas przeciwuderzenia wojsk gen. Sikorskiego, czy też prowadzone rozpoznanie przed bitwą niemeńską.

## Struktura i zmiany organizacyjne polskiego lotnictwa wojskowego w okresie wojny

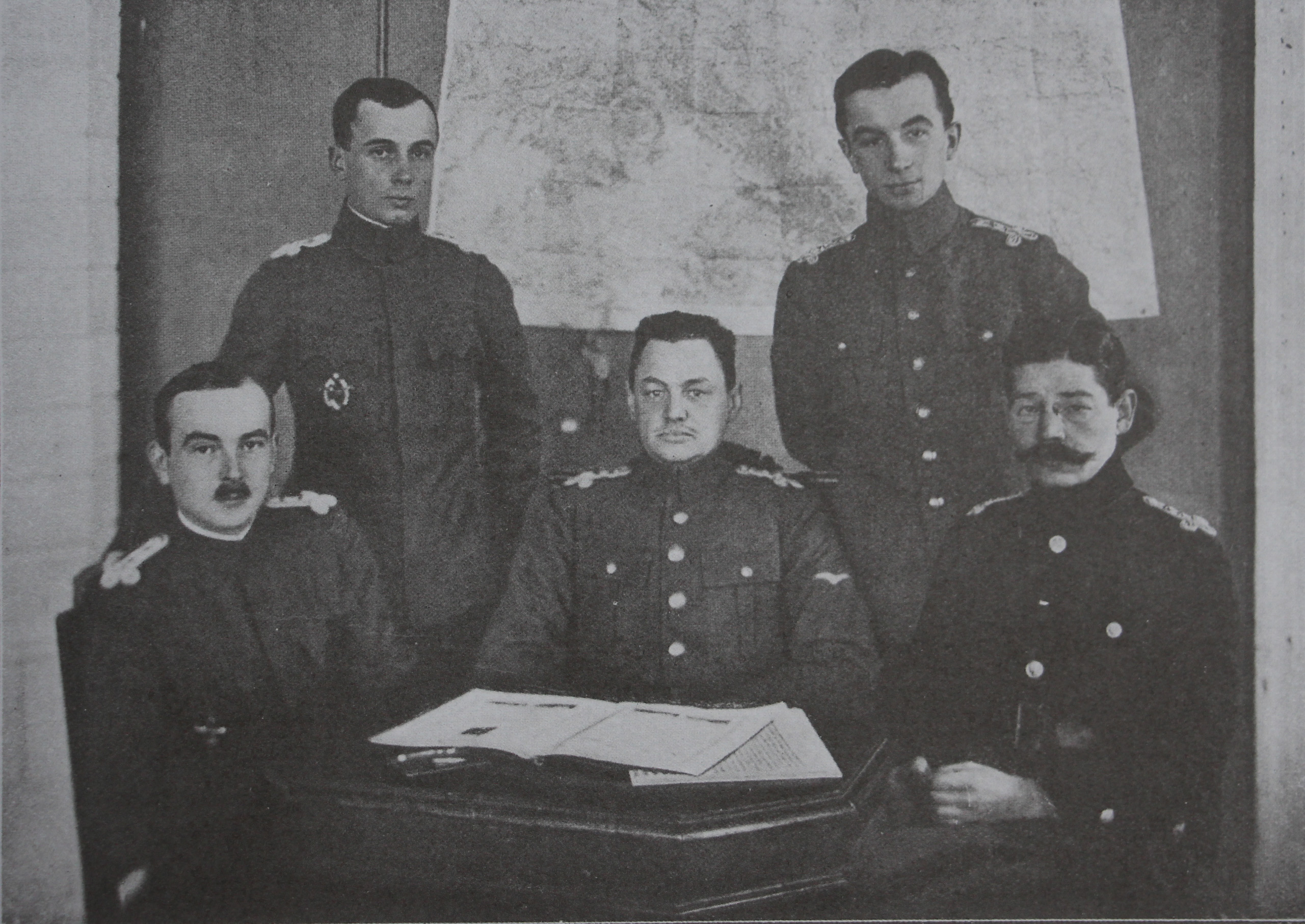
Pierwsze Dowództwo Wojsk Lotniczych; w centrum ppłk Hipolit Łossowski

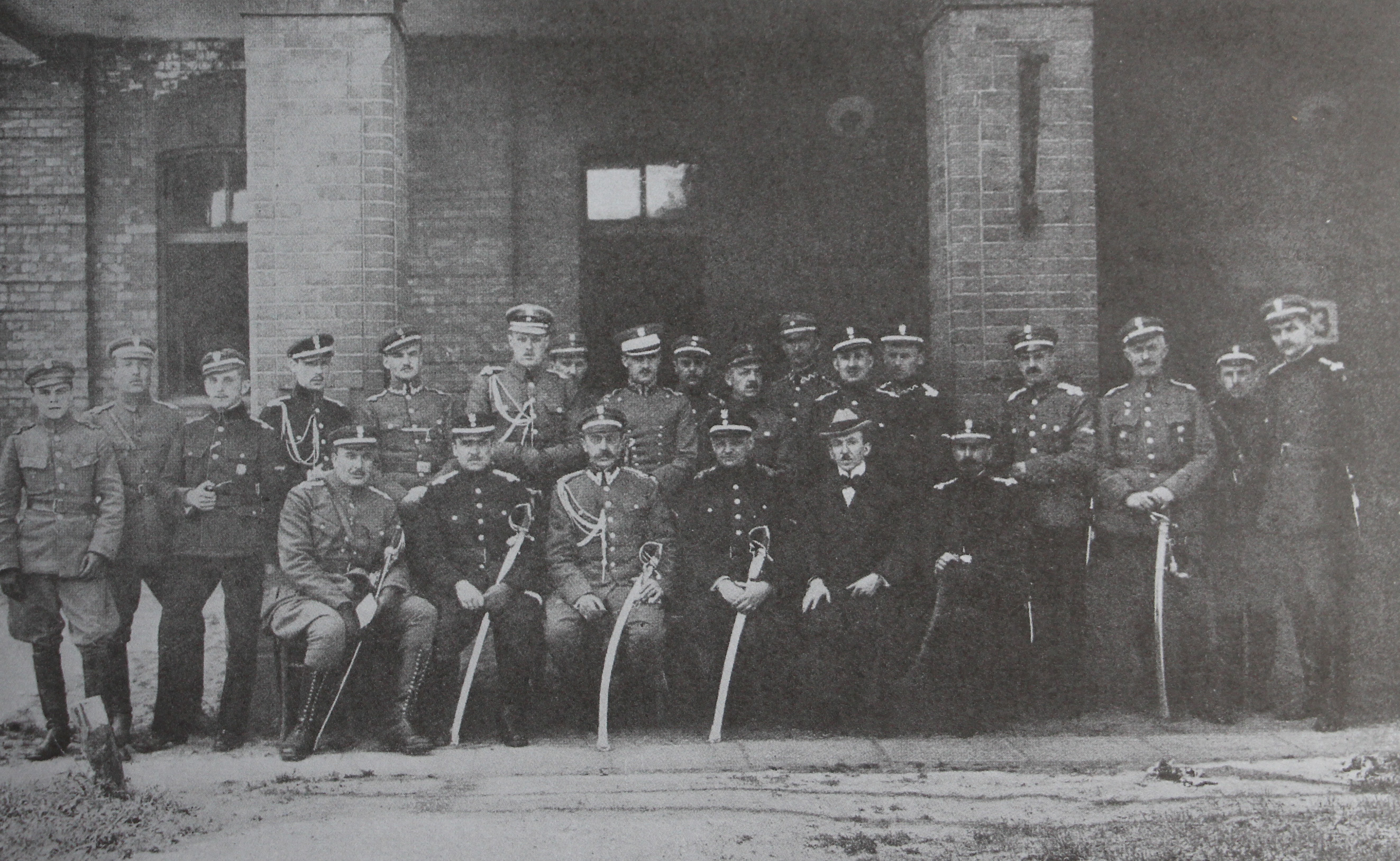
Minister Spraw Wojskowych gen. Józef Leśniewski na inspekcji I-go Lotniczego Baonu Uzupełnień

### Naczelne władze lotnicze
9 marca 1919 utworzony został podległy Ministrowi Spraw Wojskowych Inspektorat Wojsk Lotniczych. Do jego zadań należał nadzór nad grupami lotniczymi i szkolnictwem lotniczym, rozwiązywanie zadań organizacyjnych oraz nadzór nad sprawami uzupełnień jednostek lotniczych.
20 maja Inspektoratowi podporządkowano Sekcję Żeglugi Napowietrznej. Od tego momentu kompetencje Inspektoratu sprowadzały się do: inspekcji i inicjatyw w sprawach wyszkolenia lotnictwa, opracowania regulaminów i instrukcji, nadzoru nad szkołami lotniczymi, ćwiczeń z gotowości bojowej, spraw personalnych, zaopatrzenia technicznego i kierowania formacjami logistycznymi.
Etat przewidywał: 8 oficerów, 17 urzędników i 15 szeregowych.
W celu usprawnienia dowodzenia lotnictwem na froncie, z dniem 29 kwietnia 1919 utworzono Szefostwo Lotnictwa. Było ono częścią Naczelnego Dowództwa. Szefostwu Lotnictwa podporządkowano wszystkie walczące eskadry, a personalnie wszystkich oficerów lotnictwa na froncie. Szefem nowo powstałego organu mianowano kpt. Juliana Słoniewskiego. Do pracy w Szefostwie Lotnictwa wyznaczono także: por. obs. Kazimierza Kubalę, por. obs. Zdzisława Finika, por. obs. Henryka Tokarczyka, por. obs. Zygmunta Tebinkę, por. Stanisława Ujejskiego oraz ppor. Aleksandra Króla.
11 maja, nastąpiła reorganizacja Sztabu Generalnego Wojska Polskiego, a w tym i Szefostwa Lotnictwa. Weszło ono w skład Oddziału III Naczelnego Dowództwa WP. W czerwcu tymczasowym Szefem Oddziału IIIB został francuski oficer ppłk pil. Francois de Vergnette. W sierpniu szefem Oddziału mianowano Polaka płk. pil. Adama Zaleskiego
W związku z przygotowaniami do kampanii 1920 przeprowadzona została reorganizacja naczelnych władz lotniczych. Niedookreślenie rozgraniczenia kompetencji Inspektora Wojsk Lotniczych oraz szefa Oddziału III B sprzyjało ciągłym starciom między nimi. Dlatego 11 grudnia 1919 Oddział III B (Lotnictwo) wyłączono ze struktury Sztabu Generalnego i przemianowano na Szefostwo Lotnictwa Naczelnego Dowództwa Wojska Polskiego. Do 1 stycznia 1920 Szefostwo Lotnictwa Polowego zostało zreorganizowane i wzmocnione kadrowo. Dotychczasowego szefa, płk. pil. Adama Zaleskiego, czasowo zastąpił mjr pil. Sergiusz Abżółtowski. 25 lutego 1920 na stanowisko Szefa Lotnictwa Naczelnego Dowództwa WP wyznaczono mjr. pil. Aleksandra Serednickiego. W Ministerstwie Spraw Wojskowych utworzono Departament III Żeglugi Powietrznej. Powstał on z połączenia Inspektoratu Wojsk Lotniczych z Sekcją Żeglugi Napowietrznej. Szefem departamentu został gen. Gustaw Macewicz. Departament składał się z: Sekcji I Organizacji, wydziałów: ogólnoorganizacyjny i wyszkolenia, budżetowego i zaopatrzenia, gospodarczego i technicznego.

### Jednostki lotnicze formowane na terenie byłego Królestwa Polskiego i Małopolski

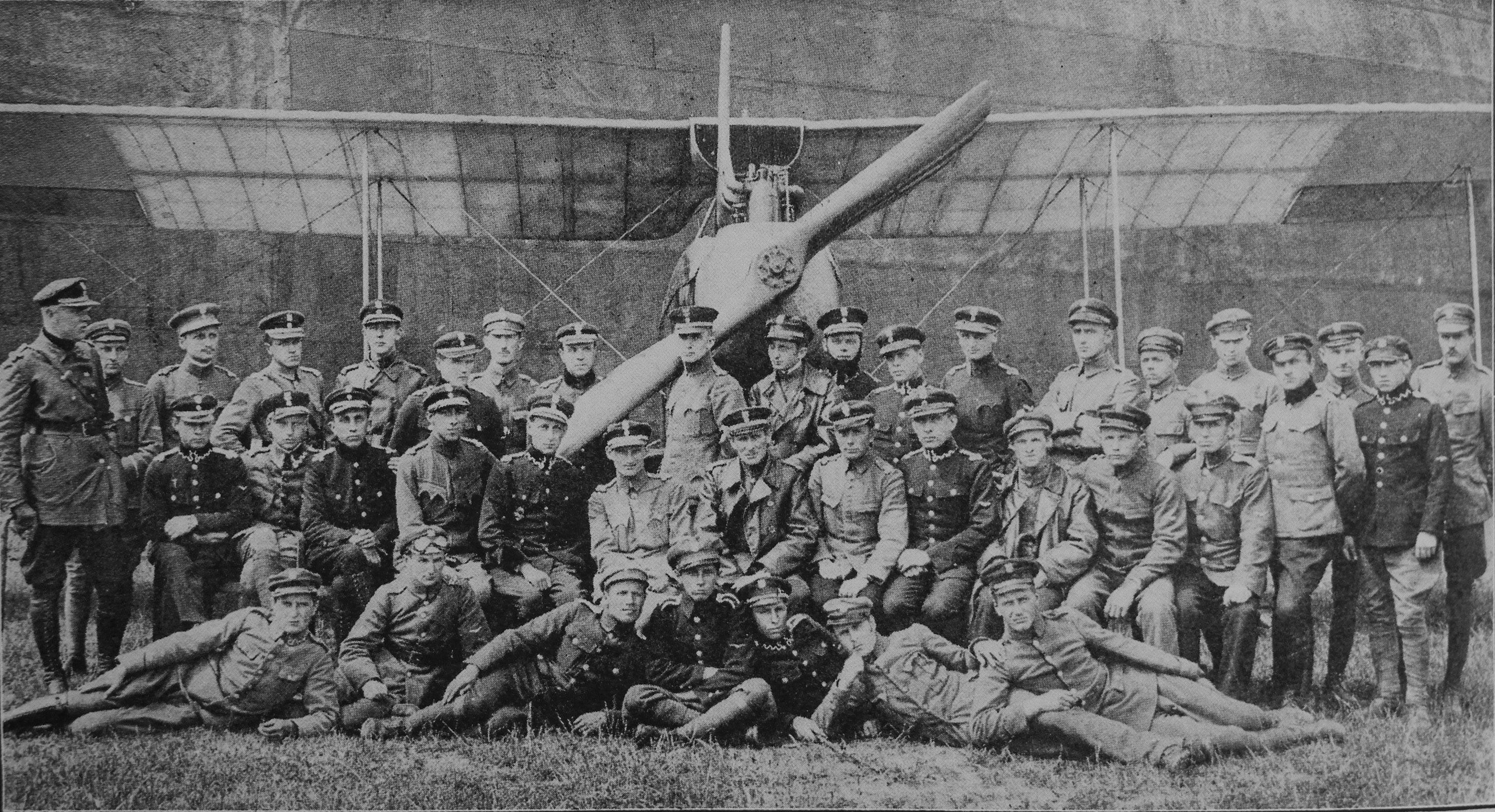
Krakowska Szkoła Pilotów w maju 1919 – dowództwo, instruktorzy i uczniowie

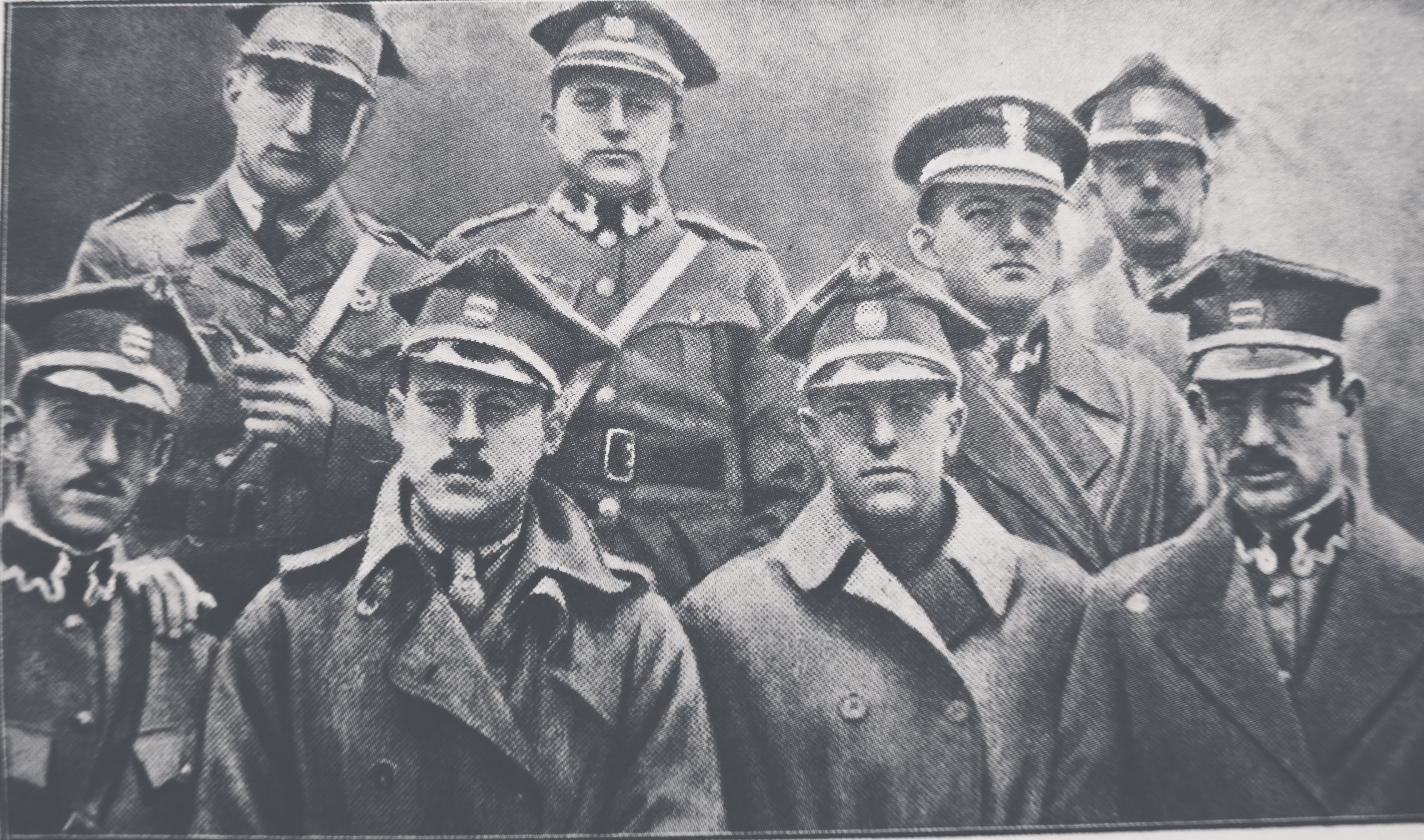
7 eskadra myśliwska – pierwsi ochotnicy amerykańscy: Fauntleroy, Cooper, Corsi, Crawford, Shrewsbury, Clark, Rorison, Noble

20 grudnia 1918 dowódca Wojsk Lotniczych ppłk Hipolit Łossowski nakazał organizowanie 6-samolotowych eskadr wywiadowczych.
Już wtedy zorganizowane były dwie eskadry we Lwowie, jedna w Krakowie i zalążek eskadry w Lublinie. Rozkazem z 21 grudnia powołano 2 eskadrę w Lublinie i 1 eskadrę w Warszawie. Eskadry małopolskie otrzymały numery: 5 eskadra w Krakowie, 6. i 7 eskadra we Lwowie. Jeszcze przed końcem roku sformowano 3 eskadrę w Warszawie, a z początkiem stycznia 1919 9 eskadrę w Krakowie i 4 eskadrę w Warszawie. Pod koniec miesiąca zorganizowano 11 eskadrę wywiadowczą i 1 eskadrą łącznikową w Warszawie oraz 12 eskadrę w Krakowie.
Szybki rozwój organizacyjny nie szedł w parze z wyposażeniem w samoloty. Do etatu brakowało również personelu latającego. Brakowało też uzupełnień dla eskadr walczących na froncie polsko-ukraińskim.
Równolegle powstały też trzy dowództwa grup lotniczych. W końcu czerwca przybyła do kraju eskadra 4 Dywizji Strzelców gen. Żeligowskiego. Otrzymała ona numer 10. Eskadra została przebazowana do Poznania celem uzupełnienia.
W tym czasie 7 eskadra lotnicza została przemianowana na eskadrę myśliwską i powiększono etat do 10 samolotów oraz wyposażona została w maszyny myśliwskie pochodzące z zakupów we Francji.
W maju 1919 polskie lotnictwo wojskowe dysponowało: dwoma batalionami uzupełnień lotniczych, trzema szkołami pilotów w Krakowie i w Warszawie, jedną szkołą obserwatorów i jedną mechaników w Warszawie, czterema grupami lotniczymi (ogółem z 10 eskadr), trzema ruchomymi parkami lotniczymi. Były już też zorganizowane warsztaty lotnicze, stacje meteorologiczne, sekcje aerofotograficzne.
Lotnicze dywizjony zapasowe
W końcu 1918 powołano lotnicze jednostki uzupełnień. Były to I lotniczy batalion uzupełnień w Warszawie i II lotniczy batalion uzupełnień w Krakowie. Na terenie Wielkopolski funkcję tę spełniała Stacja Lotnicza „Ławica”.
Po wprowadzeniu w siłach zbrojnych systemu poborowego wszystkie te placówki stały się także ośrodkami szkolenia podstawowego i specjalistycznego szeregowych.
W lutym 1919 jednostki uzupełnień zostały usamodzielnione i przemianowane na:
- 1 lotniczy dywizjon zapasowy w Warszawie
- 2 lotniczy dywizjon zapasowy w Krakowie
- 3 lotniczy dywizjon zapasowy w Poznaniu

### Jednostki lotnicze sformowane w Wielkopolsce

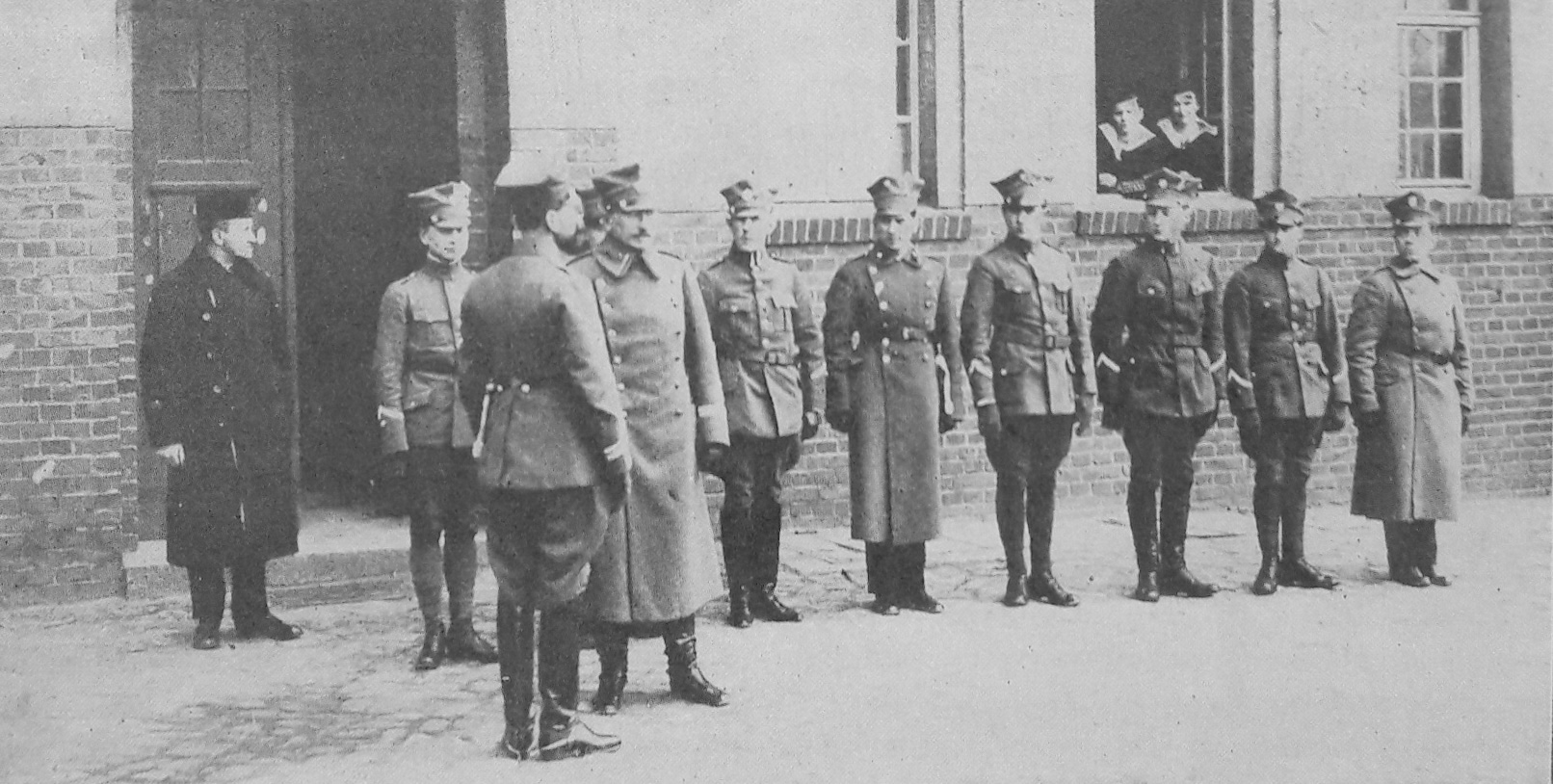
Przegląd Stacji Lotniczej Ławica przez gen. Dowbor-Muśnickiego w marcu 1919

Bazą organizacyjną wielkopolskich eskadr lotniczych była stacja Lotnicza „Ławica”. 11 lutego 1919 posiadała do dyspozycji: 3 oficerów, 105 podoficerów, 639 szeregowych i 172 pracowników cywilnych. Wśród personelu latającego było tylko 21 pilotów i 1 obserwator.
Jeszcze w lutym sformowano 1. i 2 wielkopolską eskadrę lotniczą. 3 wielkopolska eskadra lotnicza powstała 6 marca. Eskadry wyposażono w poniemieckie samoloty liniowe. W czerwcu została sformowana 4 wielkopolska eskadra „bojowa”, którą z pełnym etatowym personelem skierowano do Warszawy i tam otrzymała francuskie samoloty myśliwskie typu Spad.
W tym czasie utworzono też Dowództwo I Wielkopolskiej Grupy Lotniczej. Na jej czele stanął ppłk pil. Tadeusz Grochowalski, a później płk pil. Marian Krzyczkowski.

### Jednostki lotnicze Błękitnej Armii

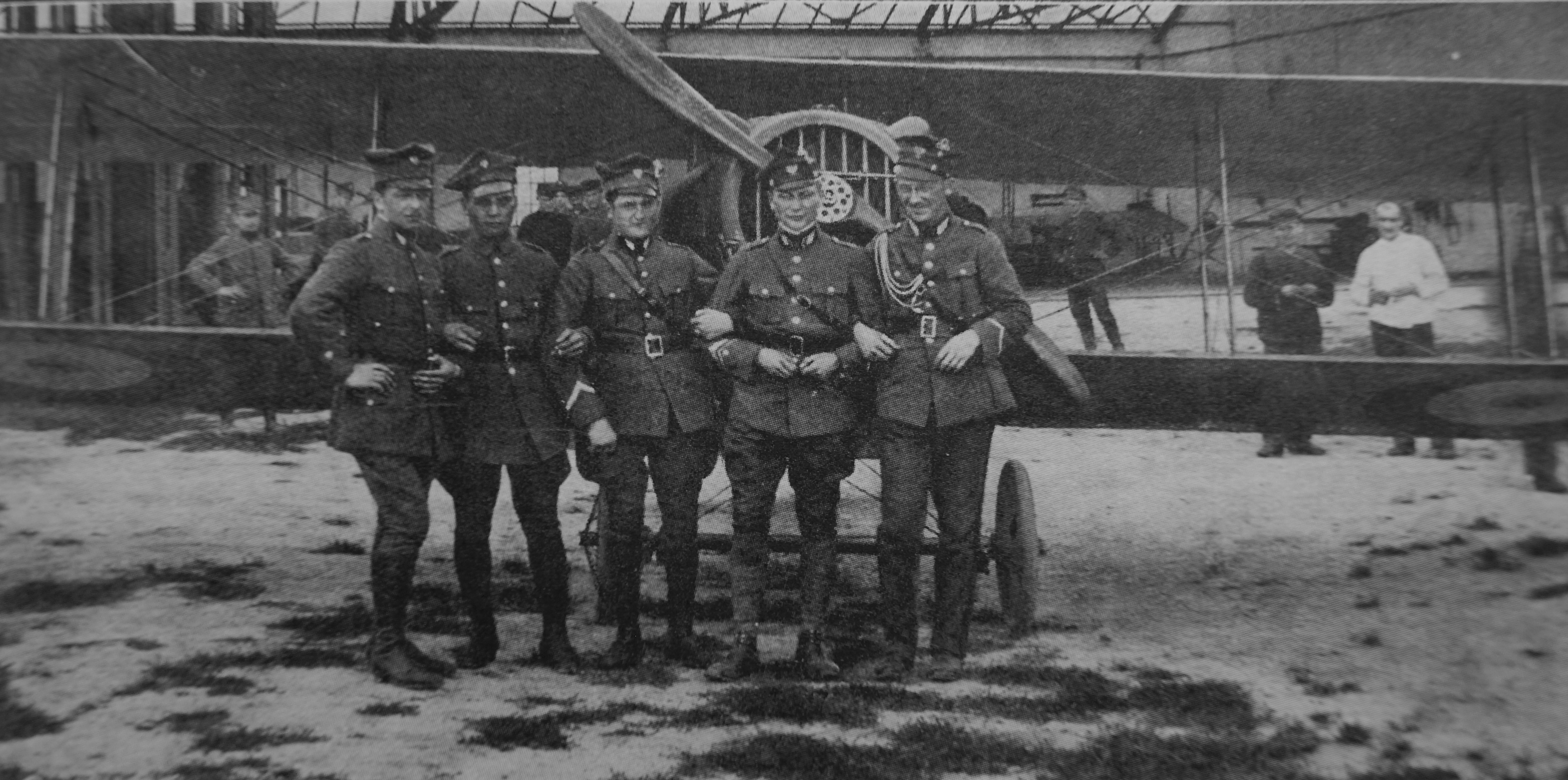
Najstarszy personel latający 4-ej eskadry wielkopolskiej

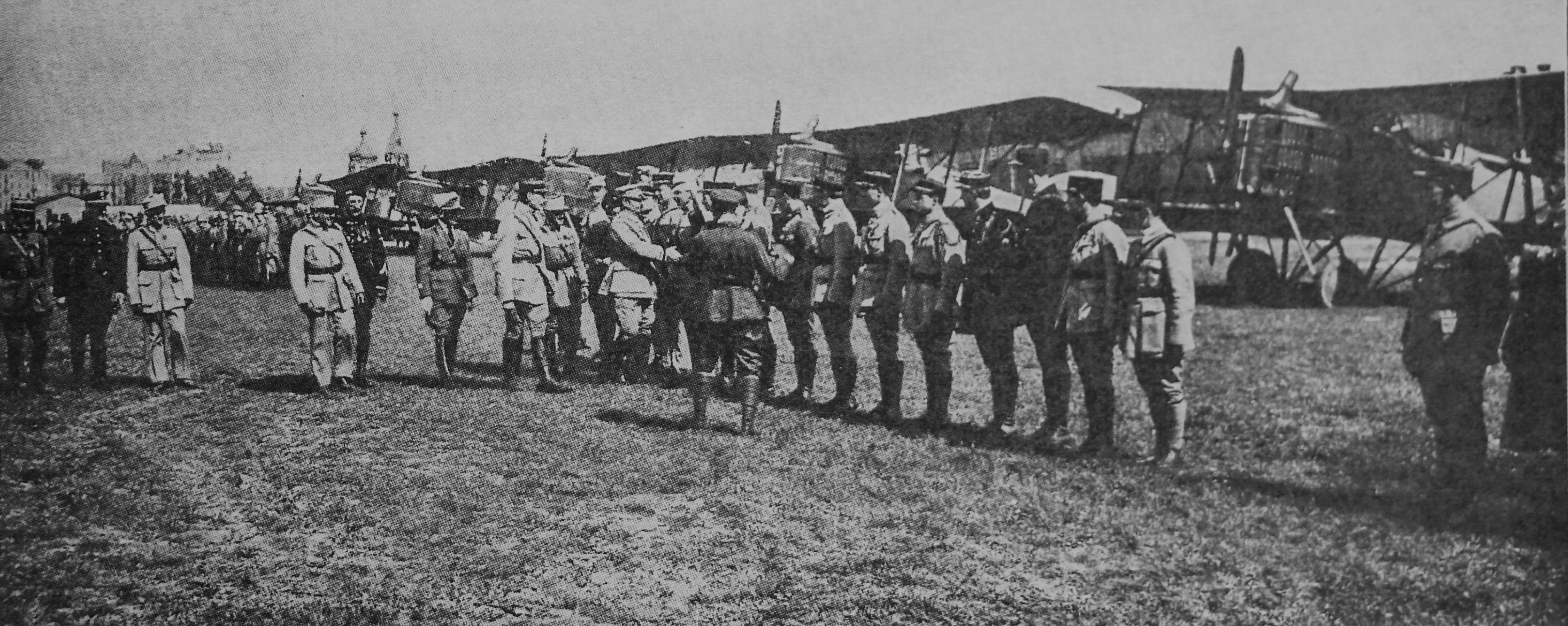
Przegląd eskadr breguetowskich przez gen. Józefa Hallera na lotnisku mokotowskim; maj 1919

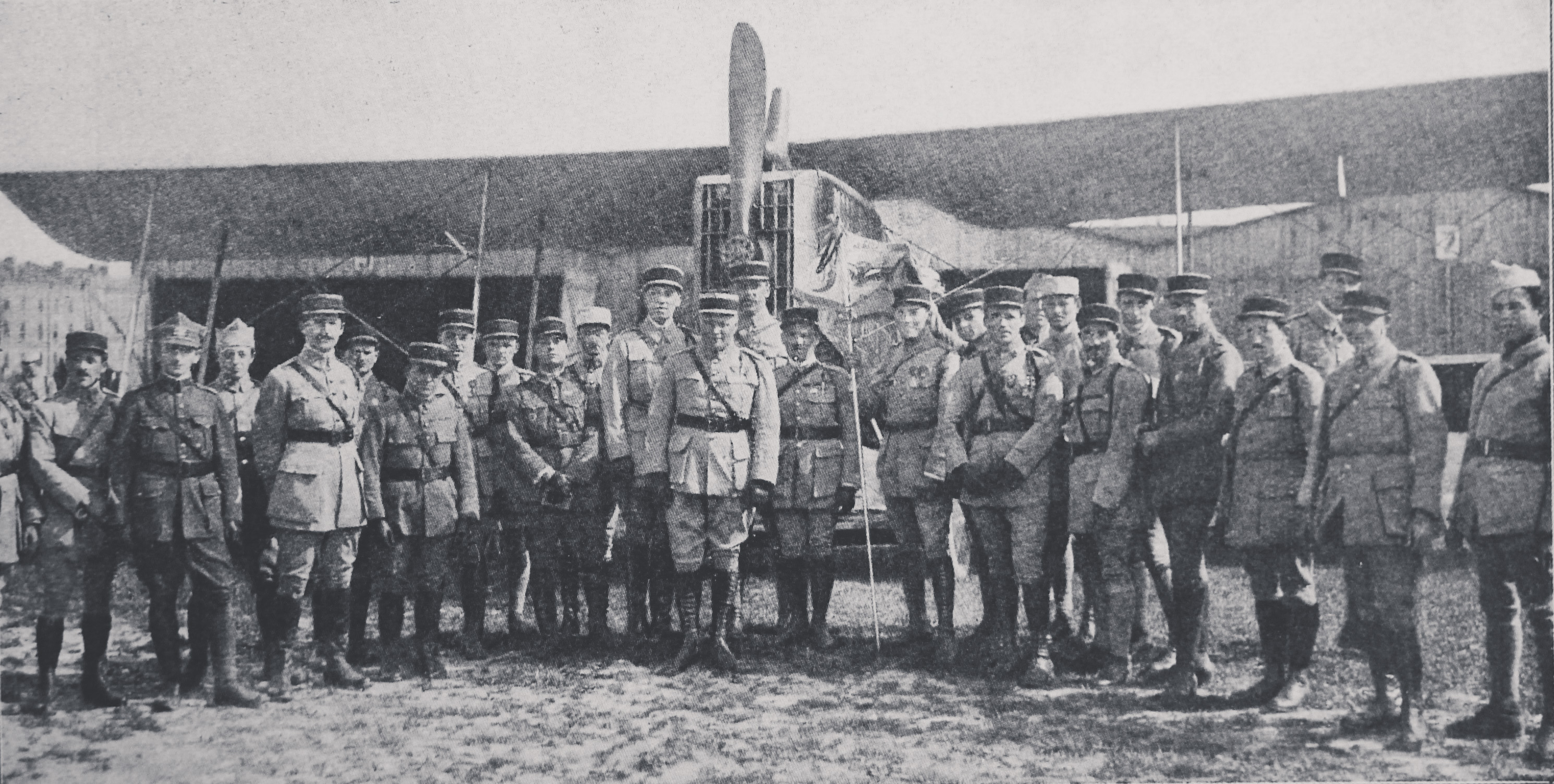
66 francuska eskadra bombardująca „Breguet B.2" na lotnisku mokotowskim

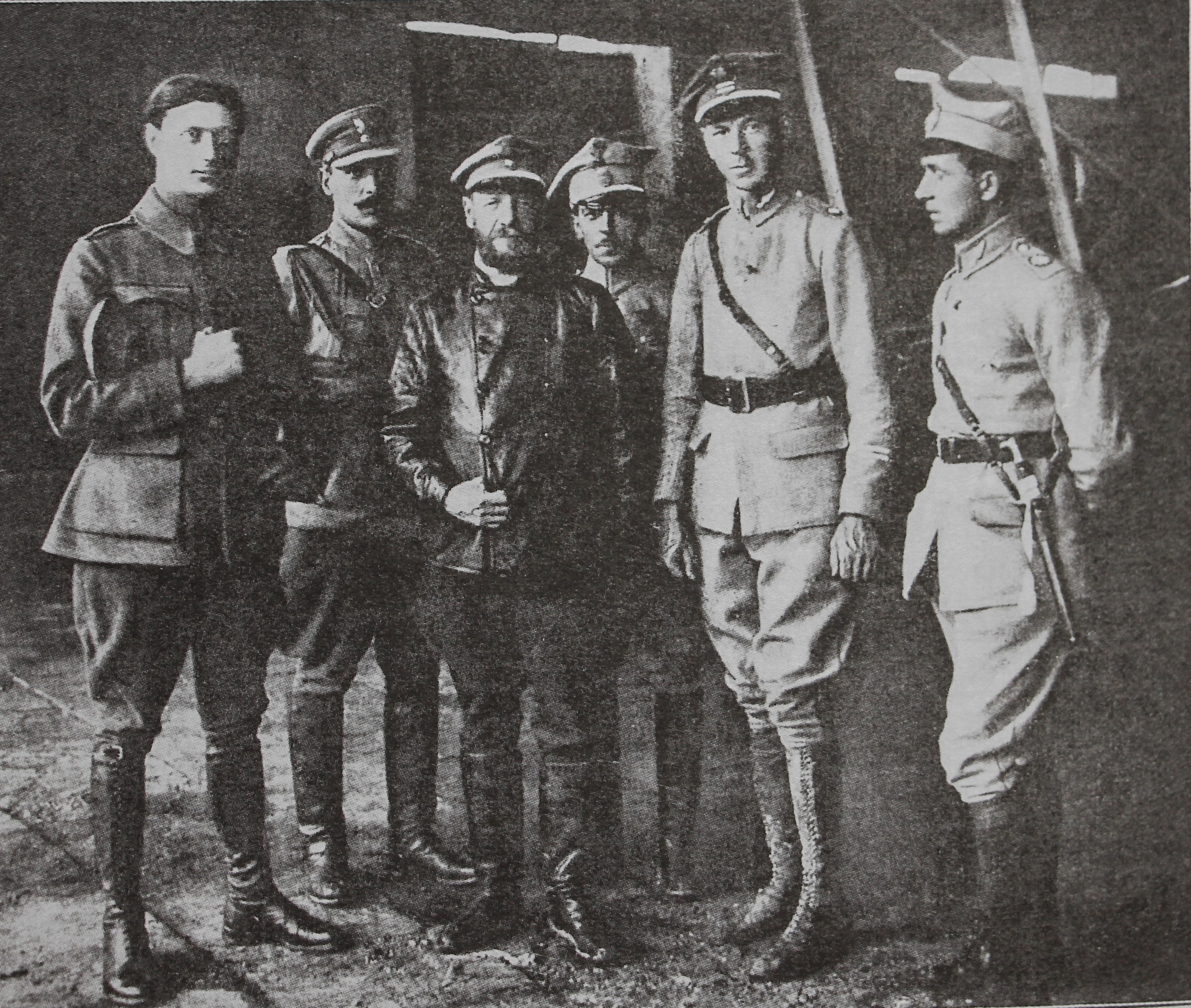
Gen. Żeligowski w Stanisławowie po przewiezieniu go samolotem ze Lwowa przez por. Rayskiego

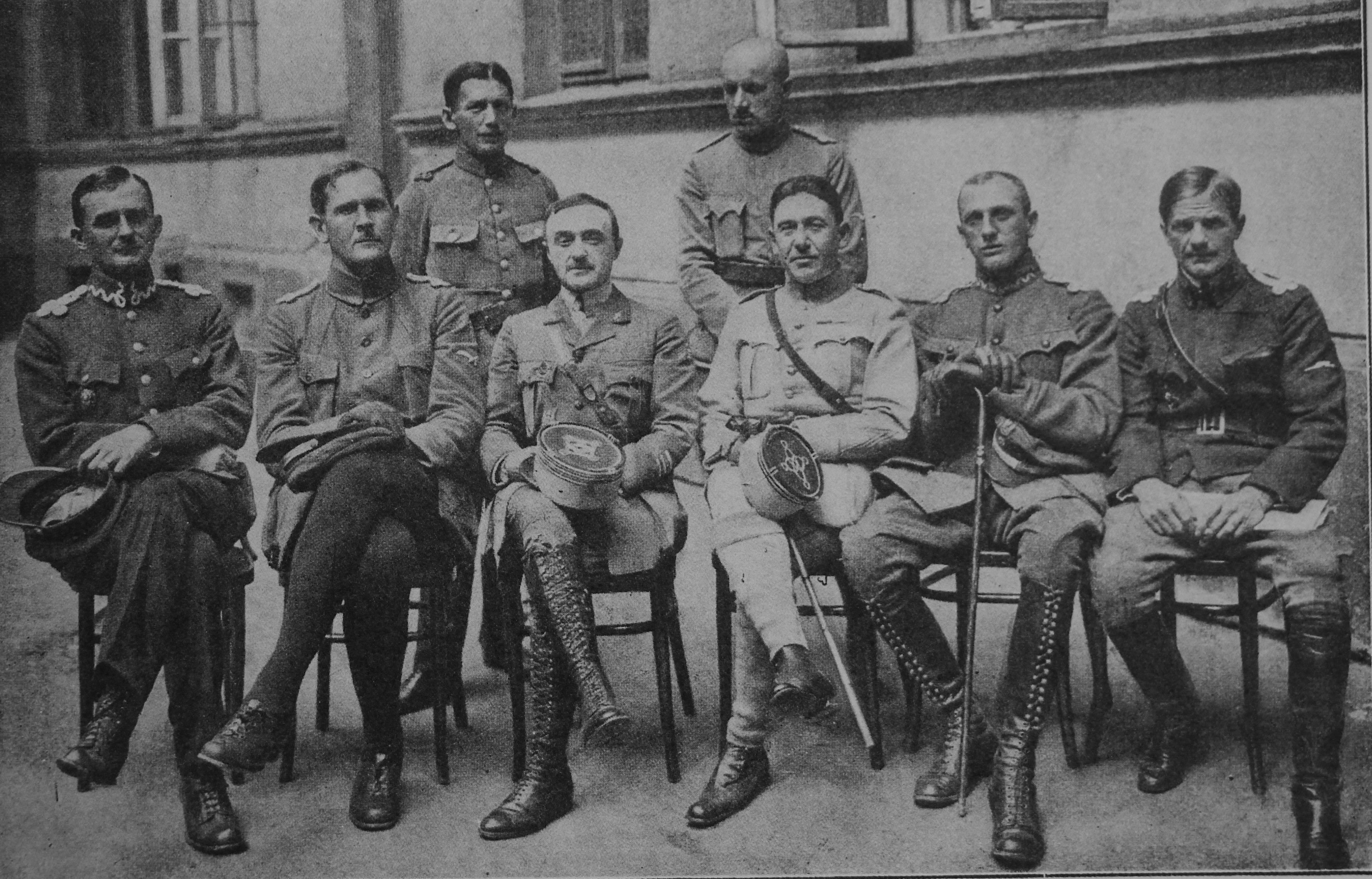
Zjazd dowódców grup lotniczych 1919. Siedzą: mjr Serednicki, kpt. Słoniewski, ppłk de Vergnette, kpt. Enclancher, por. Borejsza, kpt. Perini. Stoją: kpt. Tieger, por. Bastyr.

Od maja 1919 zaczęły przybywać do Polski transporty Armii Polskiej we Francji dowodzone przez gen. Józefa Hallera. Na czele jej lotnictwa znajdowało się Szefostwo Lotnictwa z szefem mjr Chapeletem i jego zastępcą mjr pil. Sergiuszem Abżołtowskim.
Siedem eskadr nosiło pierwotnie francuski system identyfikacji. Składał się on z pierwszych liter używanych samolotów (SPA – Spad-y, BR – Breguety, SAL – Salmsony) oraz kolejnego francuskiego numeru. Z czasem pozostały tylko numery, a litery zamieniono słowem „eskadra”.
Z jednostek lotniczych przybyły:
- 39 i 59 i 66 eskadra Breguetów po 10 samolotów
- 162 eskadra Spadów wyposażona w 15 samolotów Spad VII
- 580, 581 i 582 eskadra Salmsonów po 10 samolotów

Ponadto każda eskadra dysponowała trzema samolotami zapasowymi.
W sierpniu eskadry: 39, 59 i 580 utworzyły Grupę Lotniczą przy dowództwie Armii gen. Hallera w Krakowie.
Jako że francuski personel nie mógł być użyty w walce na wschodzie, Inspektorat Lotnictwa przystąpił do „spolonizowania” eskadr.
Dowodzenie wszystkimi eskadrami przejęli Polacy, natomiast dotychczasowi francuscy dowódcy pozostali w eskadrach w charakterze doradców.
Po reorganizacji całkowicie polski personel miały: 39 eskadra Breguetów, 59 eskadra Breguetów, 162 eskadra Spadów i 580 eskadra Salmsonów.
Natomiast 581 eskadrę Salmsonów uzupełniono personelem francuskim wszystkich innych eskadr i przydzielono jako eskadrę szkolną do Oficerskiej Szkoły Obserwatorów Lotniczych. Eskadry: 66 i 282 całkowicie rozwiązano, a ich samoloty przekazano innym eskadrom.

### Zjednoczenie lotnictwa polskiego
Do września 1919 jednostki lotnictwa polskiego składały się z trzech różnych formacji:
- podlegającego Dowództwu Wojsk Lotniczych „lotnictwa krajowego” z eskadrami lotniczymi: 1., 2., 3., 4., 5., 6., 7., 8., 9., 10. i 11.
- podległego Dowództwu Głównemu Wojsk Wielkopolskich „lotnictwa wielkopolskiego” z eskadrami polnymi: 1., 2. i 3. wielkopolską eskadrą oraz eskadrą myśliwską – 4 wielkopolską eskadrą bojową
- podlegającemu wspólnemu polsko-francuskiemu dowództwu „lotnictwa Armii gen. Hallera” z eskadrami: 39. i 59. eskadrą Breguetów oraz 580., 581. i 582. eskadrą Salmsonów, a także 66 eskadrą Breguetów i 162 eskadrą Spadów.

Należy zaznaczyć, że cztery eskadry wielkopolskie dysponowały większą ilością samolotów niż jedenaście eskadr lotnictwa krajowego, a z lotnictwa Armii gen. Hallera szczególnie cenne były trzy eskadry Breguetów 14.
Po podpisaniu przez Niemcy traktatu pokojowego w Wersalu już nic nie stało na przeszkodzie, aby wojska wielkopolskie oficjalnie stały się integralną częścią ogólnokrajowych sił zbrojnych.
15 sierpnia ukazał się dekret Naczelnej Rady Ludowej w Poznaniu o całkowitym przekazaniu: siły zbrojnej Wielkopolskiej pod rozkazy Naczelnego Dowództwa WP. 20 sierpnia Józef Piłsudski podpisał dekret w sprawie podporządkowania sobie sił zbrojnych byłego zaboru pruskiego. Rozkaz nr 350/III B Naczelnego Dowództwa WP z 22 września 1919 podporządkował lotnictwo wielkopolskie odpowiednim organom Wojska Polskiego.
24 września odwołano ppłk. Hipolita Łossowskiego z pełnionych przez niego funkcji Inspektora Wojsk Lotniczych i szefa Sekcji Żeglugi Napowietrznej, a rozkazem Naczelnego Dowództwa WP nr 54 na stanowisko Inspektora Wojsk Lotniczych w Warszawie powołało dotychczasowego dowódcę lotnictwa wielkopolskiego gen. pil. Gustawa Macewicza.
25 września gen. Macewicz zarządził połączenie lotnictwa powstałego w centralnej Polsce i Galicji z lotnictwem wielkopolskim i lotnictwem Armii gen. Hallera.
10 grudnia ukazał się rozkaz Ministra Spraw Wojskowych w sprawie przeprowadzenia procesu ujednolicenia numerów i nazw jednostek wojsk wielkopolskich z całymi siłami zbrojnymi. Postanowiono, że 1, 2. i 3. wielkopolskie eskadry polne otrzymają numery: 12., 13., 14., i nową nazwę – eskadra wywiadowcza, a 4 wielkopolska eskadra bojowa przemianowana zostanie na 15 eskadrę myśliwską.
W chwili jednoczenia Armia Wielkopolska dysponowała następującymi siłami i środkami lotniczymi: Inspektoratem Lotnictwa i Dowództwem 1 Wielkopolskiej Grupy Lotniczej, 1, 2, 3, 4 Wielkopolskimi eskadrami lotniczymi, stacją lotniczą na Ławicy i pododdziałami technicznymi. Ogółem stanowiło to około 1500 żołnierzy, podoficerów i oficerów. Na wyposażeniu eskadr znajdowało się 70 samolotów (wcześniej przekazano 30 samolotów).
Znacznie trudniejsza była sprawa z włączeniem „Błękitnej Armii” w skład odradzającego się Wojska Polskiego. 28 czerwca Rada Najwyższa Konferencji Pokojowej w Paryżu zezwoliła na użycie tej armii w walkach w Galicji Wschodniej, ale nie było to jednoznaczne z uznaniem jej za część polskich sił zbrojnych. Co prawda Józef Piłsudski, na początku lipca 1919, wydał rozkaz o podporządkowaniu sobie Armii gen. Hallera, ale rząd francuski ostro zaprotestował i wykonanie powyższego rozkazu zostało zawieszone. Armia ta nadal formalnie stanowiła część francuskich sił zbrojnych.
Dopiero 11 września, rozkazem Francuskiej Misji Wojskowej w Polsce nr 2138, eskadry lotnicze Armii gen. Hallera weszły w podporządkowanie dowództwa polskiego.
25 września gen. Macewicz nakazał połączenie lotnictwa krajowego z lotnictwem Błękitnej Armii. Zdecydowano się też jak najszybciej dokonać reorganizacji.
We francuskich eskadrach „polonizowano” personel. Po wstępnej ocenie możliwości pozostawiono tymczasowo 66 eskadrę Breguetów i 581 eskadrę Salmsonów z personelem francuskim, a do uzupełnienia personelem polskim przeznaczono pozostałe eskadry.
W tym czasie funkcjonowały utworzone wcześniej grupy lotnicze:
- I Grupa Lotnicza w Warszawie
- II Grupa Lotnicza w Krakowie
- III Grupa Lotnicza we Lwowie
- IV Grupa Lotnicza operująca na Wołyniu
- V Grupa Lotnicza
- I Wielkopolska Grupa Lotnicza

## Walki lotnictwa na froncie polsko-bolszewickim

### Działania lotnictwa w 1919
Groźba wybuchu konfliktu zbrojnego pomiędzy Polską a bolszewicką Rosją zarysowała się wkrótce po powstaniu niepodległego państwa polskiego. Do końca stycznia 1919 bolszewicy, posuwający się w ślad za odchodzącymi Niemcami, opanowali całą zachodnią Litwę i Białoruś. W tym czasie wojska polskie były zaangażowane w walki z Ukraińcami, a przejściowo także z Czechami o Cieszyn.

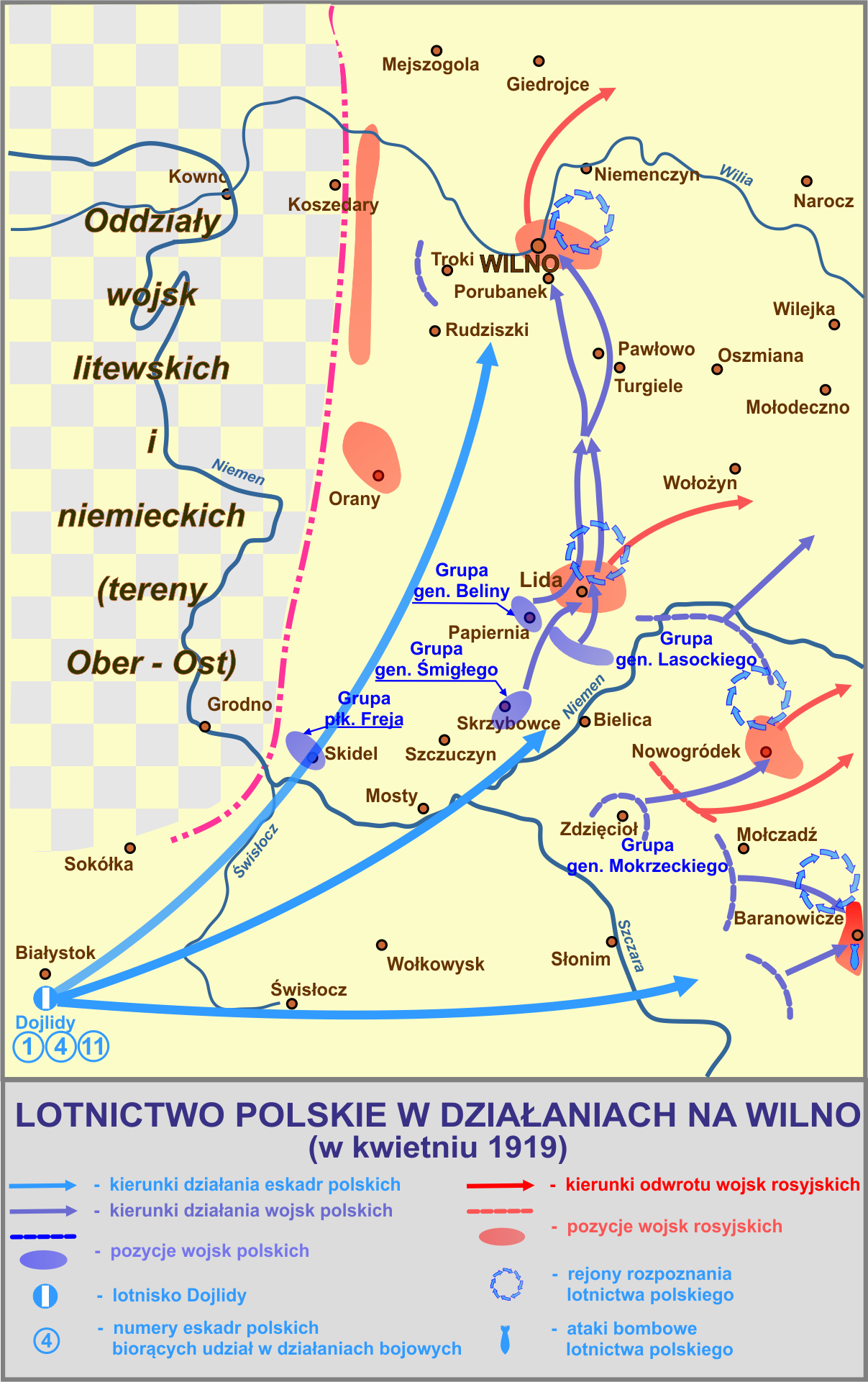

#### Walki I Grupy Lotniczej w operacji wileńskiej
Lotnictwo polskie zostało użyte w szerszym zakresie po raz pierwszy w kwietniu 1919 podczas wyprawy na Wilno i Lidę. Do dyspozycji dowódcy Frontu Litewsko-Białoruskiego skierowano I Grupę Lotniczą.
Stacjonująca w Warszawie Grupa dysponowała trzema eskadrami. Były to: 1., 4. i 11 eskadry lotnicze. Dowódcą Grupy był mjr Aleksander Serednicki. W związku z zamierzonymi działaniami wojsk polskich na kierunku wileńskim, 20 marca 1919 1 eskadra lotnicza przebazowana została z Warszawy do Dojlid i tam podporządkowana dowódcy Dywizji Litewsko-Białoruskiej gen. Stanisławowi Szeptyckiemu. W pierwszym locie bojowym eskadra zbombardowała koszary w Baranowiczach. Na początku kwietnia, podczas awaryjnego lądowania, rozbito Albatrosa C.III. W wyniku wypadków i fatalnego stanu technicznego, eskadra została pozbawiona możliwości dalszego działania. Jej dwa samoloty zostały rozbite, a dwa przebywały w remoncie.
Na początku kwietnia na lotnisko Dojlidy przybyły 4. i 11 eskadra lotnicza. 4 eskadra lotnicza z czterema samolotami i dwoma załogami została przydzielona do 1 Dywizji Piechoty Legionów, a 11 eskadra przekazała swoje samoloty pozostałym eskadrom I Grupy Lotniczej. 17 kwietnia 4 eskadra przeprowadziła swoje pierwsze loty bojowe. Podczas jednego z nich zginął ppor. pil. Stefan Brygiewicz, a pchor. Bohdan Błysk-Wilski został ciężko ranny. Następnego dnia załogi wykonały loty wywiadowcze na trasie Lida – Mołodeczno. 28 kwietnia pierwszy lot nad Wilnem wykonał ppor. Stanisław Krajewski.
Sukcesy wojsk lądowych pozwoliły na przebazowanie I Grupy na lotnisko Porubanek. W tym czasie cała grupa (trzy eskadry) dysponowała jedynie trzema samolotami. Podczas przeszukiwania zdobycznych transportów kolejowych, żołnierze 1 eskadry lotniczej znaleźli samolot produkcji rosyjskiej Anatra Anasal.

#### Działania lotnictwa na Polesiu

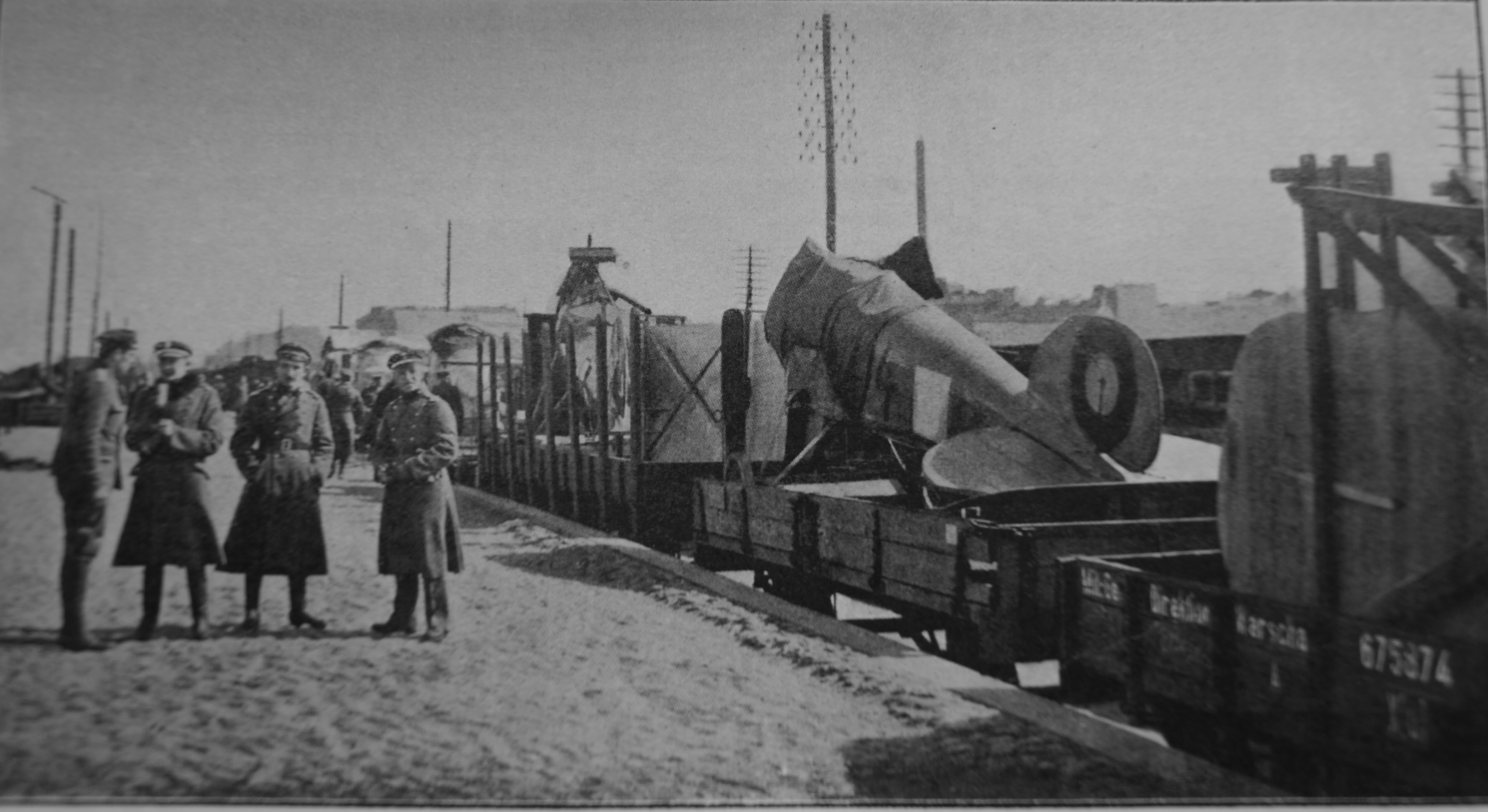
Odjazd 8-ej eskadry na front w kwietniu 1919 (ppor. Herget, por. Gołębiowski, ppor. Jesionowski)

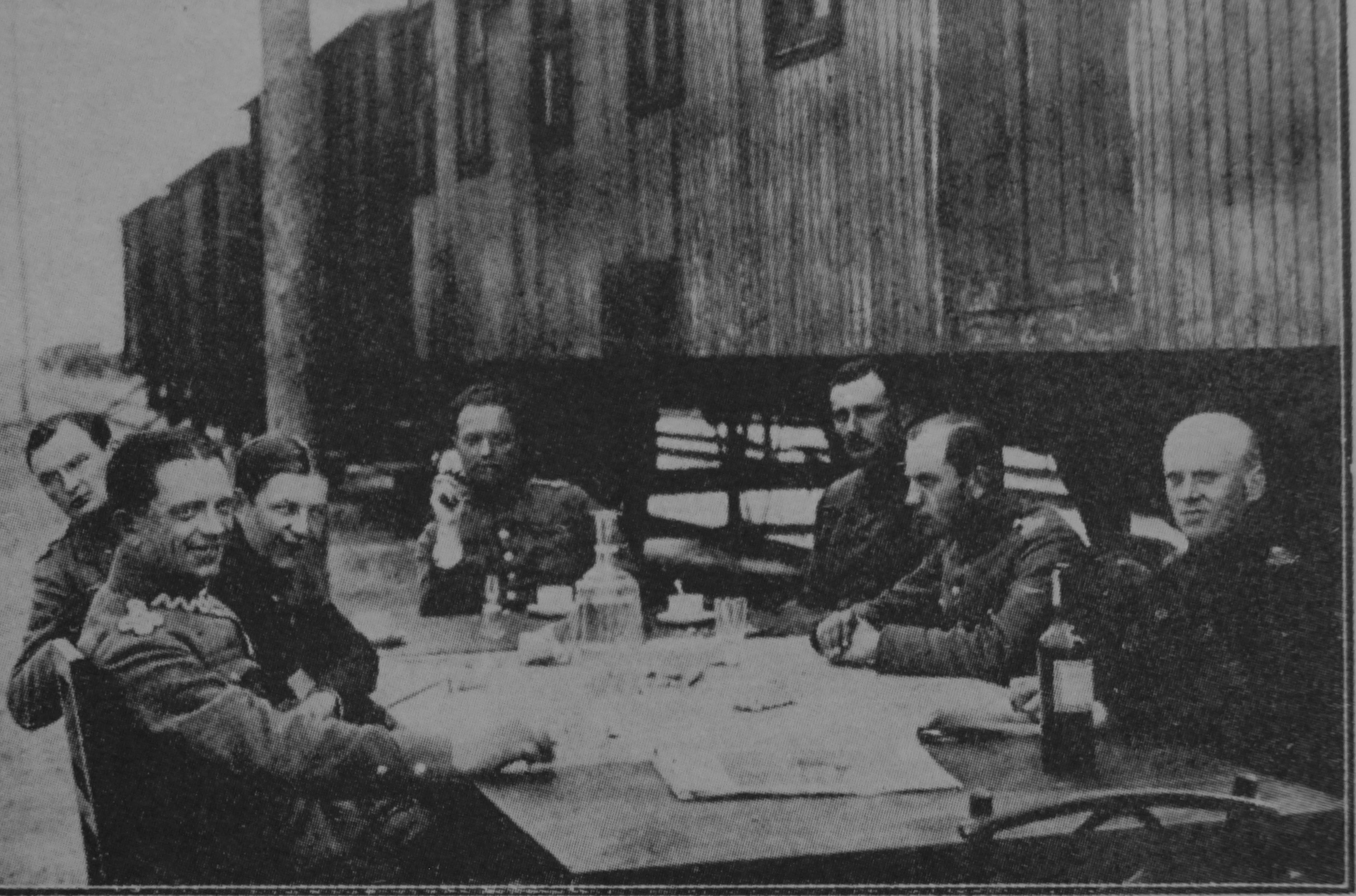
4 eskadra wywiadowcza i dowództwo I grupy w Lidzie na dworcu; maj 1919

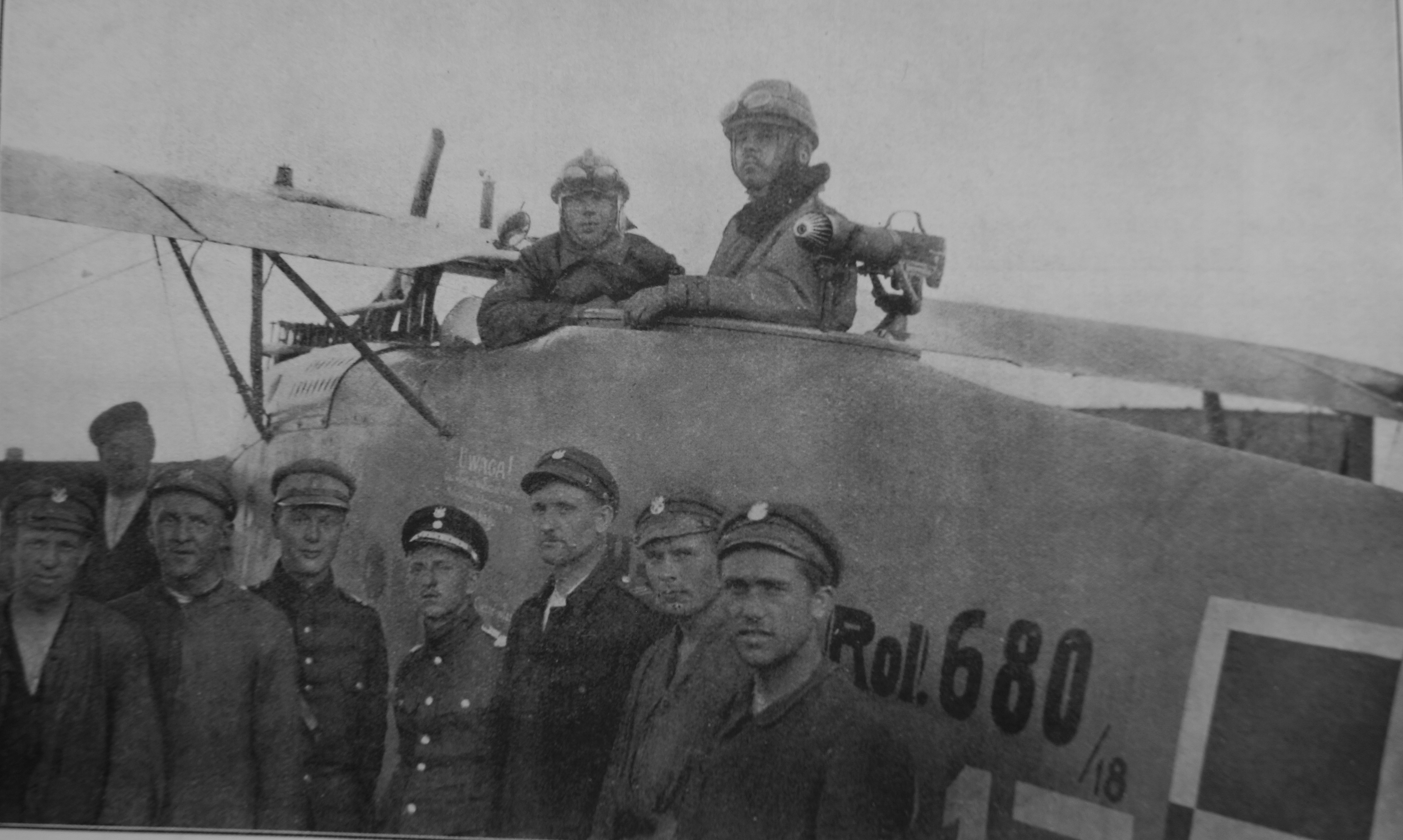
Lotnicy 11 eskadry wywiadowczej kpt. pilot Wacław Iwaszkiewicz i por. obs. Tytus Karpiński po locie bojowym

Po zajęciu Wilna, samoloty I Grupy startując z Porubanka rozpoznawały obszary na północ i północny wschód od miasta. Atakowano także wykryte cele naziemne. 16 maja załoga 1 eskadry zmusiła do zaprzestania prowadzenia ognia baterię bolszewickiej artylerii. 19 maja załoga por. Jurkiewicz i mjr Serednicki zaatakowała operującą na linii kolejowej Wilno–Mińsk drezynę pancerną i zmusiła ją do wycofania się.
W tym czasie załogi 4 eskadry działały nadal na korzyść 1 Dywizji Piechoty Legionów.

24 maja dowództwo I Grupy wraz z 4 eskadrą zostało przeniesione do Lidy. Także w maju swoją działalność bojową rozpoczęła 8. eskadra lotnicza. W tym czasie dysponowała ona czterema samolotami i oddana została do dyspozycji Grupy Poleskiej gen. Antoniego Listowskiego. W swoim pierwszym locie bojowym załoga por. Jesionowski i por. Szandorowski zaatakowała bombami bolszewicki okręt na Pinie.
W czerwcu 1919 na Froncie Litewsko-Białoruskim intensywnie działały trzy eskadry: 4. i 8. eskadra lotnicza oraz, częściowo „spolonizowana”, 528 eskadra Salmsonów.
4 eskadra bombardowała między innymi Mołodeczno i Wilejkę, a 21 czerwca dwie załogi zbombardowały stację kolejową w Mińsku. W czasie działań załoga por. pil. Romuald Wermiński i ppor. obs. Włodzimierz Rice wprowadziła samolot w korkociąg i maszyna runęła na ziemię. Obaj lotnicy zginęli.
W tym czasie 8 eskadra przebazowała się z Brześciu do Brodnicy pod Pińskiem i tym samym zwiększył się efektywny czas działania samolotów w powietrzu.

582 eskadra Salmsonów stacjonowała na lotnisku w Porubanku. 12 czerwca została zestrzelona i dostała się do niewoli sowieckiej załoga por. pil. Fore i por. pil. Wiktor Wolski. Francuz po krótkim pobycie w niewoli został przez bolszewików zwolniony, natomiast por. Wolskiego rozstrzelano w smoleńskim więzieniu.
11 eskadra lotnicza nadal stacjonowała w Dojlidach i nie brała udziału w walkach, a 1 eskadra wykonała tylko kilka lotów bojowych.

24 czerwca transportem kolejowym z Warszawy do Wołkowyska przyjechał I Ruchomy Park Lotniczy i podporządkowany został dowódcy I Grupy Lotniczej. Odtąd był on organem remontowym i zaopatrującym dla wszystkich eskadr wchodzących w skład Frontu Litewsko-Białoruskiego.

W lipcu działania rozpoznawcze rozpoczęła 4 eskadra lotnicza. 2 i 3 lipca wykonała z Lidy pięć lotów bojowych. W czasie jednego z nich sierż. Choiński unieruchomił sowiecką drezynę pancerną. Bezpośrednio dla sztabu gen. Szeptyckiego prowadzili rozpoznanie piloci: por. Jurkiewicz, sierż. Kamionkowski, sierż. Cagasek oraz obserwatorzy: por. Kryński, por. August Menczak i ppor. Kuczyński.
5 lipca 8 eskadra lotnicza zbombardowała nieprzyjacielski sztab stacjonujący w Łunińcu oraz miejscową parowozownię. Zrzucono około 350 kg bomb. W następnych dniach eskadra bombardowała stację kolejową Sienkiewicze.

1 eskadra lotnicza dysponowała w tym okresie trzema samolotami i wykonała na nich 16 lotów bojowych. Brakowało obserwatorów, a ich zadania często wykonywali członkowie personelu naziemnego.
W końcu lipca 11 eskadra lotnicza została przebazowana koleją do Słonimia na lotnisko Dereniańczyce, wyłączona ze składu I Grupy Lotniczej i przydzielona do dyspozycji 1 Dywizji Litewsko-Białoruskiej gen. Adama Mokrzeckiego. W czasie przelotu na kolejne lotnisko, dowódca eskadry rtm. Antoni Buckiewicz poważne uszkodził samolot. Zaradzono temu przez przełożenie silnika. W ten sposób, dysponując tylko jednym samolotem, eskadra osiągnęła gotowość do działań. Rozpoznawała na kierunkach: Baranowicze – Stołpce i Baranowicze – Łuniniec.
Pod koniec pierwszego tygodnia sierpnia eskadra otrzymała drugi samolot, a 5 sierpnia miała miejsce nieudana próba współpracy z własną kawalerią. Oczekujący na ułanów w rejonie spotkania samolot został ostrzelany przez oddział nieprzyjaciela i z uszkodzonym silnikiem zmuszony do awaryjnego lądowania. Samolot został rozbity, a obaj lotnicy ranni. 8 sierpnia załoga rtm. Antoni Buckiewicz i ppor. Stefan Sznuk wykonała lot wywiadowczy w kierunku na Kojdanów. W Stołpcach zaatakowano i rozproszono grupę saperów przygotowujących się do wysadzenia mostu na Niemnie. Po zajęciu Mińska eskadra urządziła wysunięte lotnisko w Słucku. Tam otrzymała też uzupełnienie i dysponowała już 3 samolotami: 2 DFW C.V i AEG C.IV. Wkrótce potem 11 eskadra została wycofana do Białegostoku i wraz z 3 eskadrą weszła w skład IV Grupy Lotniczej, która to przewidziana była na wzmocnienie Frontu Mazowieckiego.
582 eskadra Salmsonów nadal bazowała na lotnisku Porubanek i prowadziła działania rozpoznawcze na pograniczu Litwy i Łotwy w rejonach Dyneburga, Dukszt i Jezioros. W drugiej połowie sierpnia eskadra przeniosła się na lotnisko w Mołodecznie. W tym czasie 4 i 8 eskadra borykały się z niemal całkowitym zużyciem sprzętu.
W sierpniu na Front Litewsko-Białoruski przybyła kolejna eskadra, która organizacyjnie weszła w skład I Grupy Lotniczej. 4 sierpnia 2 eskadra polna wielkopolska opuściła Poznań, a już 6 sierpnia jej pięć samolotów zbombardowało stację kolejową w Mińsku, niszcząc dwa parowozy, uszkadzając pociąg pancerny i przerywając w kilku miejscach tory kolejowe. Po sukcesach wojsk lądowych, eskadra przeniosła się na lotnisko Ślepianka pod Mińskiem i stąd działała na kierunku bobrujskim. Końcowe dni sierpnia to okres przebazowań eskadr I Grupy Lotniczej na lotniska położone bliżej frontu. Dowództwo grupy, 4 eskadra i 2 eskadra wielkopolska stacjonowały na lotnisku Ślepianka pod Mińskiem, a 8 eskadra na lotnisku Kazanogródek koło Łunińca.
We wrześniu 4 eskadra lotnicza działała dla 2 DPLeg, 8 eskadra lotnicza przeznaczona była dla 9 DP, 2 eskadra wielkopolska rozpoznawała dla dowództwa Frontu Litewsko-Białoruskiego. 582 eskadra Salmsonów została wydzielona z I Grupy Lotniczej do dyspozycji grupy gen. Rydza-Śmigłego, a 1 eskadra przeszła do odwodu Naczelnego Dowództwa Wojska Polskiego.
Ze względu na widoczne osłabienie lotnictwa na froncie północno-wschodnim, zdecydowano się na wzmocnienie tego kierunku operacyjnego nowymi eskadrami.
Jako pierwsza na Białoruś przetransportowana została 1 eskadra wielkopolska. W połowie września, wraz z 1 Dywizją Strzelców Wielkopolskich, eskadra dotarła do Bobrujska. Z Poznania w rejon walk została przerzucona 66 eskadra Breguetów i rozlokowała się na lotnisku polowym w rejonie Dokszyc. W tym czasie także 582 eskadra Salmsonów zmieniła miejsce pobytu i zajęła lotnisko w Święcianach.
W drugiej połowie września przerzucono w pobliże frontu, na lotnisko w Porubanku, nie posiadającą samolotów 8 eskadrę lotniczą.
W końcu września 582 eskadra Salmsonów została włączona do 1 eskadry lotniczej wraz z pozostałymi jej pięcioma samolotami.
Na zapleczu Frontu Litewsko-Białoruskiego znajdowała się jeszcze 66 eskadra Breguetów. Jednostka ta miała personel całkowicie francuski i nie brała udziału w walkach.

### Działania bojowe lotnictwa jesienią i zimą 1919/1920
Na Froncie Litewsko-Białoruskim

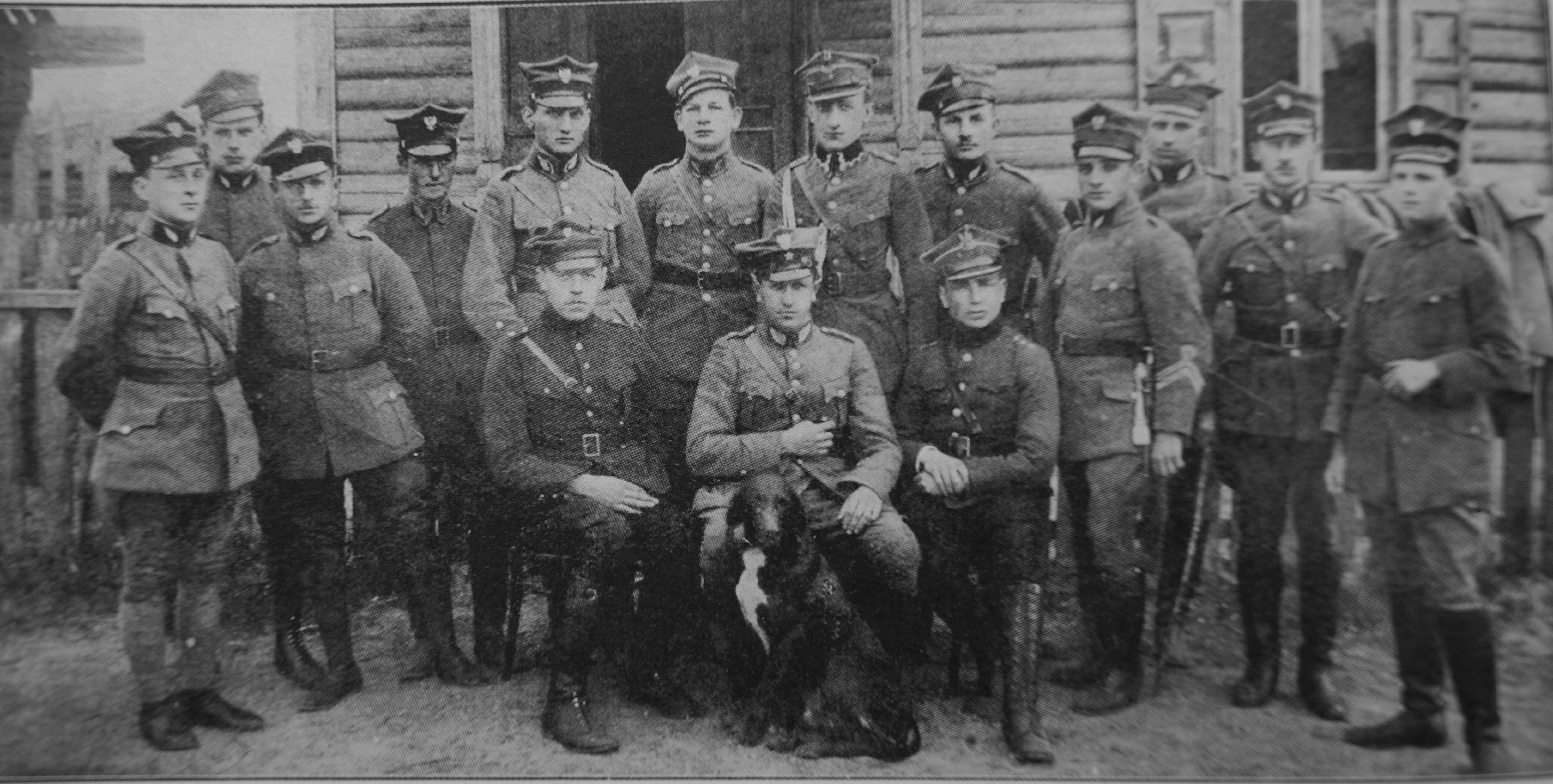
Personel latający 3-ej eskadry wielkopolskiej na lotnisku w Żodzinie na Froncie Litewsko-Białoruskim

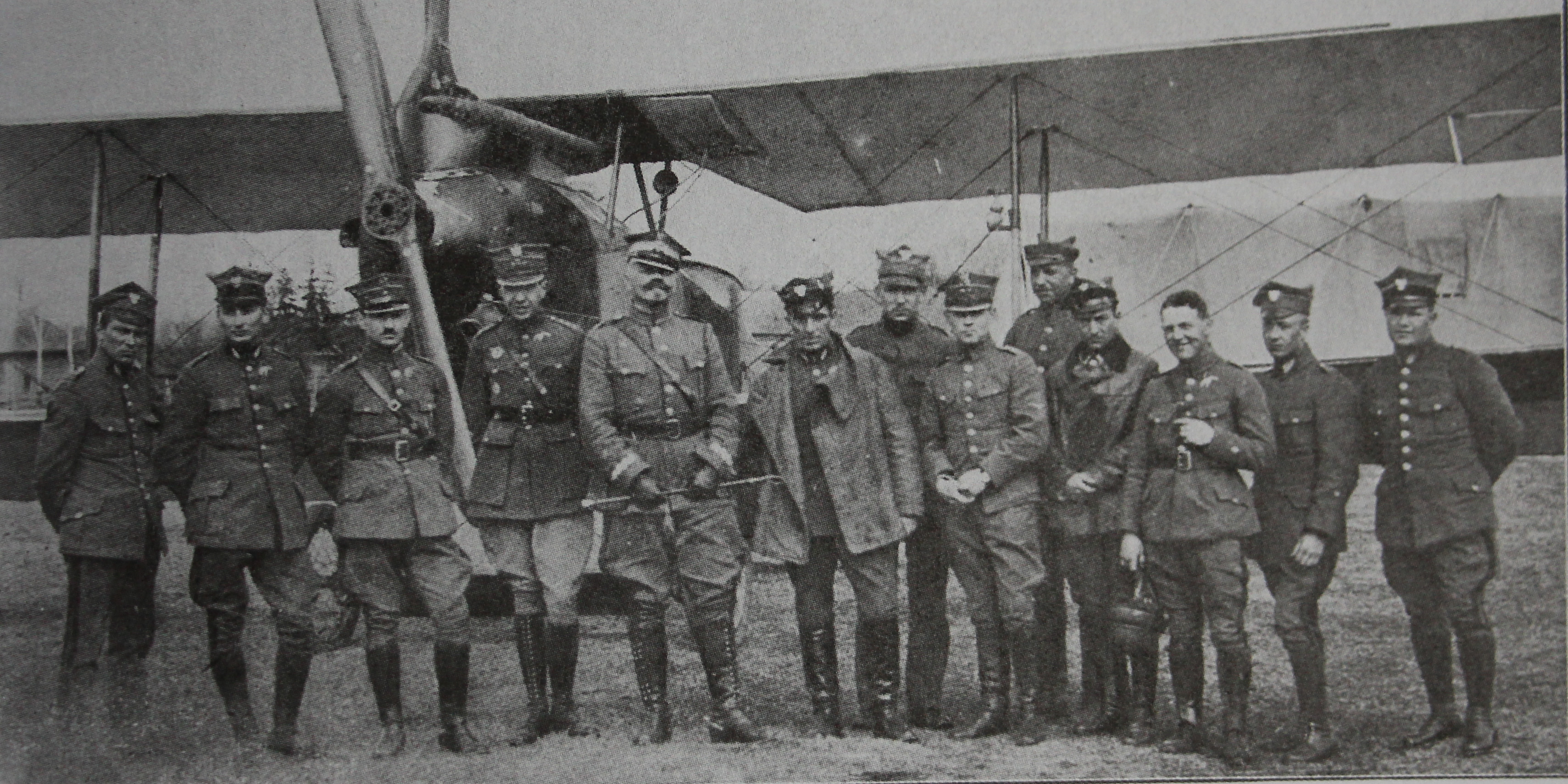
Inspekcja gen. Daniela Konarzewskiego, dowódcy 14 Dywizji Wielkopolskiej, na lotnisku w Bobrujsku

Jesienią 1919 nastąpiła stabilizacja działań na froncie polsko-bolszewickim. Jedynie eskadry wielkopolskie cechował duży stopień intensywności działań. 21 października na lotnisko Żodzin przyleciała 3 eskadra wielkopolska.
Celem usprawnienia kierowania działaniami lotniczymi, 14 listopada utworzono Szefostwo Lotnictwa Frontu Litewsko-Białoruskiego w składzie: I Grupy Lotniczej mjr. Waldemara Narkiewicza i I Grupy Wielkopolskiej ppłk. pil. Marka Krzyczkowskiego.
Eskadry mjr. Narkiewicza zajęły lotniska w strefie tyłowej frontu, a główny ciężar walk przejęły na siebie eskadry wielkopolskie.
W październiku 1 eskadra wielkopolska wykonała ponad 50 lotów bojowych, zrzucając na pozycje sowieckie 2000 kg bomb, a 2 eskadra wielkopolska przeprowadziła w tym czasie 14 lotów rozpoznawczych. Eskadry działały z lotniska Kisielewicze pod Bobrujskiem. Wyposażony w samoloty 66 eskadry Breguetów personel 4 eskadry wykonał w październiku dwanaście lotów bojowych.
Listopad i grudzień były dla wszystkich eskadr okresem wytchnienia. Wykonywano jedynie sporadyczne loty zwiadowcze.
W styczniu 1920 intensywność lotów wzrosła. 24 stycznia załoga 1 eskadry wywiadowczej atakowała pozycje wojsk litewskich w rejonie Hożej i w okolicach Grodna. W czasie lotów ranny został obserwator Belg – ppor. Robert Vanderauwera. 8 eskadra prowadziła rozpoznanie na korzyść grupy gen. Gustawa Zygadłowicza.
W nowym 1920 roku 1 eskadra wielkopolska rozpoczęła bombardowanie obiektów wojskowych w Żłobinie i Rohaczewie. Łącznie zrzuciła około 6000 kg bomb.
Pozostałe eskadry wykonywały przede wszystkim loty zwiadowcze. W lutym poniosły dość duże straty w ludziach i sprzęcie.
Luty był miesiącem tzw. unifikacji sprzętu w poszczególnych eskadrach. Na Froncie Litewsko-Białoruskim wymiana sprzętu polegała przede wszystkim na jego uzupełnianiu. W końcu lutego jednostki I Grupy meldowały, że posiadają razem 9 samolotów i do pełnego stanu etatowego brakuje im aż 18 maszyn.
W marcu intensywność lotów wyraźnie wzrosła. 1 i 3 eskadra wielkopolska wykonały w tym miesiącu ponad 60 lotów bojowych. 1 eskadra, startując z lotniska Kisielewicze, działała na korzyść 14 Wielkopolskiej Dywizji Piechoty, a trzecia dla 2 Dywizji Piechoty Legionów. Pozostałe eskadry Frontu Litewsko-Białoruskiego (1, 4 i 8) posiadały znaczne braki personelu latającego, a zwłaszcza obserwatorów. Brakowało także samolotów.
Na Podolu
W tym czasie, znajdujące się na Podolu nad Zbruczem eskadry III Grupy przechodziły reorganizację. Na froncie panował względny spokój.
Działająca dla dowództwa Frontu Podolskiego 6 eskadra lotnicza w październiku 1919 wykonała 18 lotów rozpoznawczych, a działająca na korzyść 7 DS 5 eskadra – cztery loty.
Listopad przyniósł dalsze uspokojenie na froncie. W grudniu pogorszył się znacznie stan techniczny eskadr III Grupy Lotniczej. Poza faworyzowaną 7 eskadrą myśliwską, pozostałe dwie eskadry nie dysponowały nawet połową etatowej liczby maszyn.
Dopiero w lutym 1920 zainicjowano większe akcje lotnicze. Podczas lotu wywiadowczego zginął dowódca 6 eskadry por. pil. Kazimierz Swoszowski oraz jego obserwator ppor. Feliks Błaszkiewicz. W tym miesiącu 6 eskadra wykonała 43 zadania bojowe, zrzucając na pozycje wojsk sowieckich 330 kg bomb. Nie próżnowała też w lutym 5 eskadra. W tym miesiącu przeprowadziła kilkakrotne loty grupowe. 13 lutego 5 samolotów pod dowództwem rtm. Stanisława Jasińskiego zrzuciło na pozycje nieprzyjaciela 410 kg bomb. Ogółem w lutym 5 eskadra wykonała 47 lotów.
W marcu poszczególne jednostki lotnicze wchodzące w skład Frontu Podolskiego (6 Armii) zostały przydzielone do dyspozycji jednostek lądowych. 5 eskadra otrzymała przydział do 12 Dywizji Piechoty, 6 eskadra miała działać na korzyść 5 Dywizji Piechoty, a 7 eskadra myśliwska została wydzielona do dyspozycji dowództwa frontu.
Na Froncie Wołyńskim
Tymczasem na Froncie Wołyńskim od października 1919 działała II Grupa Lotnicza – 2 eskadra i 9 eskadra lotnicza. 2 eskadra na pięć samolotów miała tylko jeden sprawny, a 9. – dwa zdatne do lotów.
W listopadzie i grudniu załogi grupy wykonały kilkanaście lotów bojowych, zrzucając na pozycje przeciwnika około 150 kg bomb.
W styczniu 1920 załogi II Grupy wykonały 17 lotów; w lutym eskadry wymieniały sprzęt, a na początku marca nastąpiła zmiana przydziałów operacyjnych. Od tej pory 2 eskadra prowadziła rozpoznanie lotnicze dla 13 Kresowej Dywizji Piechoty, a 9 eskadra dla dowództwa frontu (2 Armii).
Zaplecze techniczne obu eskadr stanowił II Ruchomy Park Lotniczy w Łucku. Dowództwo II Grupy Lotniczej jeszcze pod koniec lutego opuściło Łuck i przeniosło się do Równego.
| Rozmieszczenie i stan ukompletowania wojsk lotniczych w lutym 1920 |                                 |        |         |          |
| Grupa lotnicza miejsce stacjonowania                               | Jednostka                       | Liczba | Liczba  | Liczba   |
| Grupa lotnicza miejsce stacjonowania                               | Jednostka                       | Piloci | Obserw. | Samoloty |
| I Grupa Lotnicza Wilno                                             | 1 eskadra lotnicza              | 10     | 5       | 4        |
| I Grupa Lotnicza Wilno                                             | 4 eskadra lotnicza              | 8      | 3       | 10       |
| I Grupa Lotnicza Wilno                                             | 8 eskadra lotnicza              | 7      | 3       | 7        |
| I Grupa Lotnicza Wilno                                             | 1 ruchomy park lotniczy         |        |         |          |
| Wielkopolska Grupa Lotnicza Mińsk                                  | 1 wielkopolska eskadra polna    | 10     | 4       | 8        |
| Wielkopolska Grupa Lotnicza Mińsk                                  | 2 wielkopolska eskadra lotnicza | 9      | 6       | 9        |
| Wielkopolska Grupa Lotnicza Mińsk                                  | 3 wielkopolska eskadra polna    | 8      | 8       | 9        |
| II Grupa Lotnicza Łuck                                             | 2 eskadra lotnicza              | 8      | 5       | 7        |
| II Grupa Lotnicza Łuck                                             | 9 eskadra lotnicza              | 10     | 3       | 7        |
| II Grupa Lotnicza Łuck                                             | II ruchomy park lotniczy        |        |         |          |
| III Grupa Lotnicza Lwów                                            | 5 eskadra lotnicza              | 7      | 2       | 5        |
| III Grupa Lotnicza Lwów                                            | 6 eskadra lotnicza              | 7      | 4       | 4        |
| III Grupa Lotnicza Lwów                                            | 7 eskadra lotnicza              | 12     | 2       | 10       |
| III Grupa Lotnicza Lwów                                            | III ruchomy park lotniczy       |        |         |          |
| IV Grupa Lotnicza Toruń                                            | 11 eskadra lotnicza             | 3      | 3       | 3        |
| IV Grupa Lotnicza Toruń                                            | 580 eskadra Salmsonów           | 6      | 4       | 10       |
| V Grupa Lotnicza Kraków                                            | 3 eskadra lotnicza              | 8      | 4       | 9        |
| V Grupa Lotnicza Kraków                                            | 59 eskadra Breuguetów           | 10     | 3       | 8        |
| V Grupa Lotnicza Kraków                                            | 39 eskadra lotnicza             | 10     | 7       | 8        |
| V Grupa Lotnicza Kraków                                            | IV ruchomy park lotniczy        |        |         |          |
| eskadry samodzielne Bydgoszcz                                      | 10 eskadra lotnicza             | 7      | 3       | 7        |
| eskadry samodzielne Bydgoszcz                                      | 4 wielkopolska eskadra bojowa   | 6      | 4       | 6        |
| Odwód ND                                                           | 162 eskadra Spadów              | 3      |         | 10       |
| Razem                                                              | 19 eskadr, 4 ruchome parki      | 149    | 73      | 139      |

### Działania polskiego lotnictwa wiosną i latem 1920

#### Walki lotnictwa na Ukrainie
Udział lotnictwa w wyprawie kijowskiej

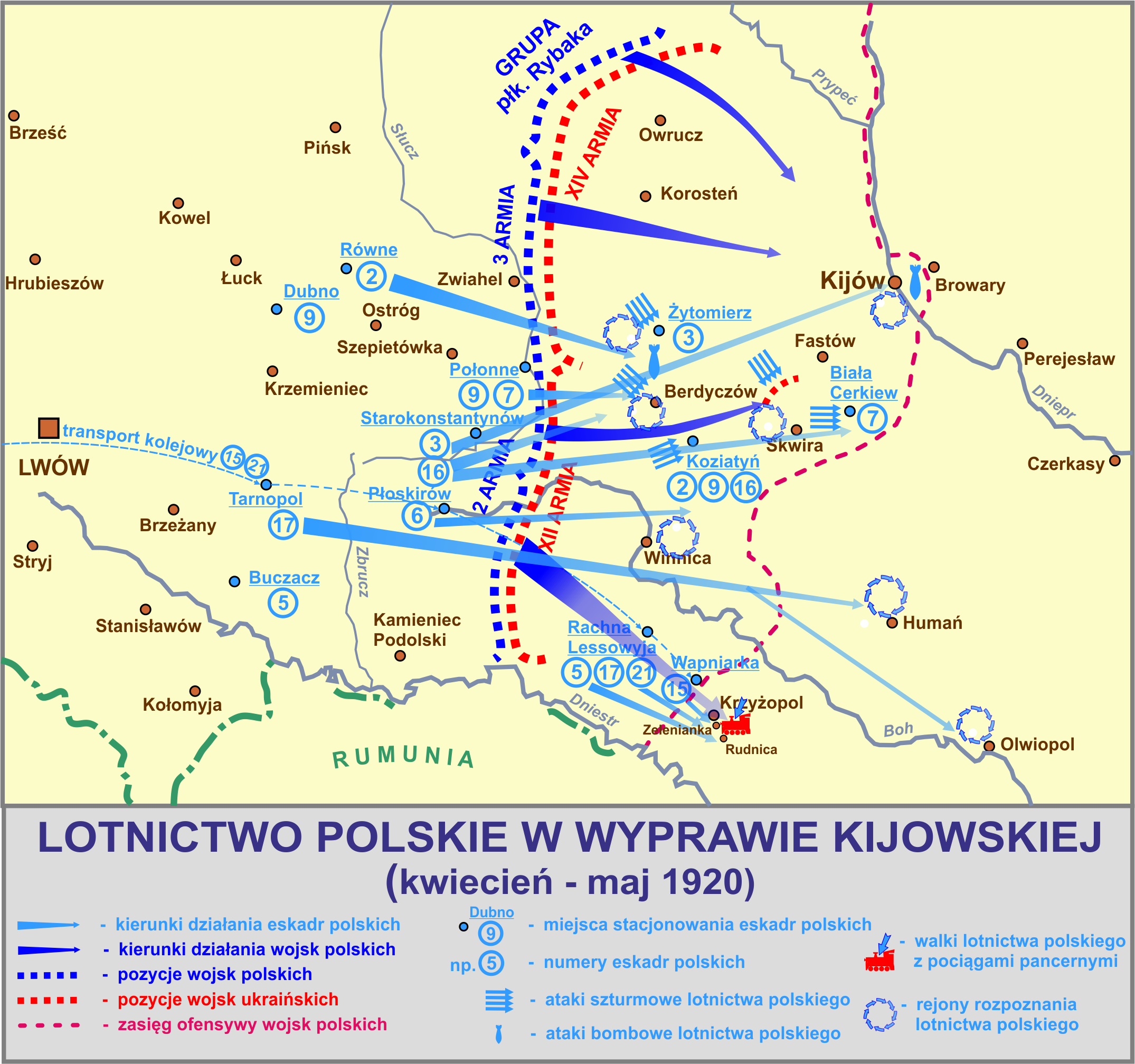

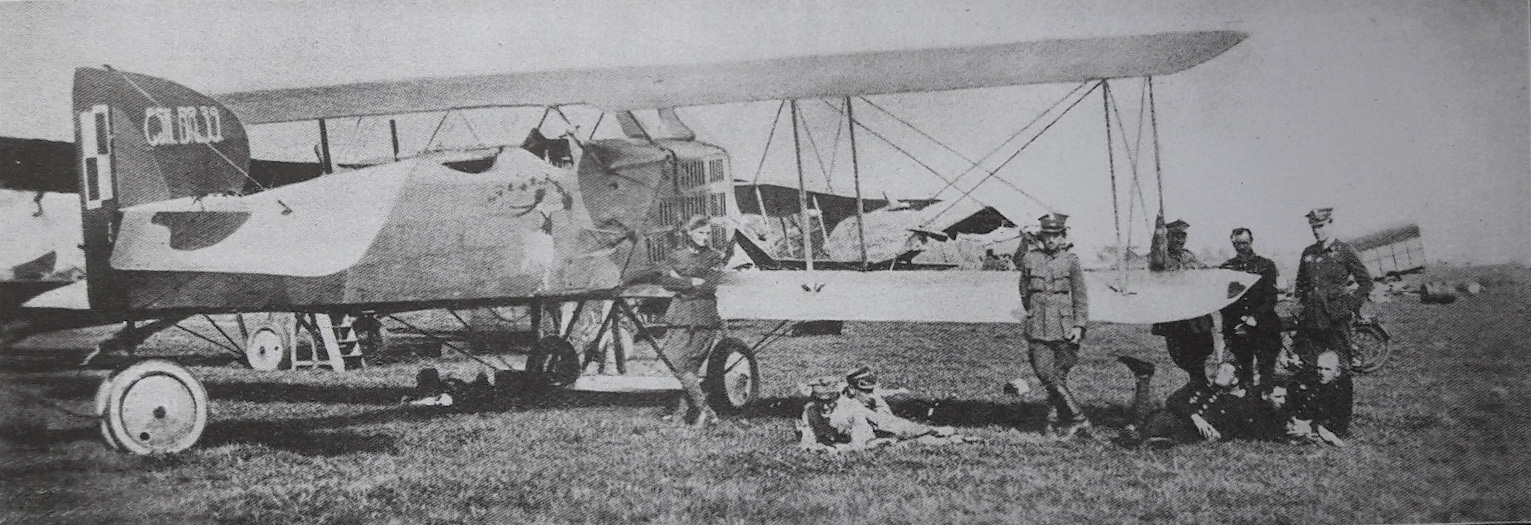
Lotnicy 16 eskadry wywiadowczej na pierwszym bojowym lotnisku w Kremeńczukach; kwiecień 1920

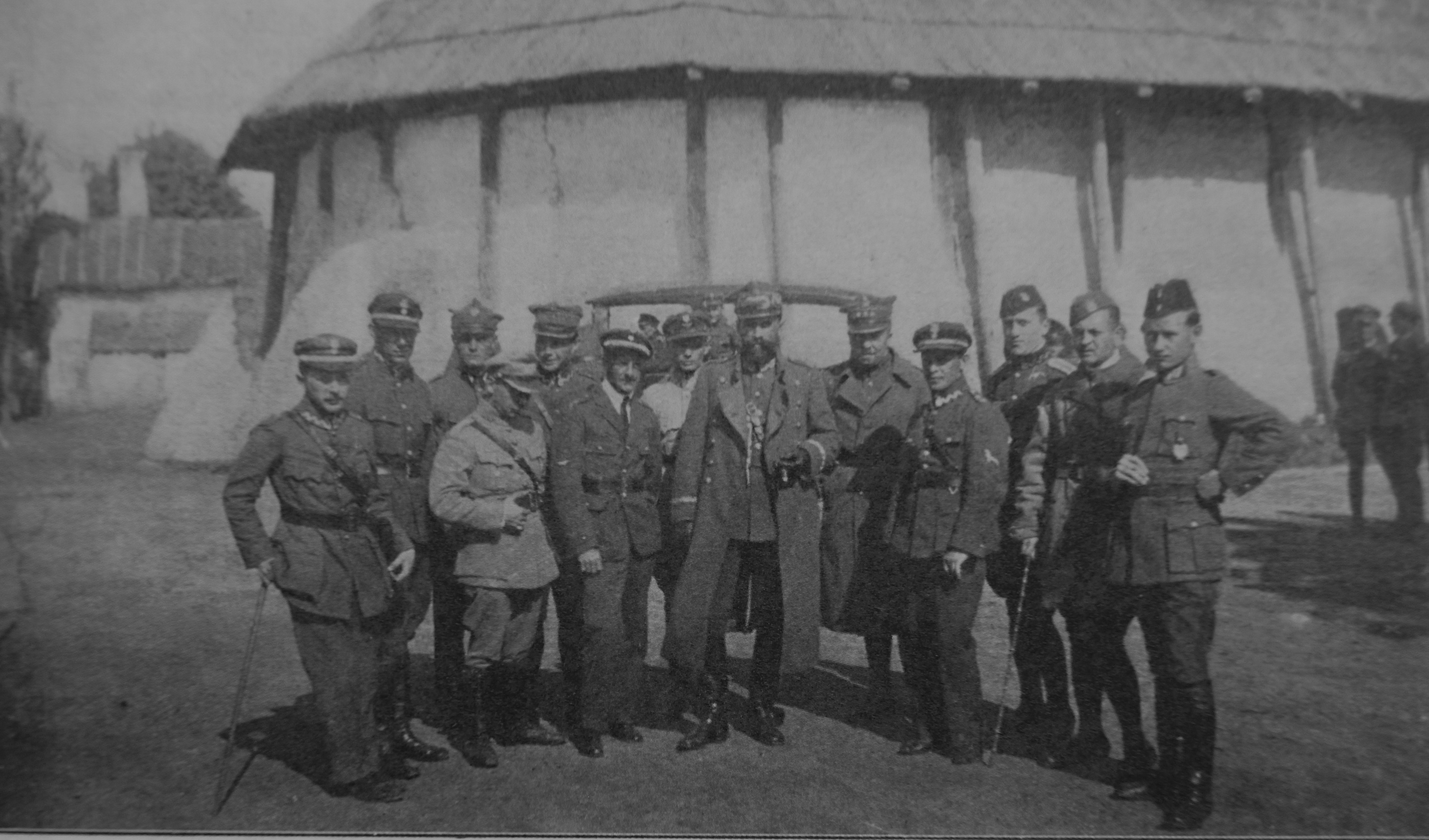
2 eskadra wywiadowcza – inspekcja gen. Macewicza na froncie; kwiecień 1920

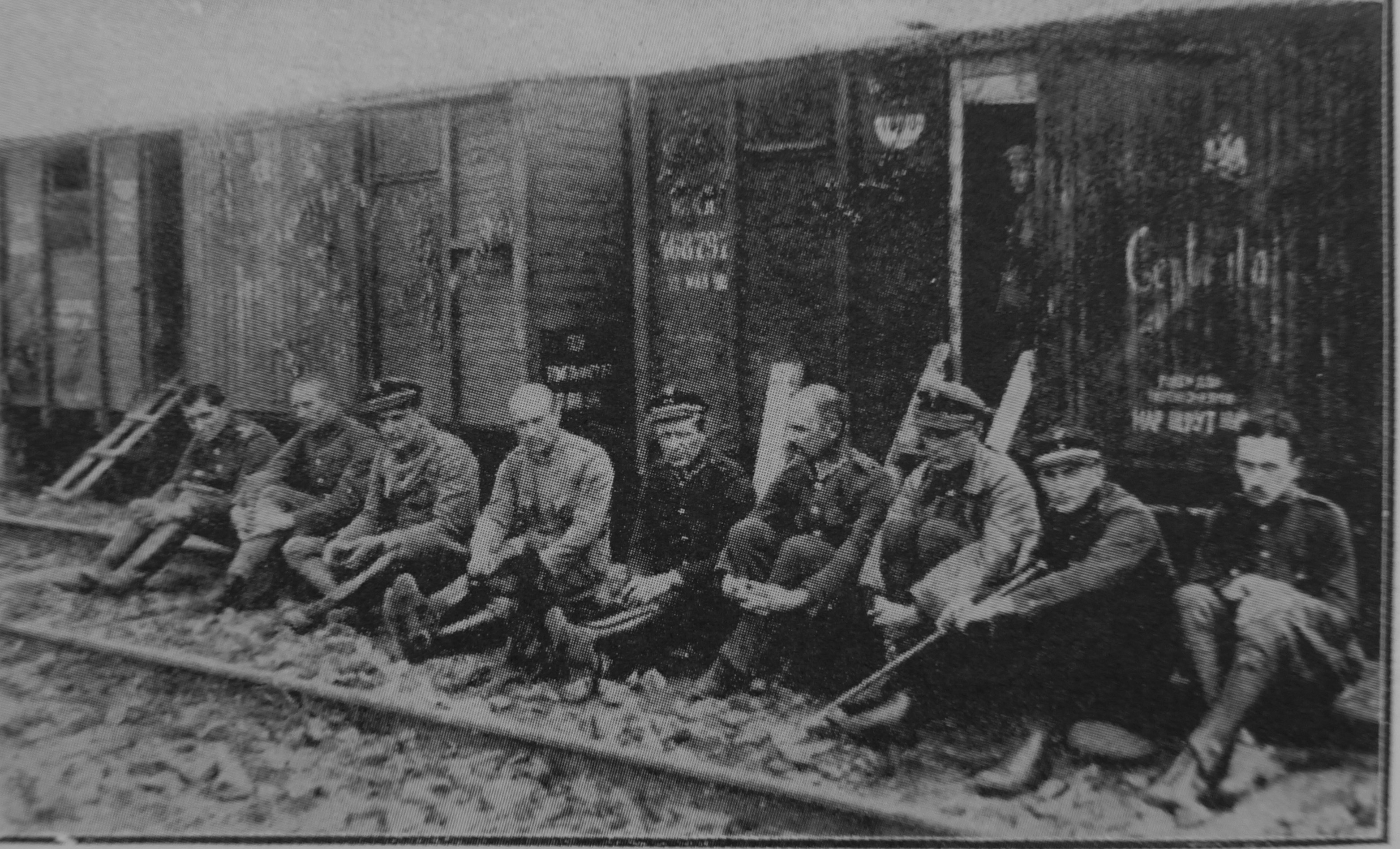
Sztab III dyonu kpt. Stefana Bastyra i 5 eskadra w Rachnach

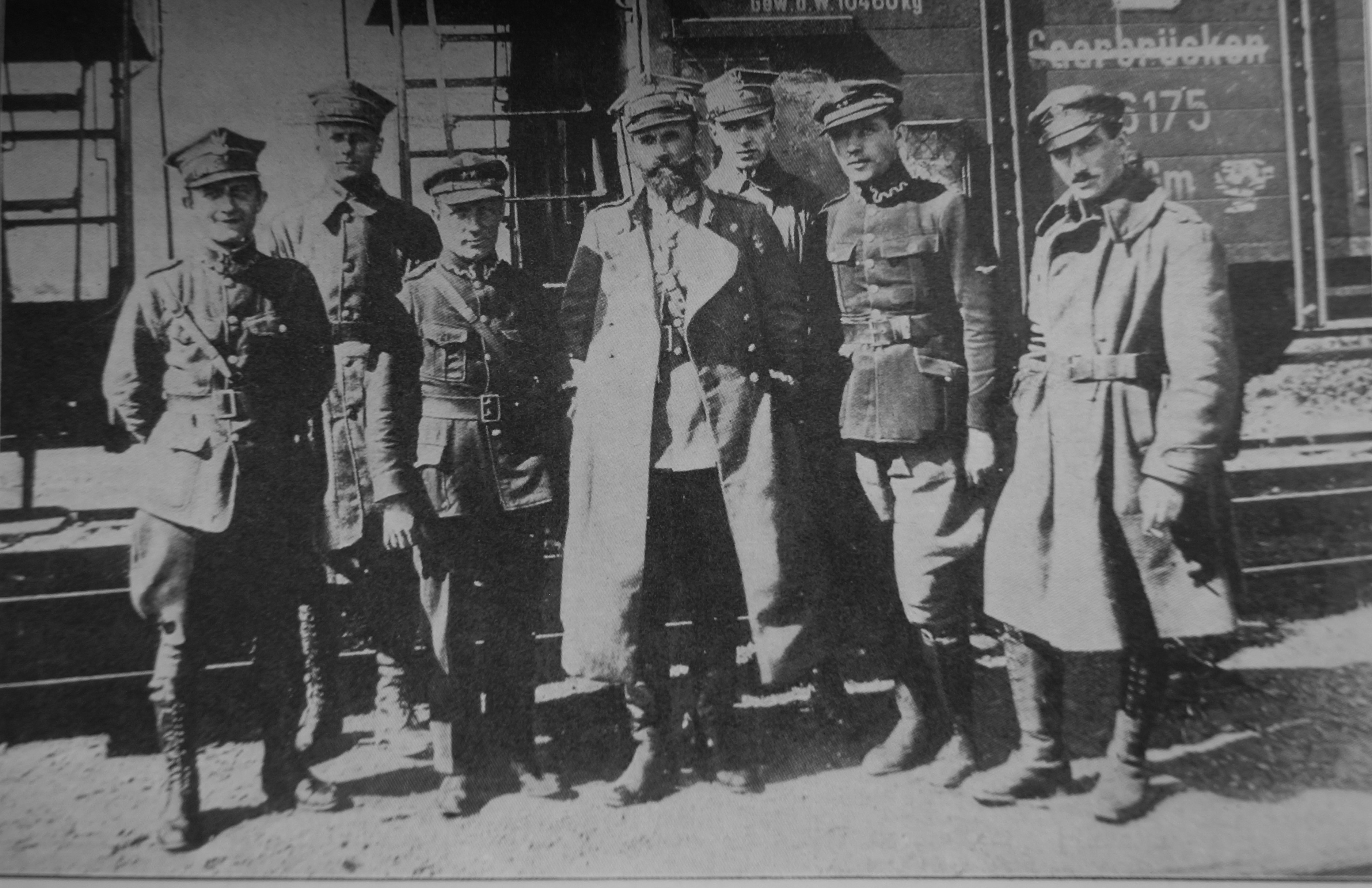
5 eskadra wywiadowcza – inspekcja gen. Gustawa Macewicza na froncie

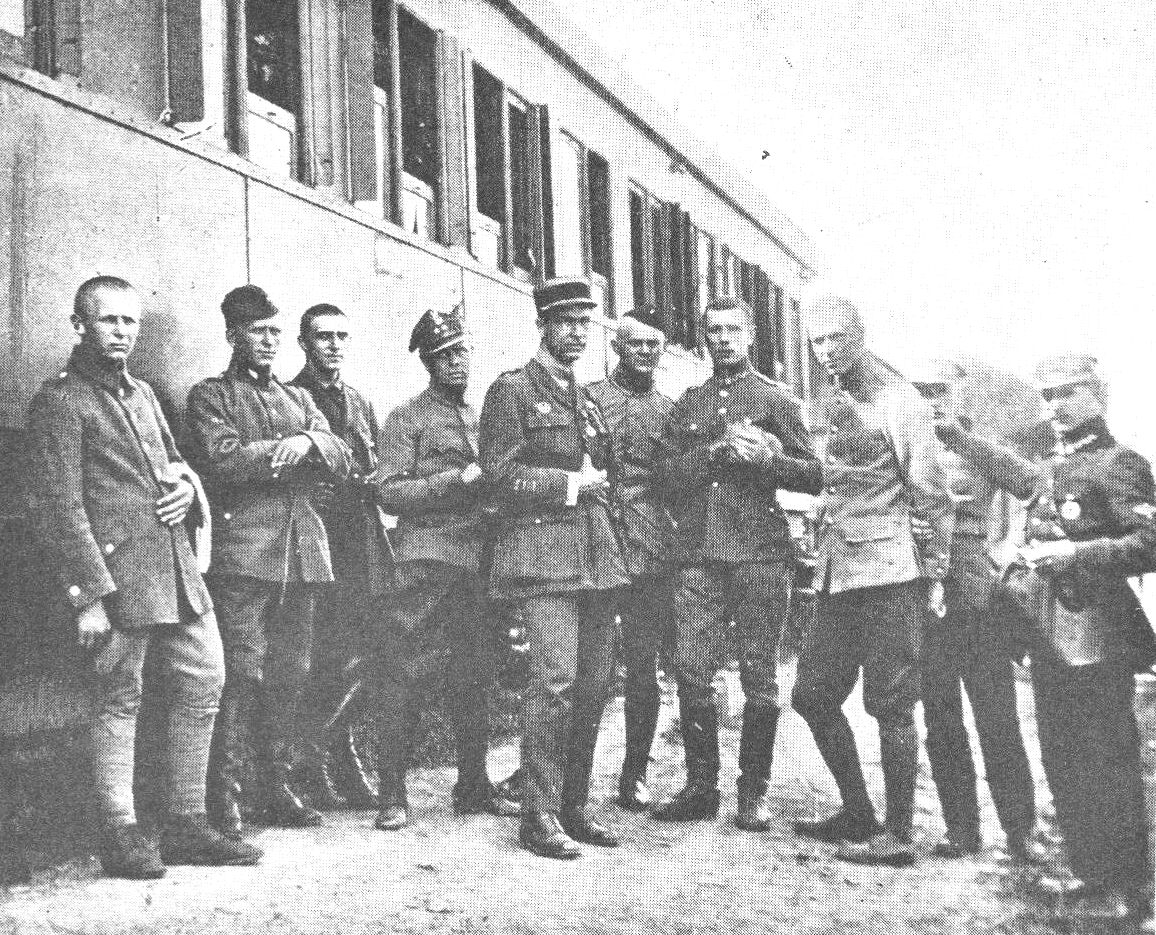
Lotnicy 21 eskadry niszczycielskiej na dworcu kolejowym Rachny Lasowe; w grupie kapitan wojsk francuskich Boneton

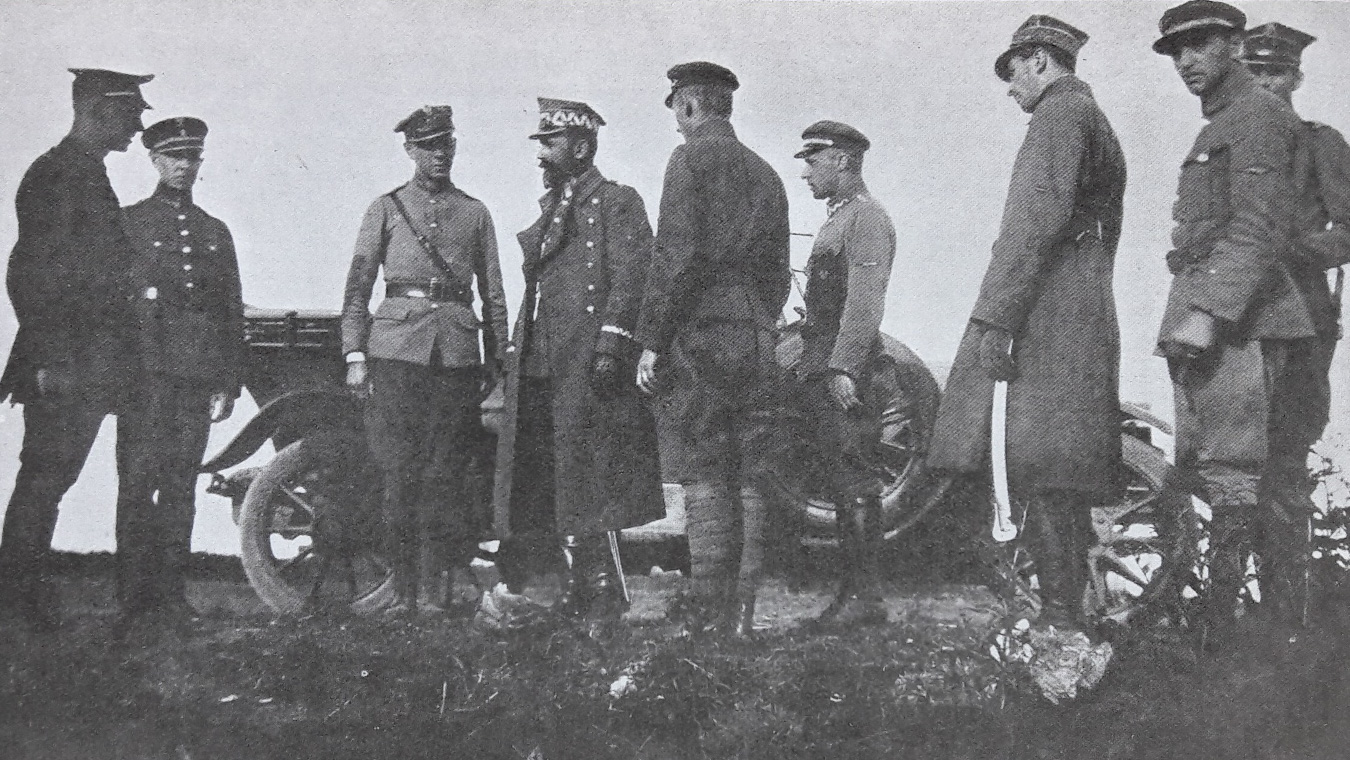
Inspekcja gen. Gustawa Macewicza na froncie. 21 eskadra i d-ca III dyonu kpt. Stefan Bastyr

Przed ofensywą na Ukrainie Naczelne Dowództwo WP zadecydowało się zreorganizować siły. W miejsce frontów utworzono armie. Na południowym kierunku operacyjnym sformowano 6 Armię gen.por. Wacława Iwaszkiewicza, 2 Armię gen. ppor. Antoniego Listowskiego i 3 Armię Józefa Piłsudskiego.
Lotnictwem na odcinku 2. i 3 Armii dowodził kpt. pil. Camillo Perini, który bezpośrednio pod swoimi rozkazami miał własny II dywizjon lotniczy i podporządkowany mu V dywizjon mjr.pil. Jerzego Kossowskiego.
W kwietniu zakończyły się przygotowania do ofensywy wiosennej Wojska Polskiego. Początkowo w pasie działań 2 i 6 Armii znajdowały się dwa dywizjony lotnicze:
II dywizjon w składzie 2. i 9 eskadra wywiadowcza oraz III dywizjon rozlokowany w Tarnopolu w składzie 5., 6. i 7 eskadra. W kwietniu przybyły nowe eskadry. Były to: 3., 16. i 17 eskadra wywiadowcza, 21 eskadra niszczycielska i 15 eskadra myśliwska.
Eskadry V dywizjonu zajęły lotniska w rejonie Starokonstantynowa, 21 eskadra przebazowała się na lotnisko w miejscowości Rachny Lasowe, a 15 eskadrę przesunięto aż do Wapniarki.
Każda z zaangażowanych w ofensywie armii dysponowała własnym lotnictwem złożonym z pięciu eskadr. W składzie 2 Armii znalazły się II dywizjon z 2 i 9 eskadrą wywiadowczą oraz V dywizjon z 3 i 16 eskadrą i dołączoną 7 eskadrę myśliwską, dotychczas stacjonującą we Lwowie. Tę ostatnią po reorganizacji przeniesiono do Połonnego. W Płonnem znajdowała się także 9 eskadra, a 2 eskadra przeniesiona została do Koziatynia.
W końcu pierwszej dekady kwietnia eskadry rozpoczęły intensywne loty wywiadowcze. 9 kwietnia, w jednym z pierwszych lotów bojowych w rejonie Nowa Uszyca – Michałów, została zestrzelona załoga sierż. pil. Solski i ppor. obs. Tadeusz Jarina.
Od 10 kwietnia działania rozpoznawcze rozpoczęły załogi 7 eskadry myśliwskiej.
25 kwietnia ruszyła ofensywa lądowa i rozpoczęły się boje o Żytomierz. 7 eskadra atakowała oddziały sowieckie wycofujące się z miasta. Następnego dnia piloci zaatakowali piechotę w okolicach dworca kolejowego w Berdyczowie.
Pozostałe eskadry II dywizjonu również uczestniczyły w walkach o Berdyczów.
W końcu kwietnia aktywność swoją zwiększyła 2 eskadra wywiadowcza wykonując 14 lotów rozpoznawczych. Zrzuciła przy tym 180 kg bomb i wykonała 41 zdjęć.
Walczyły też eskadry III i V dywizjonu. Stacjonująca w Tarnopolu, a posiadająca wysunięte lotnisko w Płoskirowie, 17 eskadra prowadziła prawie wyłącznie dalekie rozpoznanie w kierunku Humania, Birzuły i Olwiopola.
Wraz z postępami wojsk lądowych, eskadrę przeniesiono na lotnisko Rachny Lasowe.
W tym czasie 6 eskadra w została przeniesiona ze Lwowa do Płoskirowa i wykonała 25 zadań wywiadowczych. Zużycie maszyn w tej eskadrze było tak duże, że wszystkie samoloty odesłano z powrotem do Lwowa do III ruchomego parku lotniczego.
Dowództwo V dywizjonu wraz z 3 eskadrą wywiadowczą rozlokowało się na lotnisku w Starokonstantynowie. Swoją działalność eskadry dywizjonu rozpoczęły jeszcze przed rozpoczęciem ofensywy. 19 kwietnia zbombardowano cele w Kijowie, Berdyczowie i na dworcu w Koziatyniu. Po rozpoczęciu działań lądowych prowadzono rozpoznanie na kierunku Koziatynia i Berdyczowa.
W końcu kwietnia 3 eskadra wydzieliła ze swego składu oddział bojowy (3 samoloty z obsługą naziemną) i przeniosła go do Zwiahla.
16 eskadra wywiadowcza rozlokowała się na lotnisku Kremeńczuk pod Starokonstantynowem. Prowadziła rozpoznanie na korzyść 13 Kresowej Dywizji Piechoty. Wzięła też udział w walkach o Berdyczów. W kolejnych dniach walczyła pod Cudnowem, Chmielnikiem, Żytomierzem, Berdyczowem, Koziatyniem i Białą Cerkwią.
Na początku maja dowództwo II dywizjonu z 2. i 9. eskadrą stacjonowało w Koziatyniu, a jego 7 eskadra w Berdyczowie, a następnie przeszła do Białej Cerkwi.
Dowództwo III dywizjonu wraz z 5. i 17. eskadrą stacjonowało w miejscowości Rachny Lasowe, a 6 eskadra w Płoskirowie i tam oczekiwała na samoloty,
Dowództwo V dywizjonu z 3 eskadrą bazowało początkowo w Żytomierzu, a potem przeniosło się do Stawiszcza. W tym czasie jego 16 eskadra działała z lotniska Mecherzyńce Wołoskie pod Koziatyniem.
W połowie maja przybyły na front 15. i 21. eskadra i zostały podporządkowane dowódcy III dywizjonu lotniczego. 21 eskadra niszczycielska zajęła lotnisko w miejscowości Rachny Lasowe, a 15 eskadra myśliwska lotnisko w Wapniarce.
Obie nowo przybyłe eskadry działały w pasie 12 Dywizji Piechoty.
Na przełomie maja i czerwca III dywizjon zniszczył bombami i ogniem karabinów maszynowych stanowiska sowieckiej baterii artylerii w Zielonce. 27 i 28 maja wykonał atak siłami trzech eskadr (5, 15. i 21.) na stację kolejową Malewannaja i na stojące na niej pociągi pancerne i transporty wojskowe nieprzyjaciela.
W tym czasie II dywizjon nadal działał w pasie 2 Armii i wykonywał loty na korzyść 13 Kresowej Dywizji Piechoty.
Już 10 maja pilot 7 eskadry myśliwskiej kpt. George Crawford podczas lotu zwiadowczego napotkał w rejonie Czerkas grupę 7 okrętów nieprzyjacielskich, zaatakował je i jeden z nich zapalił. W kolejnych dniach piloci 7 eskadry atakowali oddziały piechoty w rejonie Korsunia i w rejonie wsi Taraszcze i Olszanica, a w rejonie na wschód od Białej Cerkwi zaatakowali oddział kawalerii sowieckiej. Łącznie lotnicy 7 eskadry od 1 maja do 6 czerwca wykonali ponad 150 zadań bojowych, zrzucając 180 kg bomb. W czasie walk czterech pilotów zostało rannych.
28 maja eskadry 7. i 9. musiały opuścić Białą Cerkiew i przyniosły się do Koziatynia.
6 czerwca, gdy jazda Budionnego przerwała front, obie eskadry w trybie nagłym ewakuowano do Żytomierza. Działania 9 eskadry w tym okresie cechowała duża skuteczność. Jednak intensywne loty doprowadziły do tego, że na początku drugiej dekady czerwca eskadra dysponowała tylko jedną załogą i jednym samolotem. Również 2 eskadra wywiadowcza, po intensywnych działaniach w rejonie Koziatynia, straciła prawie wszystkie samoloty i została wycofana do Równego.
W tym czasie bardzo intensywne działania lotnicze prowadził V dywizjon. 3 eskadra zwalczała sowieckie statki w rejonie Rzyszczowa. 7 maja eskadry dywizjonu przebazowane zostały do Stawiszcz i stąd atakowały przeciwnika na lewym brzegu Dniepru w Browarach i Demirkach.
8 maja dowództwo dywizjonu i część 3 eskadry przeniosły się do Kijowa na lotnisko Post Wołyński.
W ciągu kilku następnych dni oddział zwalczał nieprzyjaciela w rejonie miasta.
19 maja eskadra zbombardowała Demirki wraz ze stojącymi na stacji kolejowej transportami wojska. Na atakowane obiekty zrzucono 160 kg bomb. W kolejnym dniu uszkodzono pociąg pancerny „Lenin”.
26 maja na lotnisko Post Wołyński przybyła 16 eskadra wywiadowcza i rozpoczęła działania na korzyść sztabu 3 Armii.
28 i 30 maja V dywizjon całością sił zwalczał żeglugę sowiecką na Dnieprze. Zatopiono jeden okręt, a trzy dalsze uszkodzono.
Na przełomie maja i czerwca 16 eskadra zbombardowała pociągi pancerne na stacji w Boryspolu oraz stanowiska artylerii i jednostki kawalerii. Wzięła też udział w atakach bombowych na okręty w rejonie Kaniowa.
W czerwcu 3. i 16. eskadry działały w rejonie Okuninowa. Od 3 do 6 czerwca załogi V dywizjonu przeprowadziły w rejonie przeprawy 23 loty szturmowe, zrzucając podczas nich 1500 kg bomb. Dochodziło też do walk powietrznych.
Łącznie podczas działań na Ukrainie od 1 maja do 6 czerwca załogi V dywizjonu wykonały ponad 100 lotów bojowych i zrzuciły na pozycje sowieckie ponad 3500 kg bomb.
Walki odwrotowe na Ukrainie

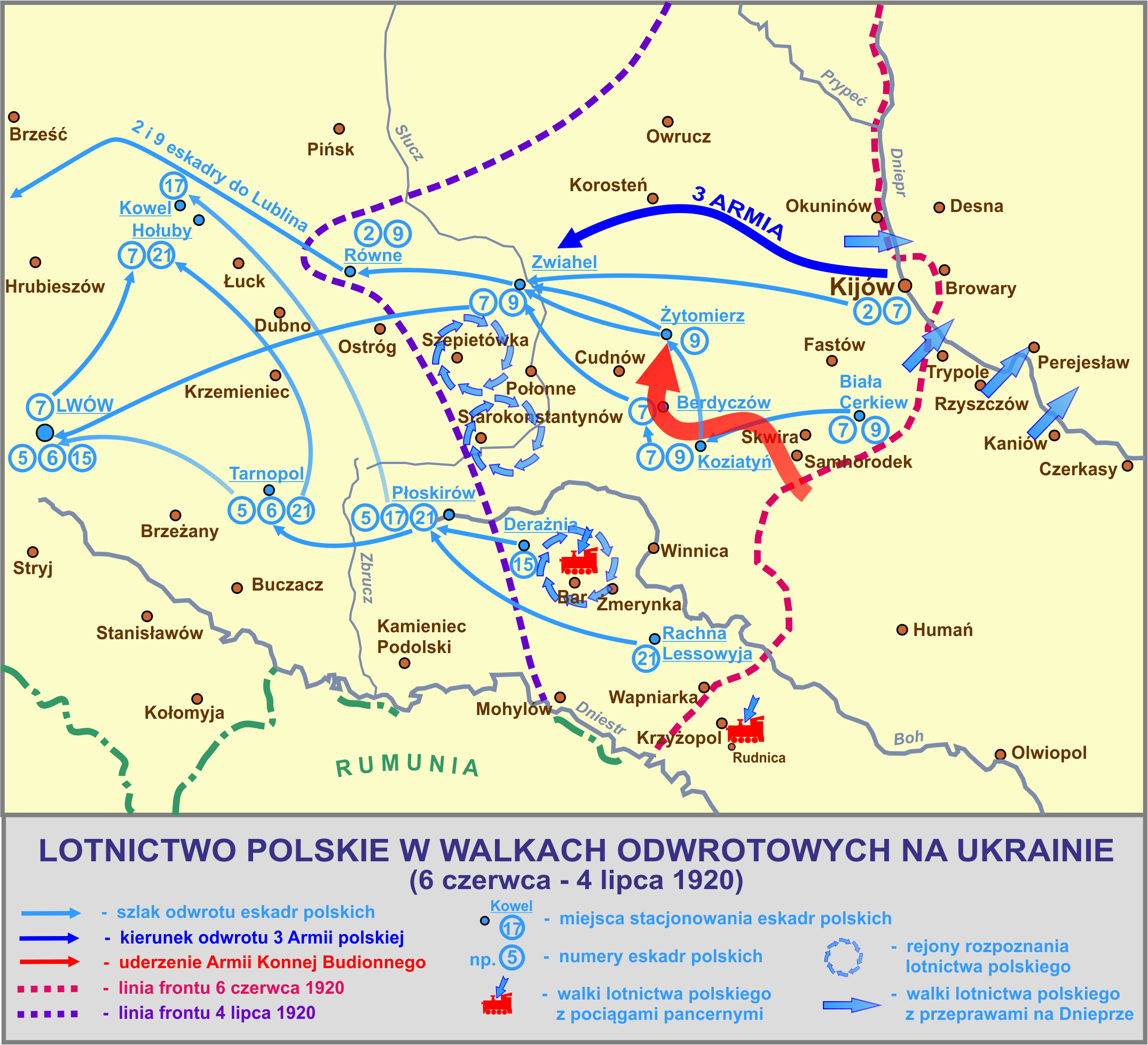

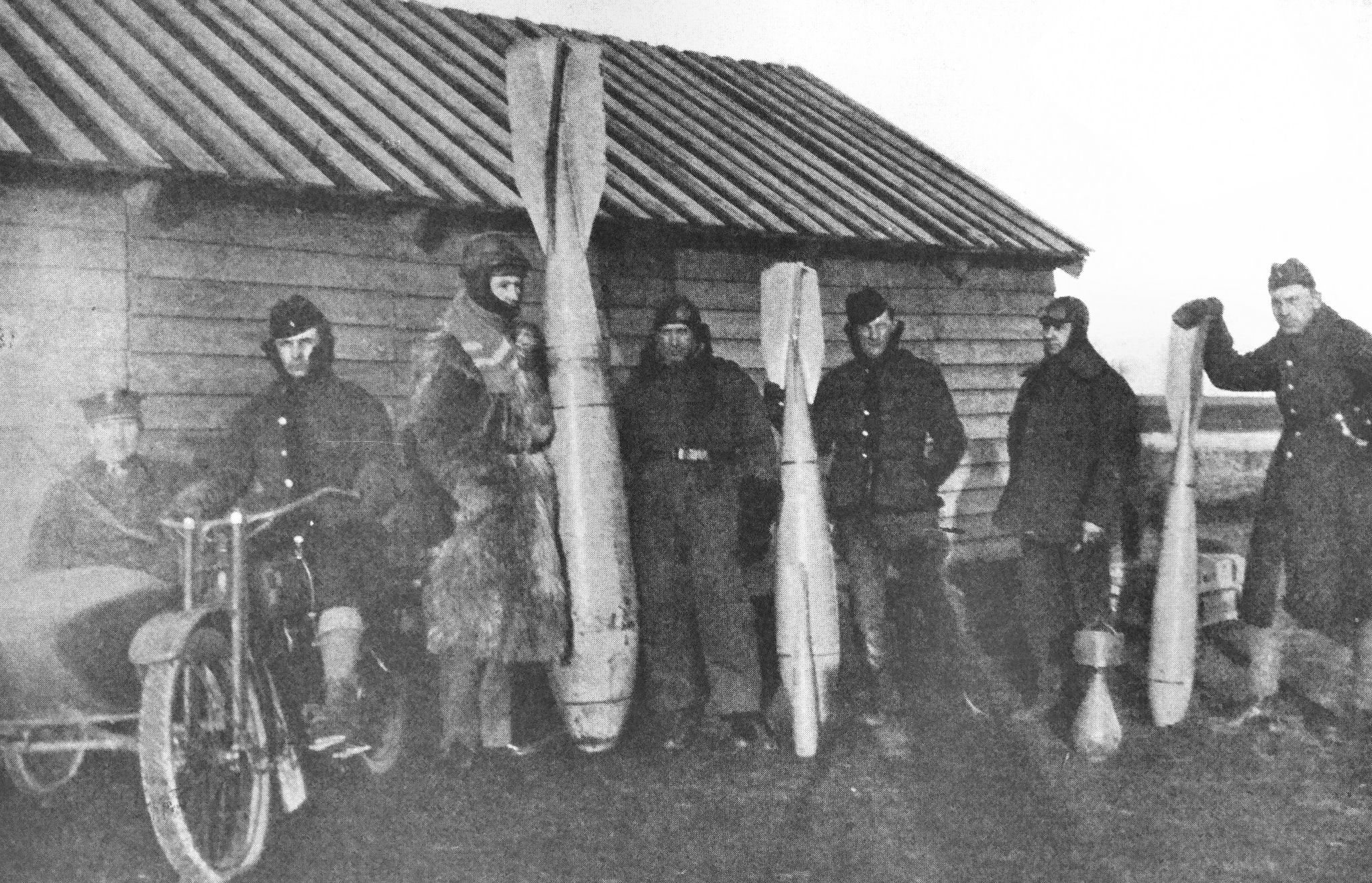
Personel 21 eskadry niszczycielskiej z bombami różnych typów

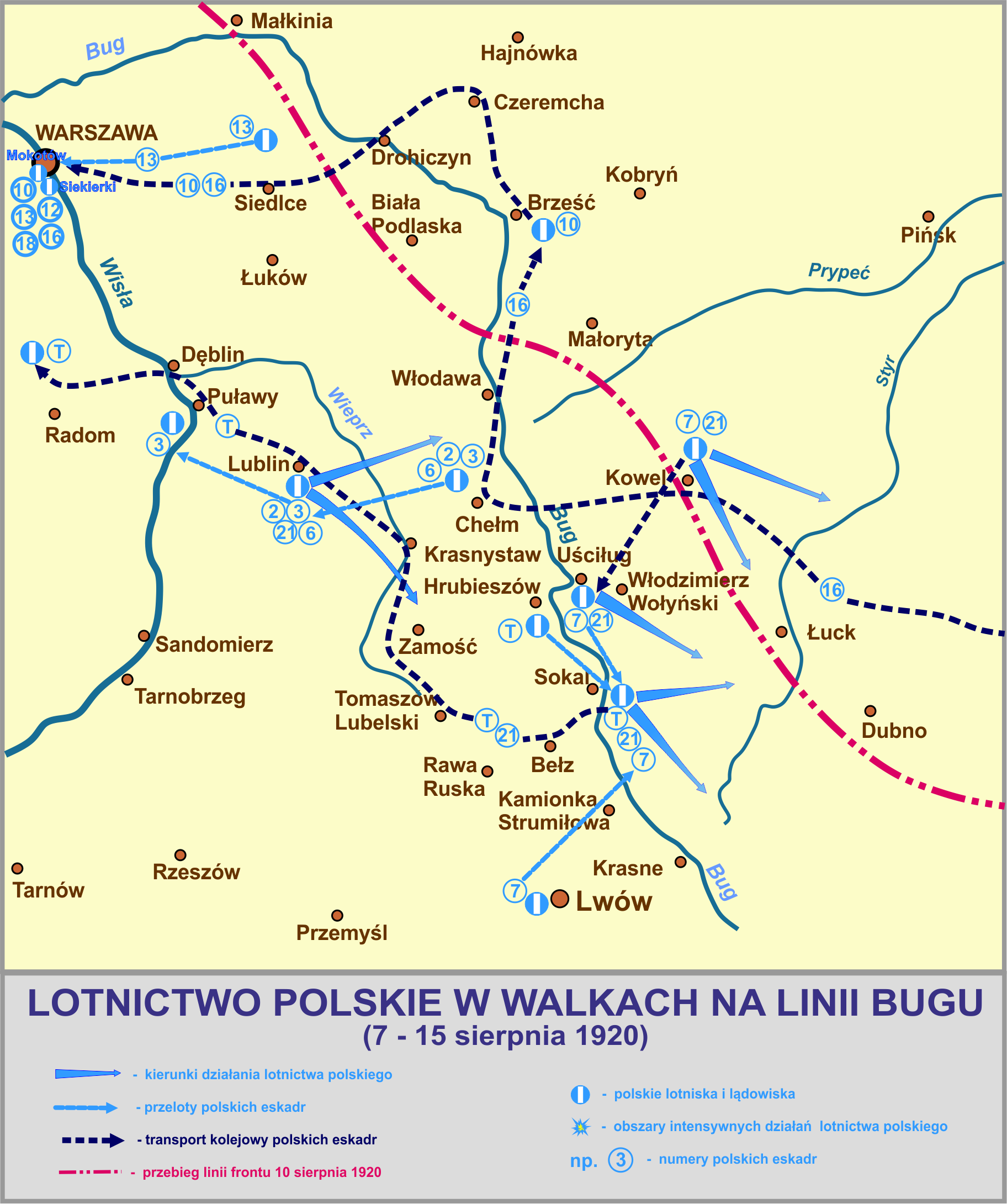

Już w końcu maja w strefie frontowej, w marszu z Sokołówki i Krystjanówki na Monastyriszcze i Lipowiec, lotnicy zaobserwowali ok. 8-10 tysięczną grupę jezdnych. Jako pierwszy kawalerię zauważył ppor. obs. Tomasz Turbiak z 5 eskadry wywiadowczej. Sztab 6 Armii zbagatelizował wówczas zarówno tę informację, jak i późniejszy meldunek i meldunek por. Crawforda. Dopiero kolejne loty uwiarygodniły dane z rozpoznania.
25 maja nastąpiła reorganizacja sił polskich na ukraińskim teatrze działań wojennych. Rozwiązano 2 Armię, a 3. i 6 Armia utworzyły Front Ukraiński gen. por. Antoniego Listowskiego. Szefem lotnictwa frontu został dowódca II dywizjonu lotniczego kpt. pil. Camillo Perini.
26 maja Armia Czerwona na Ukrainie przeszła do kontrofensywy.
III dywizjon lotniczy w składzie 5., 6., 15., 17. i 21. eskadry wspierał nadal jednostki lądowe 6 Armii. Ze względu na odwrotowy charakter działań, zmuszany był do ustawicznej zmiany lotnisk. Również Armia Konna Budionnego znacznie udoskonaliła metody walki z lotnictwem i stała się jego bardzo groźnym przeciwnikiem.
Działania eskadr polegały na ciągłych atakach na jazdę nieprzyjacielską i gwałtownych odskokach na nowe lotniska. W połowie czerwca stacjonująca w Płoskirowie 5 eskadra musiała się wycofać do Berezowicy pod Tarnopolem. Tam otrzymała kilka nowych samolotów typu De Havilland DH.9.
Eskadra szczególnie aktywnie operowała w rejonie Koziatynia i podczas walk z sowieckimi pociągami pancernymi w rejonie Baru i Żmerynki. W czasie walk eskadra ściśle współdziałała z 21 eskadrą niszczycielską wyposażoną w ciężkie dwusilnikowe bombowce typu Gotha G.IV i Friedrichshafen G.III.
16 lipca 5 eskadra przegrupowała się do majątku Kurażewo, a 18 lipca dalej do Lwowa. Tu pozostał jej rzut bojowy, a część logistyczna przeszła do Przemyśla. Startując ze Lwowa, w lipcu i sierpniu rzut bojowy skutecznie zwalczał kawalerię sowiecką.
Nieco mniejsze efekty bojowe odnotowała 6 eskadra wywiadowcza. Pod naciskiem jazdy Budionnego wycofała się do Tarnopola i tu otrzymała trzy samoloty typu Airco DH.9. Dysponowała wtedy 12 samolotami. W wyniku prowadzonych walk, samoloty jednak ulegały wykruszeniu. W drugiej połowie lipca jednostka wykonała tylko 9 lotów bojowych. W sierpniu, uzupełniona wyremontowanymi samolotami, włączyła się do walki o Lwów.
15 eskadra myśliwska w czerwcu odpoczywała w Płoskirowie. Pod koniec miesiąca przebazowała się na lotnisko w Derażni, skąd rozpoczęła loty bojowe w kierunkach na Latyczów, Zmerynkę oraz Starą Sieniawę. Sytuacja na froncie zmusiła eskadrę do powrotu do Płoskirowa, a stąd na lotnisko Berezowica. 14 lipca eskadra przybyła do Lwowa, gdzie uzupełniła samoloty. Podobnie jak inne eskadry, swój tabor logistyczny odesłała do Przemyśla, a następnie do Munina. Rzut bojowy wykonywał loty zwiadowcze.
21 eskadra niszczycielska na początku czerwca przebazowana została z miejscowości Rachny Lasowe do Płoskirowa. W dniach 18–22 czerwca bombardowała pociągi pancerne w rejonie Baru i Żmerynki. Cztery dni później, już na samolotach AEG C.IV, zwalczała kawalerię i artylerię nieprzyjaciela w rejonie Starej Sielawy. Lotniska w Płoskirowie eskadra opuściła 3 lipca i przeniosła się na lotnisko Hołoby koło Kowla. Braki w personelu latającym eskadry niwelowano w specyficzny sposób. „Wypożyczano” bowiem amerykańskich lotników z 7 eskadry myśliwskiej. Podczas jednego z takich lotów wywiadowczych polsko-amerykańska załoga ppor. ppor. pil. Stanisław Skarżyński i kpt. obs. Arthur H. Kelly została zestrzelona i zginęła na ziemi w walce z oddziałem jazdy sowieckiej.
W końcu lipca 7. l 21. eskadra prowadziły działania w rejonie Młynową, Demidówki i Beresteczka. 27 lipca obie jednostki opuściły Hołoby i przegrupowały się na lotnisko do Uściługa, a potem do Korczowa koło Sokala. W walce 21 eskadra straciła wszystkie samoloty i została podporządkowana dowódcy II dywizjonu, a niedługo potem skierowano ją do odwodu Naczelnego Dowództwa WP do Dęblina.
Pozostałe eskadry II dywizjonu w czerwcu i lipcu działały z mniejszym natężeniem. 2 eskadra wywiadowcza dysponowała tylko trzema samolotami, a na dodatek 28 czerwca straciła kolejną załogę.
9 eskadra w połowie czerwca dysponowała tylko jednym samolotem. W końcu lipca część personelu 9 eskadry wcielono do 2 eskadry.

W czerwcu zakończyła się także działalność V dywizjonu lotniczego ze składu 3 Armii. Po odwrocie z Kijowa jego 3. i 16. eskadry przeszły na lotnisko w Zwiahlu. Tu 16 eskadra przekazała ostatni swój samolot 3 eskadrze wywiadowczej, a sama, jako eskadra spieszona, przegrupowała się najpierw do Łucka i dalej do Lublina, Brześcia i do Warszawy. Nigdzie nie otrzymała obiecanych samolotów. Tu, na początku sierpnia, rozpoczęła walki na wypożyczonych samolotach.
W tym czasie pozostawiona w Zwiahlu 3 eskadra wywiadowcza prowadziła ciężkie walki z jazdą Budionnego w rejonie Fastowa, Koziatynia i Chodorkowa. Rozpoznawała też w kierunku Czarnobyla i Malina. 13 czerwca część eskadry opuściła lotniska w Zwiahlu i przeniosła się do Szepietówki. Na lotnisku w Zwiahlu pozostały dwa niesprawne Breguety.
W drugiej połowie czerwca 3 eskadra została wycofana z frontu. Dopiero pod koniec miesiąca w Lublinie otrzymała uzupełnienie i powtórnie włączyła się do walki.
Prowadziła rozpoznanie kierunków na Włodzimierz Wołyński, Hrubieszów i Lwów. Na początku drugiej dekady lipca eskadra rozpoczęła przegrupowanie do Kowla, lecz pogarszająca się sytuacja operacyjna wymusiła zawrócenie jej do Czułczyc. Z początkiem sierpnia 3 eskadra przeniosła się do Konopnicy. Ogółem w okresie od 10 czerwca do 10 sierpnia załogi eskadry wykonały ponad 20 lotów rozpoznawczych i kilkanaście lotów łącznościowych.

#### Walki lotnictwa na północnym odcinku frontu
Działania wiosenne
Na litewsko-białoruskim teatrze działań wojennych front przebiegał wzdłuż Dźwiny i Berezyny. Na Polesiu wyszedł nad Dniepr, a w maju sięgał po Rzeczycę.
W myśl rozkazu ND z 1 kwietnia nastąpiła reorganizacja struktur Wojska Polskiego. Zlikwidowano Front Litewsko-Białoruski, a na jego bazie utworzono trzy armie bezpośrednio podległe Naczelnemu Wodzowi. 1 Armia gen. Stefana Majewskiego była rozwinięta od Dźwiny po Borysów, 4 Armia gen. Stanisława Szeptyckiego – wzdłuż Berezyny po Polesie, a 7 Armia gen. Gustawa Zygadłowicza osłaniała od strony Litwy.
Po stronie przeciwnej operowały wojska Frontu Zachodniego Michaiła Tuchaczewskiego.
Na początku kwietnia na północnym odcinku frontu stacjonowały dwa dywizjony lotnicze. Był to I dywizjon lotniczy mjr pil. Waldemara Narkiewicza w składzie 1., 4. i 8. eskadra wywiadowcza oraz VII dywizjon lotniczy rtm. Antoniego Buckiewicza w składzie 12. i 14. eskadry wywiadowcze oraz 13 eskadra myśliwska. Jeszcze w kwietniu w rejon działań przybył też IV dywizjon lotniczy w składzie 11. i 18. eskadry. Na początku maja przybyły kolejne eskadry: 10. i 19.
Dokonano też podziału lotnictwa pomiędzy poszczególne armie. 4 Armii przydzielono pięć eskadr VII dywizjonu, 1 Armii – trzy eskadry IV dywizjonu, a 7 Armia otrzymała tylko jedną eskadrę I dywizjonu lotniczego.
Rozpoczęte w kwietniu walki na froncie wzmogły intensywność działań lotnictwa. W dniach od 6 do 15 kwietnia 12 eskadra wywiadowcza wykonała 31 lotów bojowych i zrzuciła na pozycje przeciwnika około 3000 kg bomb. Wykonywała też dalekie loty zwiadowcze w rejon Rzeczycy.
14 kwietnia 14 eskadra wywiadowcza zbombardowała lotnisko Sławnoje. Nad lotniskiem doszło do walk powietrznych. Dwa sowieckie Nieuporty zaatakowały samoloty polskie. Podczas walki zestrzelono jeden samolot sowiecki, a polskie samoloty bez strat powróciły na własne lotnisko.
18 kwietnia cztery załogi eskadry z powodzeniem atakowały pociąg pancerny na stacji Krupki. 30 kwietnia stoczono kolejną, tym razem nierozstrzygniętą, walkę z sowieckim Nieuportem.
13 eskadra myśliwska od 31 kwietnia do 5 maja działała z lotniska w Żodzinie. Mimo wielokrotnych startów na przechwycenie, nie doszło w tym czasie do walk powietrznych.
W kwietniu zmalała nieco aktywność 12 eskadry wywiadowczej. Wykonała ona około 20 lotów bojowych.
W tym czasie lotnictwo 1 Armii nie było zbyt aktywne. Stacjonujące w Zahaciu dowództwo IV dywizjonu dysponowało trzema eskadrami dyslokowanymi na lotnisku Orzechowo. W tym czasie sprzęt i personel 11 eskadry rozdzielono do innych eskadr. Po kilkanaście lotów wykonały jedynie 4. i 18. eskadry wywiadowcze, a 1 eskadra wykonała w tym miesiącu jedynie kilka lotów.
Przydzielony do 7 Armii I dywizjon (w rzeczywistości 8 eskadra wywiadowcza) stacjonował na lotnisku w Porubanku i osłaniał pogranicze polsko-niemieckie i polsko-litewskie.
Koniec kwietnia przyniósł nasilenie walk lotniczych. W rejonie Borysowa przeciwnik zgrupował siedem eskadr lotniczych. Cztery z nich należały do dywizjonu Kożewnikowa, a trzy do Szyrinkina. Dawało to w sumie około 40 myśliwców typu Nieuport 21 i 23, 6 Sopwithów, 3 Farmany F.30, 3 Spady, 1 Bregueta 14 oraz 1 eskadrę ciężkich bombowców typu Ilja Muromiec. Na tym kierunku 4 Armia dysponowała tylko 14 eskadrą wywiadowczą i 19 myśliwską.
Na początku maja dowódca 4 Armii odwołał wszystkie poprzednie podległości taktyczne eskadr, podporządkowując je bezpośrednio sobie, a rejon działania armii podzielono na strefy odpowiedzialności lotniczej.

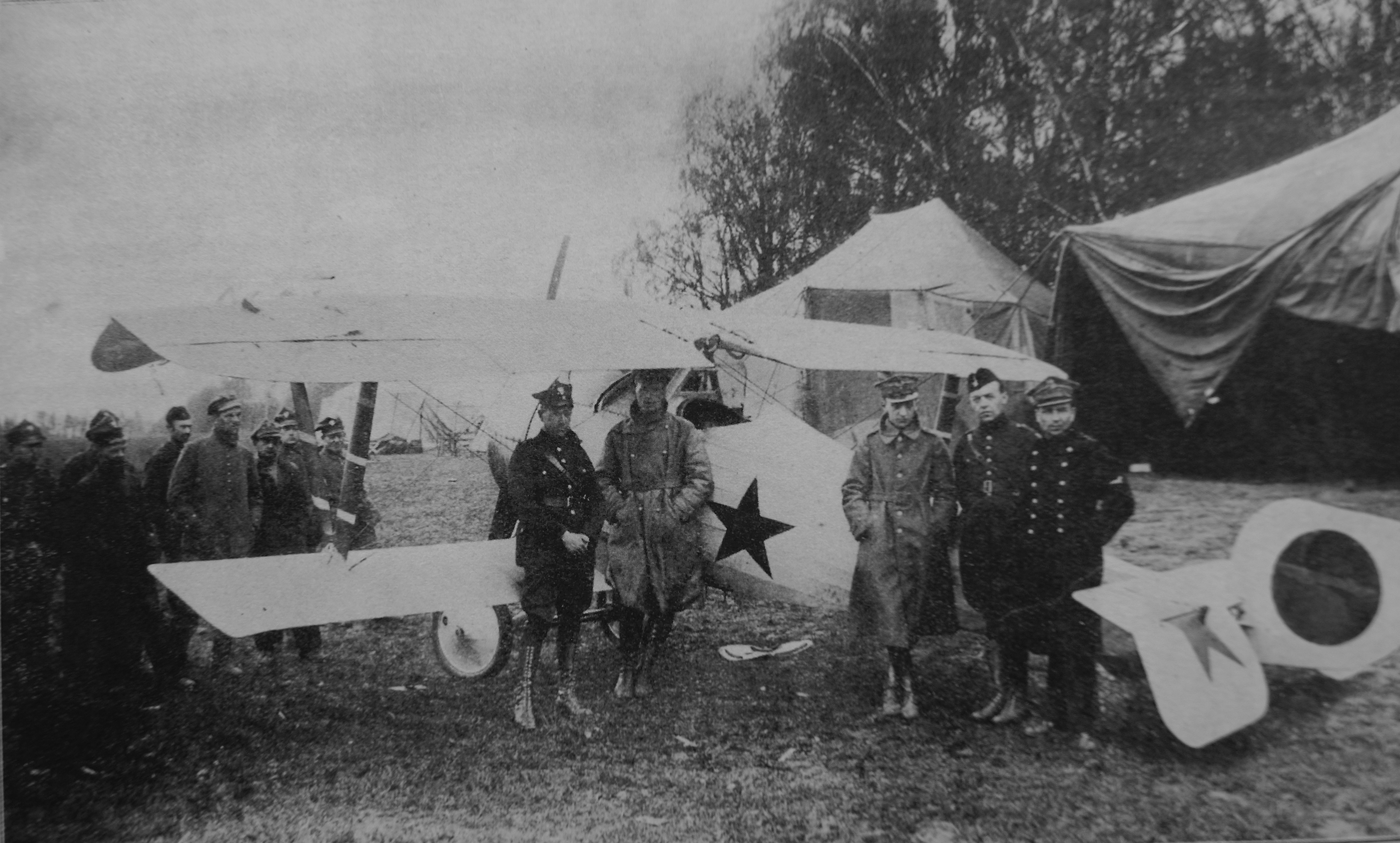
Przylot ppłk Piotra Abakanowicza na lotnisko 14-ej eskadry w Żodzinie 1 maja 1920

1 maja załoga 14 eskadry została zaatakowana przez trzy Nieuporty nieprzyjaciela. Polska maszyna została poważnie uszkodzona i odesłana do remontu. Do 5 maja eskadra była bez samolotów.
Tego samego dnia przeleciał do Żodzina jeden z pilotów grupy Szyrinkina, Polak – Abakanowicz, który uciekł z „czerwonego” lotnictwa. 5 maja wykonano trzema wyremontowanymi samolotami nalot na stację w Prijamnie.
7 maja do działań weszła 19 eskadra myśliwska. Jej trzy samoloty startowały na przechwycenie samolotów sowieckich, jednakże do walk powietrznych dochodziło tylko sporadycznie.
8 maja załogi 14 eskadry wykonały dwa loty bojowe. Do 13 maja trwały wzajemne i nieskuteczne starty polskich i sowieckich myśliwców na przechwycenie samolotów wywiadowczych przeciwnika.
14 maja ruszyła ofensywa sowieckiego Frontu Zachodniego. Grupa Północna i 15 Armia Augusta Korka uderzyły polską 1 Armię. Początkowo wojska sowieckie odniosły znaczne sukcesy i odrzuciły polskie wojska na linię Koziany–Postawy–Krzywicze–Okołowo–jez. Pelik. Wykonująca uderzenie pomocnicze, sowiecka 16 Armia Nikołaja Sołłoguba uderzyła w rejonie Borysowa.
14 maja zintensyfikowana została też działalność lotnicza. Podporucznik Pawlikowski z 19 eskadry walczył z powodzeniem ze Spadem z dywizjonu Szyrinkina, uszkadzając sowiecki samolot.
Około południa obrzeża lotniska w Żodzinie zbombardowały trzy sowieckie samoloty, a po południu z Żodzina wystartowały trzy polskie samoloty z 14 eskadry, z zadaniem zbombardowania sowieckiego lotniska w Prijamnie. Nad sowieckim lotniskiej wywiązała się walka. W czasie walki pilotowany przez Szyrinkina myśliwiec sowiecki zestrzelił maszynę 14 eskadry. Obaj lotnicy zginęli. Lotnicy z dywizjonu Szyrinkina zgotowali poległym Polakom uroczysty pogrzeb z honorami wojskowymi, orkiestrą i mową pogrzebową. Być może zachowanie sowieckich lotników świadczy o tym, że zachowali oni przynajmniej część rycerskich zwyczajów lotniczych. Zdjęcia z tej uroczystości zrzucono potem w Żodzinie.
17 maja sytuacja na północnym skrzydle 4 Armii była wręcz katastrofalna. Wojska 1 Armii podporządkowano dowódcy 4 Armii, tworząc w ten sposób front gen. Szeptyckiego.
Tego dnia lotnictwo prowadziło wytężone działania lotnicze w rejonie Borysowa. Jedna z załóg 14 eskadry, podczas lotu wywiadowczego w rejonie rzek Mańczy i Bobru, stwierdziła sowieckie przygotowania do przeprawy przez Berezynę.
Bagatelizując ten fakt, nie liczono się jeszcze z uderzeniem oddziałów sowieckich na Borysów. Dopiero 19 maja meldunek z 13 eskadry wywołał zaniepokojenie w sztabie 4 Armii. Lot dowódcy VII dywizjonu rtm. Antoniego Buckiewicza z por. Stefanem Sznukiem potwierdził wcześniejsze ustalenia. W tym dniu bolszewickie 17 i 8 Dywizje Piechoty oraz 3 Brygada Kawalerii przeprawiły się po czterech mostach.
Dopiero 20 maja polskie lotnictwo wojskowe zaczęło zwalczać oddziały sowieckie w rejonie przepraw przez Berezynę. Samoloty 12 i 14 eskadry sfotografowały rejon przeprawy i rozpoznały kierunki posuwania się wojsk. 21 maja lotnisko w Żodzinie było po raz kolejny bombardowane przez samoloty przeciwnika.
Wobec bezpośredniego zagrożenia Żodzina, 29 maja przeniesiono obie eskadry do Mińska. Kilka dni wcześniej dywizjon otrzymał uzupełnienie w ludziach.
6 czerwca 1920 14 i 19 eskadra wykonały ostatnie loty w rejonie Borysowa.
Działalność lotnicza pozostałych eskadr VII dywizjonu lotniczego przebiegała przy znacznie mniejszym przeciwdziałaniu sowieckiego lotnictwa. 12 eskadra wywiadowcza stacjonowała w Kisielewiczach koło Bobrujska. 10 maja przeprowadzono nalot bombowy na lotnisko nieprzyjaciela. Spotkało się to z ripstą stacjonujących na lotniska Sławnoje myśliwców sowieckich z grupy Sapożnikowa. W wyniku walki powietrznej został zestrzelony samolot dowódcy 12 eskadry. Lotnicy dostali się do niewoli. W tym czasie por. Franciszek Jach na samolocie Oeffag D-3 zestrzelił w rejonie lotniska Sołtanowka sowieckiego Nieuporta. Jako że natężenie walk w rejonie Bobrujska było znacznie mniejsze, zdecydowano się na przerzucenie dwóch samolotów 12 eskadry do Mińska. Po zlikwidowaniu wyłomu w pasie obrony 4 Armii powróciły one do Bobrujska.

13 eskadra dopiero w trzeciej dekadzie maja podjęła bardziej zdecydowane działania. W tym czasie wykonała 12 lotów wywiadowczych.

10 eskadra wywiadowcza stacjonowała w tym czasie na lotnisku Kozienki pod Mozyrzem i prowadziła działania na korzyść 9 Dywizji Piechoty. Rozpoznawano w rejonie Jakimowskaja Słoboda – Wasilewicze – Chojniki i ostrzelano transporty wojska na stacji w Wasilewiczach. 7 i 8 maja eskadra wykonała kilkanaście lotów bombowych w rejonie: Talinkowicze, Wasilewicze, Słoboda Romeńska i Chabno, a w dniach 7 i 12 maja pod Rzeczycą, Zerwaldem i Zajewem. 20 maja sześć samolotów 10 eskadry zaatakowało sowieckie transporty wojskowe i pociągi pancerne na stacji kolejowej w Żłobinie.
W czasie sowieckiej ofensywy eskadra przebazowała się początkowo do Rzeczycy, a 25 maja do wsi Pereświet-Słoboda. W końcu maja eskadra latała aż po Homel i atakowała okręty flotylli rzecznej nieprzyjaciela na Sożu.
Eskadry IV dywizjonu lotniczego por. Artura Jurkiewicza działały w pasie odpowiedzialności 1 Armii. Z tych trzech eskadr jedynie 18 eskadra miała pełne stany. Pozostałe jednostki były częściowo zdekompletowane. Z tego względu działania lotnicze tych eskadr nie zawsze były zbyt efektywne.

Już 1 maja załoga 18 eskadry zaatakowała i zestrzeliła balon obserwujący w rejonie Połocka. 14 maja załoga tej eskadry w walce powietrznej pokonała i zmusiła do lądowania załogę sowieckiego Farmana F-30.
Aktywne działania eskadr IV dywizjonu zakłóciło sowieckie uderzenie na pozycje 1 Armii i konieczność licznych przebazowań. Było to przyczyną osłabienia akcji lotniczej, a także znacznych strat w sprzęcie.

Podobnie rzecz się miała z jednoeskadrowym I dywizjonem lotniczym rtm. Piotra Niżewskiego, który miał za zadanie wspierać działania 7 Armii. W maju 8 eskadra, działając nadal z lotniska w Porubanku, prowadziła rozpoznanie w kierunku Dźwiny i wykonała w tym miesiącu 20 lotów wywiadowczych. W ostatnich dniach maja eskadra oddała swoje dwa samoloty do użytku 14 eskadry.
1 czerwca rozpoczęła się polska kontrofensywa. Grupy uderzeniowe uzyskały powodzenie, a przeciwnik rozpoczął odwrót. Odzyskano rubież górnej Berezyny i Auty. Tu polskie oddziały zostały zatrzymane. Konieczność przerwania pościgu wynikała z niepowodzeń polskich wojsk na Ukrainie.
Polskie lotnictwo w walkach odwrotowych
W walkach na przełomie maja i czerwca została zniszczona większość samolotów I i IV dywizjonu. Natomiast w strefie działania VII dywizjonu aż do 28 czerwca eskadry używane były prawie wyłącznie do rutynowych lotów wywiadowczych. Wyjątkiem była 10 eskadra wywiadowcza. Działając z wysuniętego lotniska Pereświet Słoboda, prowadziła intensywne walki. Od 7 do 16 czerwca eskadra wykonała ponad 20 lotów, zrzucając na pozycje wojsk sowieckich ponad 1000 kg bomb.
W połowie czerwca sytuacja operacyjna zmusiła ją do opuszczenia tego lotniska i odwrotu do Kozienek. Stąd wykonała jedynie kilka lotów bojowych. W końcu czerwca eskadra przeniosła się na lotnisko pod Kazangródkiem i w dalszym ciągu działała na rzecz Grupy Poleskiej gen. Władysława Sikorskiego.
W następnych dniach eskadra przekroczyła Bug, zainstalowała się początkowo na lotnisku Woroniec, ale już 11 lipca przegrupowała się do Brześcia. Stąd wspierała akcje ofensywną na Pińsk.
Po nieudanej próbie powstrzymania wojsk sowieckich, wspólnie z resztkami 16 eskadry wywiadowczej, wycofała się przez Białą Podlaską i Łuków do Warszawy.
Tu nieomal natychmiast otrzymała uzupełnienie w postaci samolotów typu Bristol Fighter F2B i startując z lotniska mokotowskiego, już 6 sierpnia przystąpiła do działań wywiadowczych w kierunku Ostrów Mazowiecka – Pułtusk.
11 sierpnia działała cała eskadra wykonując łącznie pięć lotów bojowych.

Dla pozostałych eskadr VII dywizjonu czerwiec był okresem zaskakująco spokojnym. Na linii Berezyny aż do 28 czerwca panowała zupełna cisza. W tym rejonie stacjonowały: zachowujące dużą wartość bojową 12 i 13 eskadry w Kisielewiczach oraz osłabione walkami z lotnictwem dywizjonu Szyrinkina 14 i 19 eskadry w Żodzinie. Zatem w czerwcu zasadnicza cześć działań w pasie 4 Armii przypadała na 12 i 13 eskadry, które do końca czerwca przeprowadziły prawie 30 lotów bojowych.
W końcu czerwca nastąpiło natarcie oddziałów sowieckich na linii Berezyny. Jeszcze 29 czerwca załogi 12 i 13 eskadry prowadziły loty wywiadowcze i szturmowe w rejonie przyczółków i przepraw nieprzyjaciela.

Postępy wojsk sowieckich zmusiły eskadry VII dywizjonu do wycofania się. 14 eskadra wywiadowcza i 19 eskadra myśliwska przeniosły się na lotnisko Serebrianka pod Mińskiem, a stąd po kilku dniach zostały przesunięte do Baranowicz. Ze względu na braki w wyposażeniu, 14 eskadra została wycofana i odesłana na uzupełnienie do Poznania. W połowie lipca 19 eskadra przeszła do Brześcia i tam otrzymała nowe samoloty typu Sopwith Dolphin.
Następnie 19 eskadra myśliwska została przeniesiona do Warszawy i przeznaczona do obrony powietrznej stolicy, a jej dowódca kpt. Antoni Mroczkowski został wyznaczony komendantem Obrony Powietrznej Warszawy.
W tym czasie załogi eskadry latały między innymi na rozpoznanie w rejon Ostrowi Mazowieckiej.

12 eskadra wywiadowcza na początku lipca opuściła lotnisko Serebrianka i razem z 14 Wielkopolską Dywizją Piechoty ruszyła do Baranowicz. Z eskadry wydzielono trzysamolotową czołówkę lotniczą.

W tym czasie 13 eskadra myśliwska posiadała dwa samoloty. 16 lipca obie eskadry dywizjonu opuściły Baranowicze i wycofały się do Hajnówki. Tam 12 eskadra wykonała kilka lotów bojowych, po czym wyruszyła do Warszawy na lotnisko siekierkowskie. Tam została podporządkowana nowo utworzonej 5 Armii gen. Władysława Sikorskiego.
W tym czasie 13 eskadra z Hajnówki przez Siemiatycze dotarła do Siedlec. Stąd kilkakrotnie latała w rejony Brześcia i przepraw nieprzyjaciela przez Bug. Następnie dołączyła do 12 eskadry w Siekierkach i również działała na korzyść 5 Armii. Rozpoznawała w rejonie Pułtusk – Nasielsk – Ciechanów. 12 eskadra prowadziła w tym czasie działania lotnicze w rejonie Mławy i Działdowa.
Mniej intensywnie w tym czasie działały eskadry z I i IV dywizjonu lotniczego. Loty bojowe wykonywały trzy eskadry: 8. i 11. i 18. eskadra wywiadowczą. I dywizjon mjr. Narkiewicza nadal podlegał dowództwu 7 Armii i stacjonował na lotnisku Porubanek, a eskadry IV dywizjonu por. Jurkiewicza podlegały 1 Armii i bazowały na lotnisku w Mołodecznie. Ponadto działała też 1 eskadra wywiadowcza, stacjonująca na lotnisku w Nowych Święcianach.
W czasie czerwcowego przeciwuderzenia polskiego eskadry podejmowały wiele śmiałych ataków na ważne obiekty nieprzyjaciela. Atakowały między innymi mosty i przeprawy wojsk sowieckich w rejonie Połocka, wykonywały rozpoznanie w rejonie jeziora Szo i linii kolejowej Ziabki–Połock.
Działania czerwcowe większości eskadr zdominowane zostały ciągłymi zmianami lotnisk. 1 eskadra w ciągu miesiąca zmieniała lotniska aż siedmiokrotnie. Były to: Zahacie, Dokszyce, Mołodeczno, Duniłowicze i Wilno, a potem ponownie przez Mołodeczno do Parafianowa. W czasie przebazowań eskadra straciła większość samolotów i została zmuszona do zredukowania działalności bojowej.

18 eskadra wywiadowcza prowadziła w czerwcu przede wszystkim loty rozpoznawcze. Jednostka, zmieniając kolejno lotniska: Mołodeczno, Duniłowicze, Królewszczyznę, Parafinowo i Dokszyce, dotarła do Lidy, dysponując już tylko jednym samolotem.

Wraz z 18 eskadrą wycofywały się resztki 11 eskadry wywiadowczej.

8 eskadra wywiadowcza w czerwcu i lipcu 1920 przez cały ten okres działała w oparciu o stałe lotnisko w Porubanku. Zadanie eskadry polegało na rozpoznawaniu kierunków przesuwania się jednostek sowieckich i bombardowanie ich. Działała w rejonach: jeziora Narocz, Swięcian i Kobylanki, a na przełomie czerwca i lipca w okolicach Bogdanowa i Wołożyna. W tym czasie na Porubanek dotarły resztki 1. 11. i 18 eskadry, z których już na miejscu utworzono tzw. oddział lotny IV dywizjonu.

Sytuacja na froncie zmusiła obie jednostki do przeniesienia się z Wilna do Lidy, a następnie do Wołkowyska. Ze względu na straty sprzętowe rozwiązano 11. i 18. eskadry, a ich sprzęt posłużył do uzupełnienia 1 eskadry. Tę ostatnią przebazowano do Małkini, a w sierpniu do Warszawy.

8 eskadra skierowana została do Szepietowa. Po stracie wszystkich samolotów, przez Białystok i Małkinię została wycofana do Warszawy.

### Walki lotnictwa w decydujących bitwach

#### Działania lotnictwa w operacji warszawskiej
W ramach przygotowań do operacji warszawskiej, Naczelne Dowództwo Wojska Polskiego zarządziło koncentrację lotnictwa w dwóch rejonach: lotnictwo 1. i 5. Armii na Mokotowie i Siekierkach, a lotnictwa 2., 3. i 4. Armii w Radomiu, Dęblinie, Puławach i Lublinie. Poszczególne eskadry przydzielono następująco: 5 Armia – 1., 12. i 13 eskadra, 1 Armia – 8. i 9. eskadra, 2 Armia – 17 eskadra, 4 Armia gen. Skierskiego – 3, 10 i 15 eskadra (planowany, ale niezrealizowany), 3 Armia – 2, 14 i 21 eskadra, 6 Armia – 5, 6 i 7 eskadra. Dodatkowo do 2 Armii przydzielono eskadrę toruńską. Natomiast 16. i 19. eskadry pozostawały w odwodzie Naczelnego Dowództwa Wojska Polskiego.
| Ostateczne podporządkowanie jednostek lotniczych na dzień 13 sierpnia 1920 |                                               |                                        |                                            |
| Front Północny                                                             | Front Północny                                | Front Środkowy                         | Front Środkowy                             |
| 5 Armia szef lotn. rtm. Antoni Buckiewicz                                  | 1 Armia szef lotn. ppłk Aleksander Serednicki | 4 Armia szef lotn. mjr Jerzy Kossowski | 3 Armia szef lotn. mjr Waldemar Narkiewicz |
| 1 eskadra wywiadowcza                                                      | 8 eskadra wywiadowcza                         | 3 eskadra wywiadowcza                  | 2 eskadra wywiadowcza                      |
| 12 eskadra wywiadowcza                                                     | 9 eskadra wywiadowcza                         | 10 eskadra wywiadowcza                 | 21 eskadra niszczycielska                  |
| 13 eskadra myśliwska                                                       | 16 eskadra wywiadowcza                        |                                        | „eskadra toruńska”                         |
|                                                                            | 17 eskadra wywiadowcza                        |                                        |                                            |
|                                                                            | 19 eskadra myśliwska                          |                                        |                                            |

Działania „eskadr warszawskich”

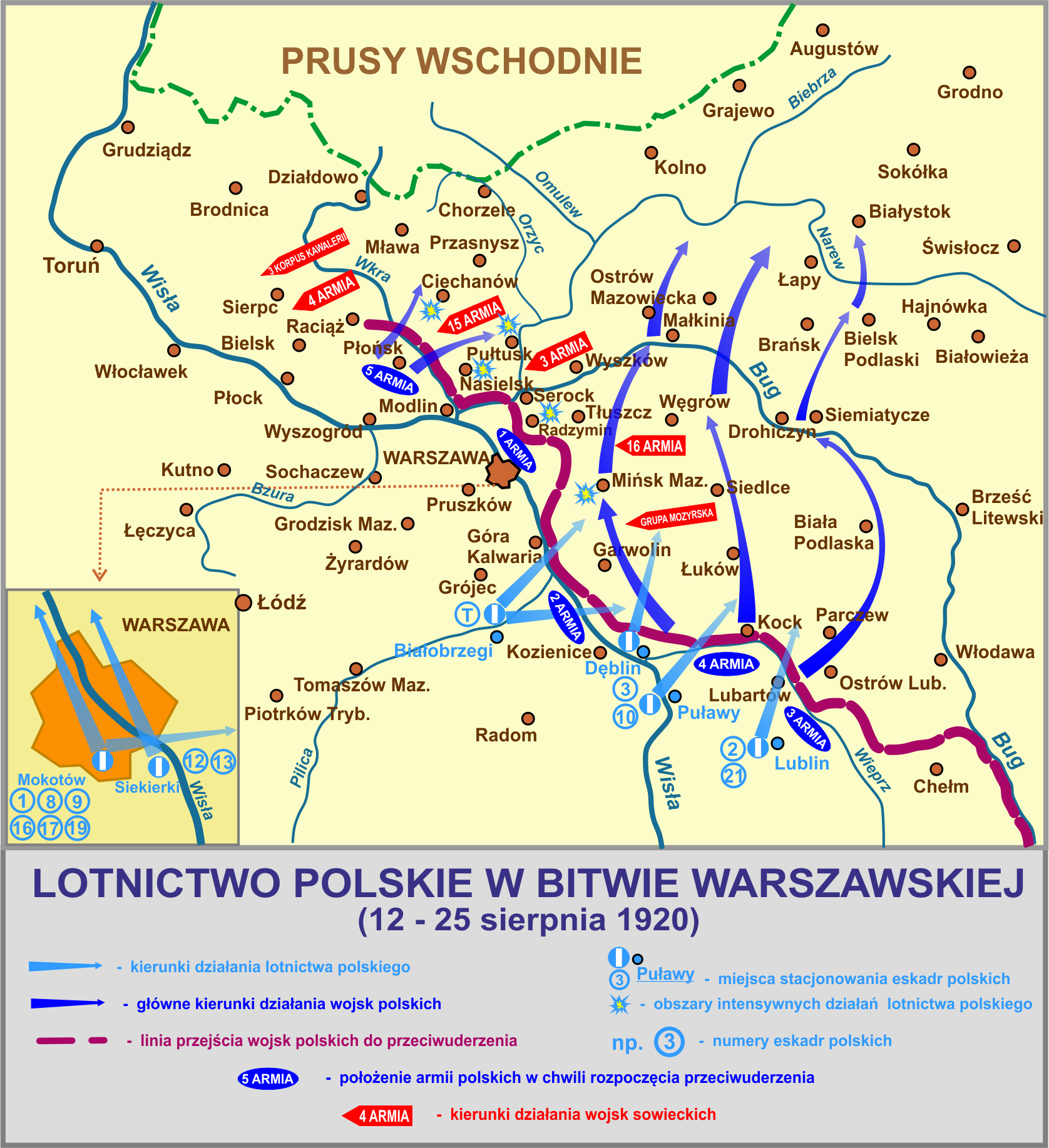

W chwili rozpoczynania operacji warszawskiej polskie eskadry były na etapie uzupełniania stanów bojowych. Na dzień 13 sierpnia 12 eskadra wywiadowcza posiadała na stanie 6 maszyn konstrukcji niemieckiej, 13 eskadra myśliwska dysponowała 6-7 poniemieckimi samolotami myśliwskimi, 8 eskadra wywiadowcza posiadała tylko 2 niemieckie samoloty pola walki, 19 eskadra myśliwska miała na stanie 4 brytyjskie Sopwith 5F.1 Dolphin, 17 eskadra wywiadowcza mogła wystawić 6 samolotów, toruńskwa eskadra wywiadowcza dysponowała zbieraniną 5 maszyn różnych typów, 2 eskadra wywiadowcza posiadała na stanie 6 maszyn różnych typów. 1 eskadra wywiadowcza była w trakcie przejmowania 10 montowanych samolotów Bristol F.2B Fighter, 9 eskadra wywiadowczas również montowała 10 sztuk tych maszyn. Gotowości bojowej nie zdążyła osiągnąć 21 eskadra niszczycielska, na pole walki nie dotarła również 14 eskadra wywiadowcza.
Działająca na rzecz 1 Armii 10 eskadra wywiadowcza już od 6 sierpnia zwalczała oddziały sowieckie w rejonie Ostrów Mazowiecka–Wyszków–Pułtusk, a 12 eskadra z 5 Armii operowała w rejonie między Mławą i Działdowem. 15 sierpnia 10 eskadra została przeniesiona do Klikawy, do dyspozycji 4 Armii.
W pierwszych dniach sierpnia na korzyść 2 Armii rozpoznanie prowadziła działająca w rejonie na wschód od Chełma i Włodzimierza Wołyńskiego 17 eskadra wywiadowcza. Od 11 sierpnia rozpoznawała w stronę Brześcia i Ostrowa Lubelskiego.
W czasie walk na przedmościu warszawskim samoloty eskadry wspierały walki oddziałów polskich pod Radzyminem.
W dniu wyprowadzenia ofensywy znad Wieprza rozpoznaniem objęto rejon Żelechowa, Stoczka Łukowskiego, Siedlec i Radzynia Podlaskiego, a następnego dnia załogi eskadry działały między Kałuszynem i Węgrowem zwalczając wycofujące się oddziały sowieckiej 15 Armii.
19 sierpnia nastąpiło przegrupowanie jednostek lotniczych. W jego ramach 17 eskadrę wywiadowczą podporządkowano dowództwu 4 Armii oraz przeniesiono na lotnisko w rejonie Pułtuska. Stąd prowadziła loty zwiadowcze wzdłuż granicy z Prusami Wschodnimi. Jej załoga stwierdziła, że wojska sowieckie przekraczają granicę niemiecką, ale po drugiej stronie załadowują się do transportów kolejowych i odjeżdżają w kierunku wschodnim.
W końcu sierpnia 17 eskadra została ponownie skierowana do Warszawy celem uzupełnienia w sprzęt.

11 sierpnia zwalczanie sowieckich wojsk na przeprawach na Narwi rozpoczęła 12 eskadra wywiadowcza.
16 sierpnia wspólnie z 1 eskadrą wywiadowczą i 13 eskadrą myśliwską zwalczały nieprzyjaciela pod Pułtuskiem. W następnych dniach 12 eskadra prowadziła działania szturmowe w rejonach Działdowa, Sierpca oraz Mławy i Bielska.
12 sierpnia włączyła się do akcji 16 eskadra wywiadowcza. Atakowała pozycje sowieckiej 27 Dywizji Strzelców. W związku ze stratami bojowymi, a także z powodu wysłania do Gdańska dwóch lotników po karabiny maszynowe do samolotów, działania eskadry w następnych dniach zostały ograniczone.
Również 12 sierpnia rozpoczęła działania 8 eskadra wywiadowcza. Prowadziła rozpoznanie w pasie 5 Armii. Jej załogi latały przede wszystkim w rejon Wyszkowa i Pułtuska. Latały też w rejon Działdowa i Mławy.

13 sierpnia Szefostwo Lotnictwa Naczelnego Dowództwa WP uruchomiło swój odwód – 19 eskadrę myśliwską. Eskadra rozpoznawała rejon Ostrowi Mazowieckiej. 15 sierpnia wspierała natarcie 10 Dywizji Piechoty w rejonie Radzymina.
15 sierpnia na kierunek pułtuski wprowadzono do działań 1., 9. i 13. eskadrę operujące z Mokotowa i Siekierek. Eskadry prowadziły rozpoznanie w rejonie Ciechanowa i atakowały kawalerię 3 korpusu Gaja.
W tym dniu 1 eskadra wywiadowcza działała pod Radzyminem. 20 i 21 sierpnia w rejonie Ciechanowa wspierała jeszcze oddziały 5 Armii. W następnym dniu została podporządkowana dowództwu 2 Armii.
9 eskadra wywiadowcza prowadziła aktywne działania szturmowe pod Pułtuskiem przeciwko sowieckiej 3 Armii i w rejonie Ostrowi Mazowieckiej przeciw 15 Armii.
W walkach pod Radzyminem aktywnie współpracowała z 19 eskadrą myśliwską.
13 eskadra myśliwska wykonywała loty bojowe w rejonie Nasielska. Wspierała też wojska lądowe w walce z oddziałami sowieckiej 3 Armii przy zdobywaniu Pułtuska. Potem uczestniczyła w walkach o Ciechanów. Zwalczała też jednostki korpusu kawalerii Gaja w rejonie Płocka.
Pod koniec drugiej dekady sierpnia powtórnie włączyła się do akcji, uzupełniona w samoloty i pilotów, 16 eskadra wywiadowcza. Działała w rejonach Siedlec, Sokołowa, Małkini, Wyszkowa, Płońska i Sierpca. Do końca sierpnia działała z lotniska mokotowskiego, a z chwilą zakończenia działań pościgowych, wraz z innymi eskadrami otrzymała przydział do lotnictwa 2 Armii i przebazowała się na lotnisko Dojlidy.
Działania eskadr grupy uderzeniowej
W połowie sierpnia na łuku Wieprza trwały przygotowania do polskiej kontrofensywy. Początkowe plany przewidywały przydział do grupy uderzeniowej sześciu eskadr lotniczych. Praktycznie do dyspozycji Frontu Środkowego gen. Rydza-Śmigłego wydzielono jedynie cztery eskadry. 2 eskadra ześrodkowała się w Lublinie, 3 eskadra początkowo w Konopnicy, a następnie w Klikawie. Tam też ulokowała się 10 eskadra wywiadowcza. 21 eskadra niszczycielska działała początkowo z lotniska w Motyczu, a następnie w Konopnicy. „Eskadra toruńska” zajęła lotnisko Falęcice.
W dniach od 10 do 12 sierpnia działała jedynie 2 eskadra wywiadowcza. Rozpoznawała ona przeciwnika i wspierała ogniem wojska lądowe. Załogi 21 eskadry niszczycielskiej wykonały jedynie kilka lotów bojowych.

Od 12 sierpnia większość zadań rozpoznawczych wzięła na siebie „eskadra toruńska”. Prowadziła ona intensywne loty rozpoznawcze w rejonie Parczewa, Radzynia Podlaskiego, Łukowa, Siedlec, Kałuszyna i Mińska Mazowieckiego. W dniach 13 i 14 sierpnia eskadra zbombardowała pontony i inne środki przeprawowe przygotowane przez sowieckich saperów w okolicach Góry Kalwarii. 16 sierpnia samoloty eskadry toruńskiej prowadziły zwiad lotniczy na kierunkach uderzeń oddziałów grupy uderzeniowej.
W kolejnych dniach eskadra rozpoznawała obszary położone bardziej na wschód i północ, przede wszystkim na kierunku Brześcia, Drohiczyna i Sokołowa. Intensywność działania eskadry spowodowała całkowite zużycie samolotów. Z uwagi na ich brak, została ona wycofana do Poznania na przezbrojenie.
Na skutek braku benzyny dopiero 17 sierpnia weszły do działań 3. i 10. eskadry wywiadowcze. 3 eskadra działała bezpośrednio na korzyść Kwatery Głównej Naczelnego Wodza. Wspólnie z 10 wywiadowczą prowadziła rozpoznanie obszarów: Maciejowice – Garwolin – Żelechów oraz Stoczek Łukowski – Międzyrzec – Siedlce – Łuków, a także Węgrów – Sokołów – Drohiczyn. 19 sierpnia obie eskadry przebazowały się na lotnisko pod Mińskiem Mazowieckim. Stąd działały zaledwie kilka dni. Po rozbiciu ostatnich dwóch samolotów, 3 eskadra została wycofana do Warszawy na uzupełnienie, a 10 eskadra przeniosła się bliżej frontu i od 25 sierpnia operowała z lotniska Biel.
25 sierpnia zakończyły się działania pościgowe wojsk polskich za rozbitymi oddziałami sowieckimi. Nastąpiła stabilizacja linii frontu, a jednostki lotnicze przeszły kolejną reorganizację. Wycofano z frontu 2., 8. i 21. eskadry. W strefie tyłowej przebywały jeszcze eskadry: 3., 11., 14., 17. i 18. oraz „eskadra toruńska”. Wojsko Polskie przygotowywało się do kolejnych operacji.

#### Lotnictwo w obronie Lwowa i w walkach na Wołyniu z Armią Konną Budionnego

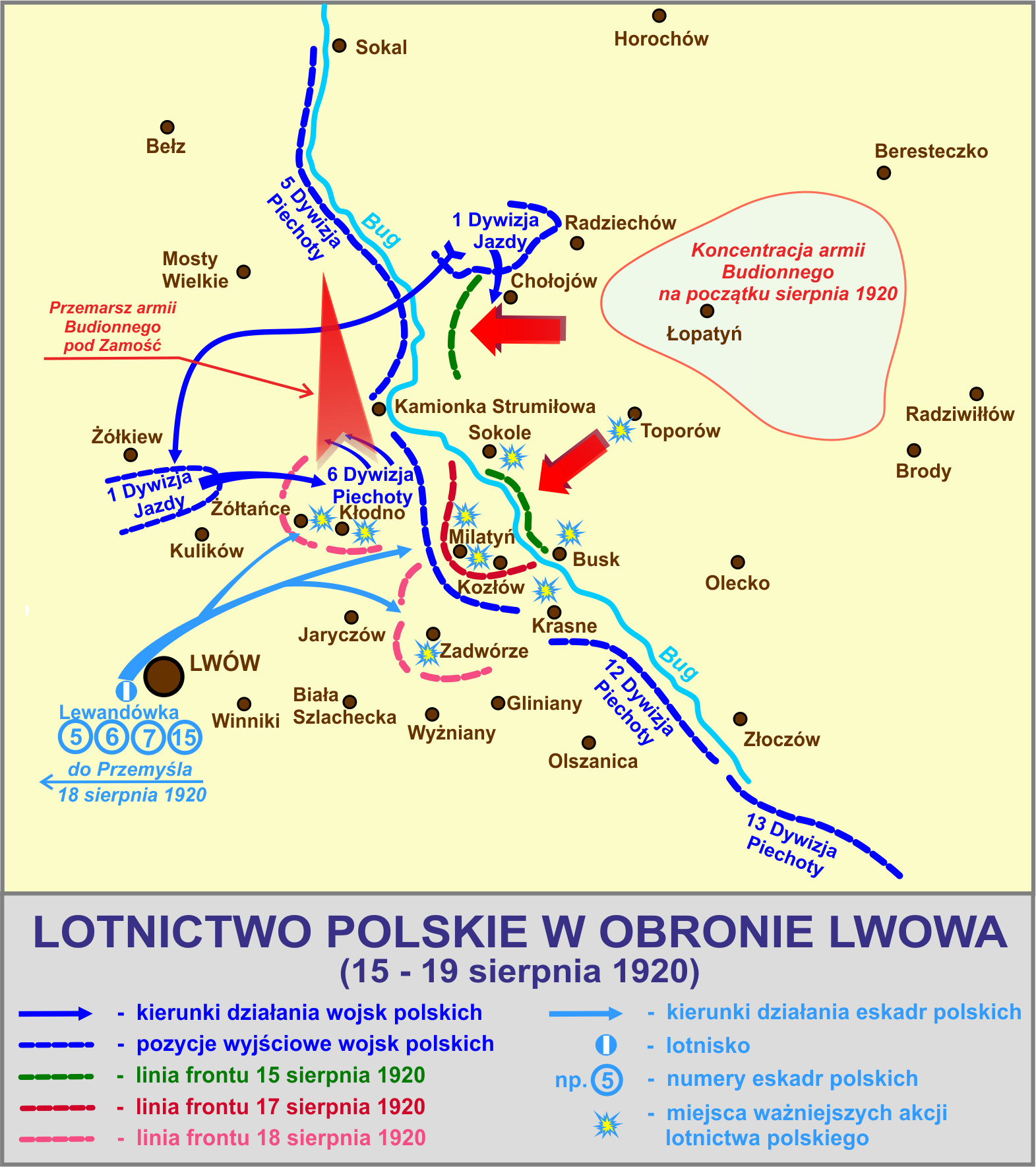

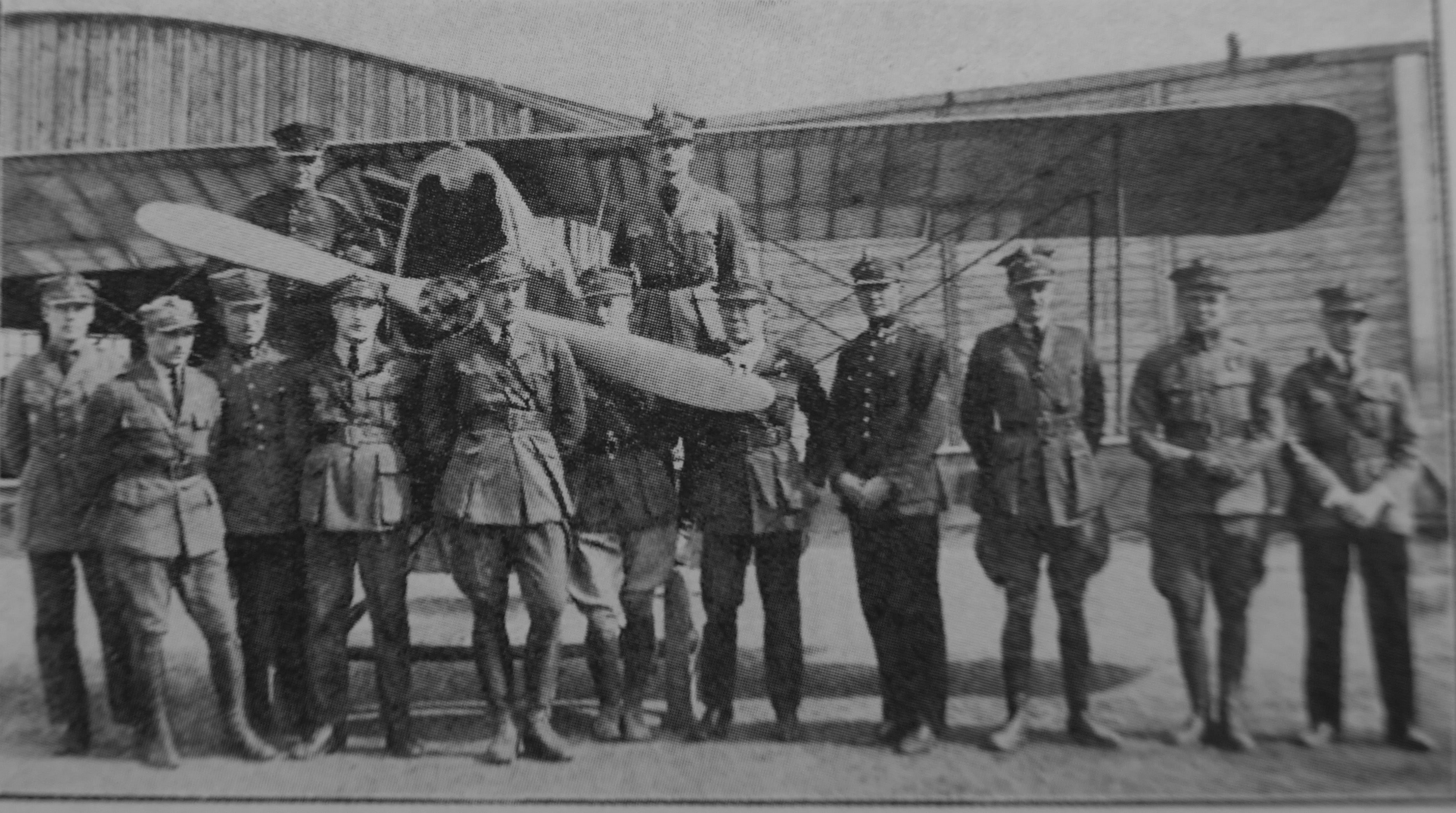
7 eskadra myśliwska we wrześniu 1920 we Lwowie

Na początku sierpnia na lotnisku Lewandówka stacjonowały eskadry III dywizjonu lotniczego mjr. Faunt le Roya. Były to 5. i 6. eskadry wywiadowcze, 7. i 15. eskadry myśliwskie. W składzie dywizjonu znajdował się też III ruchomy park lotniczy.
10 sierpnia 1 Armia Konna Siemiona Budionnego skierowana została w kierunku Lwowa. Do 15 sierpnia eskadry rozpoznawały kierunki uderzeń sowieckich kawalerzystów.
Na prawym skrzydle broniącej kierunku lwowskiego polskiej 6 Armii działały 12. i 13. Dywizje Piechoty, wiążąc oddziały sowieckie na linii rzek Strypy i górnego Bugu, aż do Buska. Lewe skrzydło stanowiła 5 Dywizja Piechoty, usiłująca utrzymać front między Sokalem a Kamionka Strumiłową, a centrum bronić miała 6 Dywizja Piechoty. Ta ostatnia nie zdążyła obsadzić frontu od Buska do Kamionki i musiała rozpocząć powolny odwrót.
15 sierpnia armia Budionnego jedną z dywizji osiągnęła Bug między Buskiem a Kamionką Strumiłową, a drugą doszła pod Chołojów.
15 eskadra myśliwska zaatakowała sowieckie oddziały w rejonie Wierzblany–Adamy–Jabłonówka–Sokole.
W kolejnym dniu rozpoznanie lotnicze przyniosło informację, że nieprzyjaciel sforsował Bug, a czołowe jego oddziały posuwają się szybko w kierunku zachodnim.
We froncie powstała 25 kilometrowa wyrwa, w którą wtargnęły masy kawalerii bolszewickiej. Dla zamknięcia tej luki dowództwo 6 Armii nie miało już żadnych odwodów prócz tych kilkunastu samolotów we Lwowie.
16 sierpnia wszystkie samoloty III dywizjonu były w powietrzu. Ataki przeprowadzane były systemem pojedynczych samolotów. Maszyny przechodziły do ataku bombami z wysokości 700 – 800 metrów, a następnie ostrzeliwały kolumny nieprzyjaciela z lotu koszącego. Tego dnia dywizjon przeprowadziło 49 lotów szturmowych bez strat własnych.
Rankiem 17 sierpnia wystartowało 19 samolotów. Zadaniem III dywizjonu było wsparcie wojsk własnych w rejonie Busk–Krasne, a także powstrzymywanie kolumn jazdy sowieckiej w marszu na Lwów. Tego dnia działania lotnicze cechowała ogromna determinacja pilotów, a kawaleria Budionnego poniosła bardzo dotkliwe straty. Natarcie sowieckiej 6 Dywizji Kawalerii zostało odparte wyłącznie przy pomocy polskiego lotnictwa.
Łącznie w tym dniu wykonało ono 69 lotów szturmowych.

18 sierpnia pogorszyły się warunki atmosferyczne. Do dyspozycji dowódców eskadr pozostało już tylko 14 samolotów. Pierwsze ataki skierowano na lasy otaczające Zadwórze. Po południu cel ataków lotniczych został przesunięty w okolice Żółtańca, by w tym rejonie przygotować przeciwuderzenie własnej kawalerii.
Był to dzień największego wysiłku bojowego lotników w czasie obrony Lwowa. Przeprowadzono 72 loty bojowe.

O tym, że szarże lotnicze były skuteczne, świadczy przejęta przez polski radiowywiad depesza Budionnego z 18 sierpnia:

W ostatnich dniach nieprzyjaciel w szerokim zakresie zastosował w walce z kawalerją samoloty, w ten sposób kompensując zbyt szczupłe siły. W dniu 16 i 17 sierpnia eskadry nieprzyjaciela w liczbie dochodzącej do 9 samolotów krążyły nad nacierającymi kolumnami konnej armji. Zuchwale zniżając samoloty, nieprzyjaciel ostrzeliwał nasze oddziały i zarzucał je bombami. Wojska atakowane z powietrza nie mniej, niż trzy razy na dzień, mają ogromne straty w ludziach i koniach. W jednej tylko 6 dywizji kawalerji w dn. 17 VIII zabito i raniona przeszło 100 ludzi i 100 koni. Jedno z natarć 6-ej dywizji kaw. odparto wyłącznie za pomocą [sic!] samolotów. Proszę o rozkaz natychmiastowego wysłania do mego rozporządzenia jednej baterji przeciwlotniczej, która by podążała za armją.

Z powodu zagrożenia lotniska w Lewandówce, wieczorem wszystkie eskadry dywizjonu przeleciały na lotniska pod Przemyślem. Odległość od linii frontu spowodowała, że w następnych dniach znacznie ograniczony został udział lotnictwa w walkach. W czasie od 19 do 26 sierpnia załogi dywizjonu wykonały jeszcze 23 loty bojowe.
Ponowne nasilenie walk z jednostkami 1 Armii Konnej nastąpiło na przełomie sierpnia i września podczas bitwy pod Komarowem.
W tym czasie III dywizjon lotniczy dysponował 13 samolotami gotowymi do działań, 16 maszyn było remontowanych, a 5 dalszych znajdowało się w trakcie montażu.
31 sierpnia piloci 15 eskadry wywiadowczej zwalczali oddziały kawalerii sowieckiej w rejonie Cześniki i w okolicach Niewichrowa. Z uwagi na dużą odległość od linii frontu, eskadra urządziła pod Korczowem lotnisko wysunięte. Pozostałe eskadry w dalszym ciągu działały z Lewandówki.
Na początku września 5 eskadrę wywiadowczą wycofano do odwodu Naczelnego Dowództwa i przeniesiono do Przemyśla. Eskadry 6. 7. i 15. zwalczały kawalerię sowiecką w rejonie Hrubieszowa i Uściługa.
We wrześniu dość aktywnie działała 15 eskadra myśliwska. W październiku miała przejść do Rudni, ale ze względu na nieodpowiednie warunki, 8 października eskadra przeniosła się na lotnisko w Zdołbunowie. W październiku wykonała jeszcze 12 lotów bojowych.
7 eskadra myśliwska swoje ostatnie zadanie bojowe podczas wojny polsko-sowieckiej wykonała 23 września, a 6 eskadra wywiadowcza 1 października.
Od północy wojska Budionnego spychała także 3 Armia gen. Władysława Sikorskiego. Sytuacja operacyjna sprawiła, że wchodzący w jej skład, a stacjonujący na lotniskach w rejonie Lublina i Chełma II dywizjon lotniczy z eskadrami: 8., 9. i 14. zaczął współdziałać taktycznie z dywizjonem III.

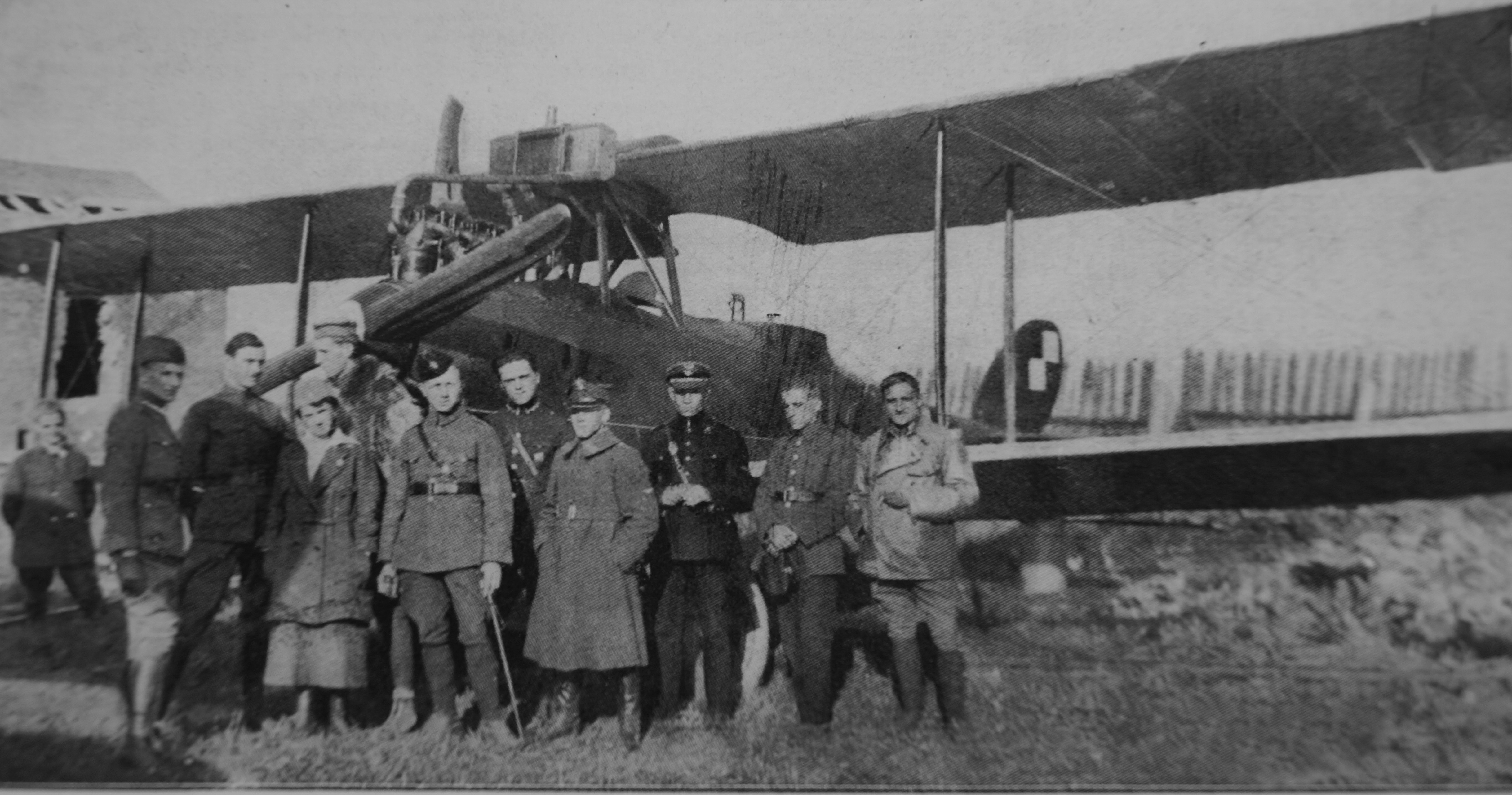
Personel latający 8-ej eskadry we wrześniu 1920 w Chełmie

Już 3 września do Lublina przybyła 8 eskadra wywiadowcza i wykonała loty rozpoznawcze na korzyść grupy gen. Krajowskiego. Następnie przebazowała się do Chełma i zwalczała kawalerię Budionnego w rejonie Zamościa i Uściługa.
Także 9. i 14. eskadry wywiadowcze skutecznie włączyły się do działań. Walki charakteryzowały się dużą manewrowością, a z uwagi na sukcesy wojsk lądowych coraz dłuższym promieniem działania eskadr.
Kolejna intensyfikacja działań lotniczych nastąpiła 22 września. Załogi 14 eskadry wywiadowczej atakowały tabory nieprzyjaciela w Zwiahlu i utrzymywały łączność pomiędzy sztabami oddziałów wojsk lądowych.
W tym czasie eskadry II dywizjonu przeniosły się na lotnisko w Łucku.
W październiku 8. i 9. eskadry wywiadowcze oraz 21 eskadra niszczycielska współpracowały z oddziałami rajdowymi kawalerii polskiej. Dwie pierwsze zapewniały wsparcie lotnicze Korpusowi Kawalerii płk. Rómmla. Obie zostały przesunięte na lotnisko w Korcu i od 5 października rozpoznały obszar przyszłych działań, a zwłaszcza strefę Olewsk–Korosteń–Żytomierz–Berdyczów–Miropol.
8 października korpus płk. Rómmla ruszył na Korosteń. Trzy samoloty 8 eskadry zmusiły, blokujący działania polskich kawalerzystów, sowiecki pociąg pancerny do wycofania się w kierunku południowo-wschodnim.
Następnego dnia rozpoznawano rejony: Zwiahel–Korosteń i Zytomierz–Berdyczów. W tym też dniu utracono łączność z działającym na dużych przestrzeniach korpusem jazdy.
Poszukiwania kawalerzystów trwały kilka dni. Dopiero 12 października skutecznie doręczono rozkazy powstrzymujące ich działania. Tego dnia obie eskadry wzięły udział w zwalczaniu oddziałów nieprzyjaciela blokujących polskiej jeździe drogę powrotu za Słucz. Na tym zakończyły się działania bojowe 8. i 9 eskadry wywiadowczej.

Najdłużej, bo do ostatniego dnia wojny polsko-bolszewickiej, czyli 18 października 1920, działała 21 eskadra niszczycielska. Wspierała ona działania rajdowe 1 Brygady Jazdy prowadzącej zagon kawaleryjski na Nowokonstantynów i Letyczew.

#### Działania eskadr w bitwie nad Niemnem

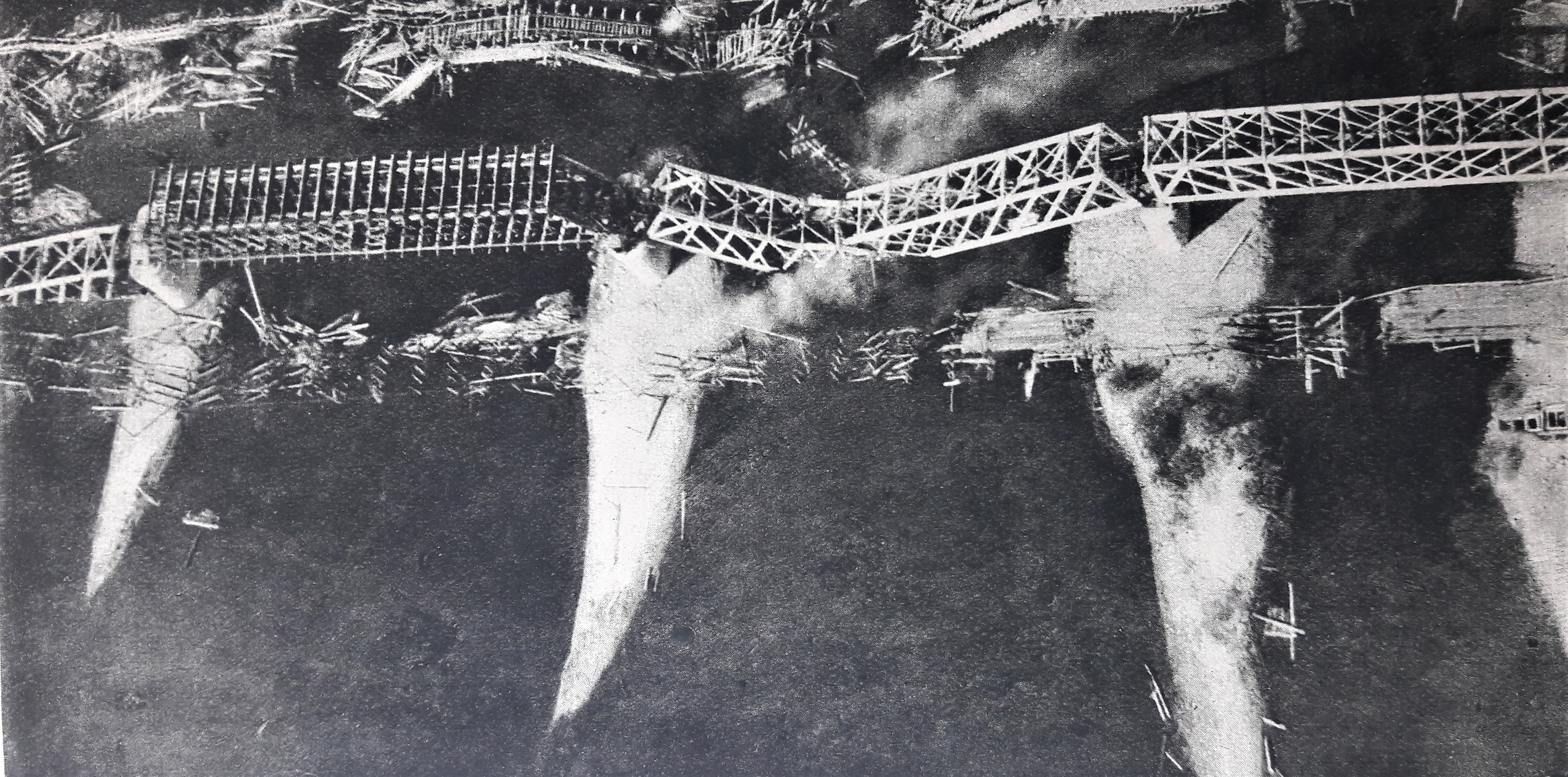
Zniszczone mosty na Niemnie – zdjęcie wykonała 30 IX 1920 załoga kpt. pilot Teofil Dziama i ppor. obs. Michał Blaicher

Zwycięstwa nad Wisłą, Wkrą i Wieprzem, i prowadzone działania pościgowe doprowadziły 2. i 4 Armię nad granicę z Prusami Wschodnimi. Naczelne Dowództwo WP postanowiło zmienić dotychczasowy kierunek natarcia obu związków operacyjnych z północnego na wschodni. 27 sierpnia rozpoczęto przegrupowanie. 2 Armia gen. Edward Rydza- Śmigłego otrzymała rozkaz zajęcia pozycji w rejonie Białegostoku, z odpowiedzialnością za teren na północ od Hajnówki, 4 Armia gen. Leonarda Skierskiego przejścia spod Łomży do rejonu Brześcia nad Bugiem i przejęcia odpowiedzialności za odcinek frontu od Hajnówki do Włodawy.
29 sierpnia podjęto intensywne przygotowania operacji zaczepnej przeciwko wojskom Frontu Zachodniego.
Plan przeprowadzenia operacji zakładał skupienie głównego wysiłku na lewym skrzydle 2 Armii i uderzenie przez Niemen w kierunku na Lidę. 4 armia miała wykonać uderzenie pomocnicze z Polesia w kierunku na Baranowicze.
Do głównych zadań polskiego lotnictwa w przededniu bitwy należało: zlokalizowanie miejsc postoju odwodów Armii Czerwonej oraz liczby i stanu przepraw przez Niemen.
Na stanowisko Szefa Lotnictwa 2 Armii został wyznaczony rtm. pil. Antoni Buckiewicz, a 4 Armii mjr pil. Jerzy Kossowski.
Po reorganizacji, w skład lotnictwa 2 Armii wchodziły: 1., 12. i 16. eskadry wywiadowcze i 13 eskadra myśliwska. Eskadry 1. i 13. rozlokowana została w Dojlidach, a eskadry 12. i 16. w Markowszczyznie.
Na początku września lotnictwo 4 Armii składało się tylko eskadr: 10. i 17. wywiadowczych. 17 eskadra w rejon przyszłych działań dotarła dopiero w połowie miesiąca. 17 września do Białegostoku przybyła też 3 eskadra wywiadowcza, która została przekazana do dyspozycji 4 Armii. Ta ostatnia w czasie przelotu w rejon działania straciła aż trzy samoloty. Dopiero 22 września na front dotarła przeznaczona dla 14 Wielkopolskiej Dywizji Piechoty 19 eskadra myśliwska. Rozlokowana została na lotnisku w Tewli, a działania rozpoczęła już w trakcie bitwy nad Niemnem.
| Podział eskadr lotniczych w bitwie niemeńskiej dow. lotn. GA ppłk pil. Aleksander Serednicki |                                  |
| 2 Armia szef lotn. rtm. pil. Antoni Buckiewicz                                               | 4 Armia mjr pil. Jerzy Kossowski |
| 1 eskadra wywiadowcza                                                                        | 3 eskadra wywiadowcza            |
| 12 eskadra wywiadowcza                                                                       | 10 eskadra wywiadowcza           |
| 13 eskadra myśliwska                                                                         | 17 eskadra wywiadowcza           |
| 16 eskadra wywiadowcza                                                                       | 19 eskadra myśliwska             |

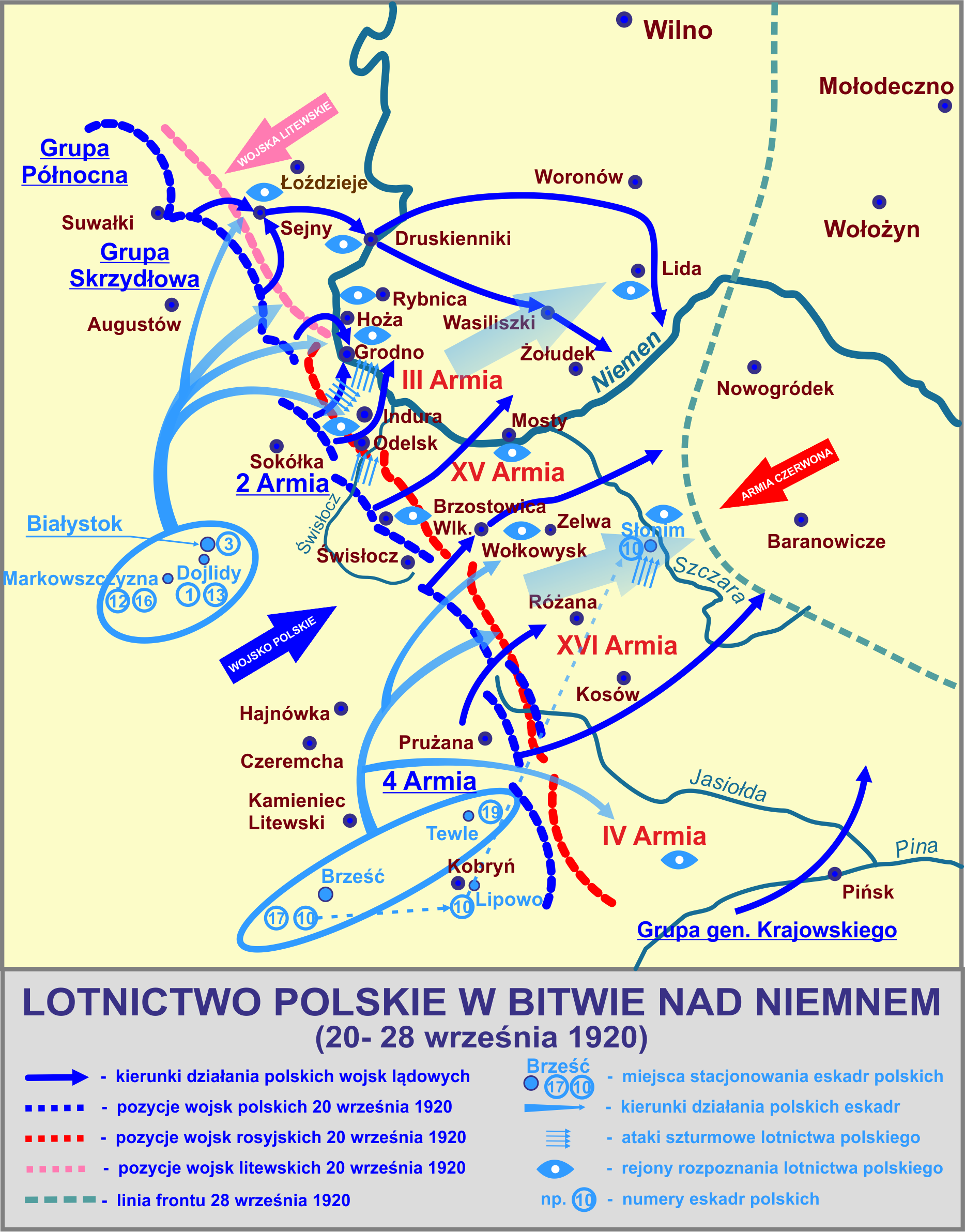

Lotnictwo 2 Armii już od 5 września prowadziło rozpoznanie ugrupowania bojowego nieprzyjaciela. 16 eskadra wywiadowcza prowadziła dalekie rozpoznanie, 13 eskadra myśliwska przede wszystkim wspierała własną piechotę w czasie lokalnych walk nad Świsłoczą i pod Odelskiem, a pozostałe eskadry prowadziły rozpoznanie taktyczne.
Załogi 12 eskadry meldowały o ruchach odwodów i grupowaniu znacznych sił na odcinku Lipsk – Kuźnica – Odelsk. Wykryto sześć sowieckich baterii artylerii. 15 września zlokalizowano lotnisko przeciwnika pod Jaświerzą. Stwierdzono także ruchy wojsk litewskich w rejonie na północny wschód od Lepli i duże zgrupowanie wojsk sowieckich między Odelskiem a Indurą.
W tym czasie na korzyść dowództwa 4 Armii działała tylko 10 eskadra wywiadowcza. W ciągu 10 lotnych dni jednostka wykonała ponad 30 zadań wywiadowczych.
W drugiej połowie września 1. i 12 eskadra rozpoznawała przeprawy sowieckie przez Niemen i Świsłocz. Załogi 16 eskadry rozpoznały stan sowieckich przepraw mostowych na odcinku od Grodna do Mroczy.
21 września rozpoczęła się bitwa nad Niemnem, a dowodzenie operacyjne nad 2. i 4 Armią objął marsz. Józef Piłsudski. Szefem Lotnictwa grupy armii już od 17 września był ppłk pil. Aleksander Serednicki.
Tego dnia eskadry 2 Armii wykonały 21 lotów bojowych, a lotnictwo 4 Armii prowadziło obserwację szos Wołkowysk–Słonim, Prużana–Słonim i Kobryń–Pińsk oraz zwalczało podążające w stronę frontu posiłki wojsk sowieckich. W następnych dniach obszar działania eskadr przenosił się stopniowo na wschód. 24 września załoga 10 eskadry dostarczyła pilne rozkazy na stanowisko dowodzenia Grupy gen. Franciszka Krajowskiego rozlokowane Pniewach koło Janowa. Tego samego dnia szef lotnictwa Kwatery Głównej Naczelnego Wodza ppłk Aleksander Serednicki wykonał lot wywiadowczy na trasie Białystok–Wołkowysk–Moczulino–Wiechotnice–Warejki– Wołkowysk–Wojtkiewicze–Mścigowo–Białystok. Stwierdzono, że oddziały sowieckie, broniące dotychczas Wołkowyska, wycofują się z miasta.
22 września do działań weszła 3 eskadra wywiadowcza. Mimo przydziału do 4 Armii, początkowo wykonała kilka lotów wywiadowczych w pasie działania 2 Armii.
25 września lotnictwo 2 Armii atakowało umocnienia wokół Grodna i wykonywało loty wywiadowcze w trójkącie Słonim–Baranowicze–Grodno.
Następnego dnia oddziały sowieckie rozpoczęły wycofanie z zajmowanych stanowisk nad Niemnem i Świsłoczą. Eskadry wzbraniały bolszewickim saperom palenia i niszczenia mostów na tych rzekach. W kolejnych dniach 13 eskadra zwalczała nieprzyjaciela na przeprawach przez Świsłocz, a 16 eskadra wywiadowcza niszczyła grupy przeprawiające się przez Niemen.
Również lotnictwo 4 Armii wspierało w tym czasie działania pościgowe wojsk lądowych. 25 września do działań weszła stacjonująca w Tewie 19 eskadra myśliwska. Przy próbie nawiązania łączności z 18 pułkiem ułanów w rejonie Izabelina, zestrzelony został ppor. Eugeniusz Guttmejer.
W rejonie Lidy działała 3 eskadra, a załogi 10 eskadry wykonywały loty łącznikowe. W okolicy Wołkowyska nawiązano kontakt z 15 Wielkopolską Dywizją Piechoty i powtórnie z grupą jazdy gen. Krajowskiego. W tym czasie 10 eskadra wywiadowcza operowała już z lotniska Lipowo, a w pierwszych dniach października przebazowała się do Słonimia, a następnie do Baranowicz.
Ostatnie walki

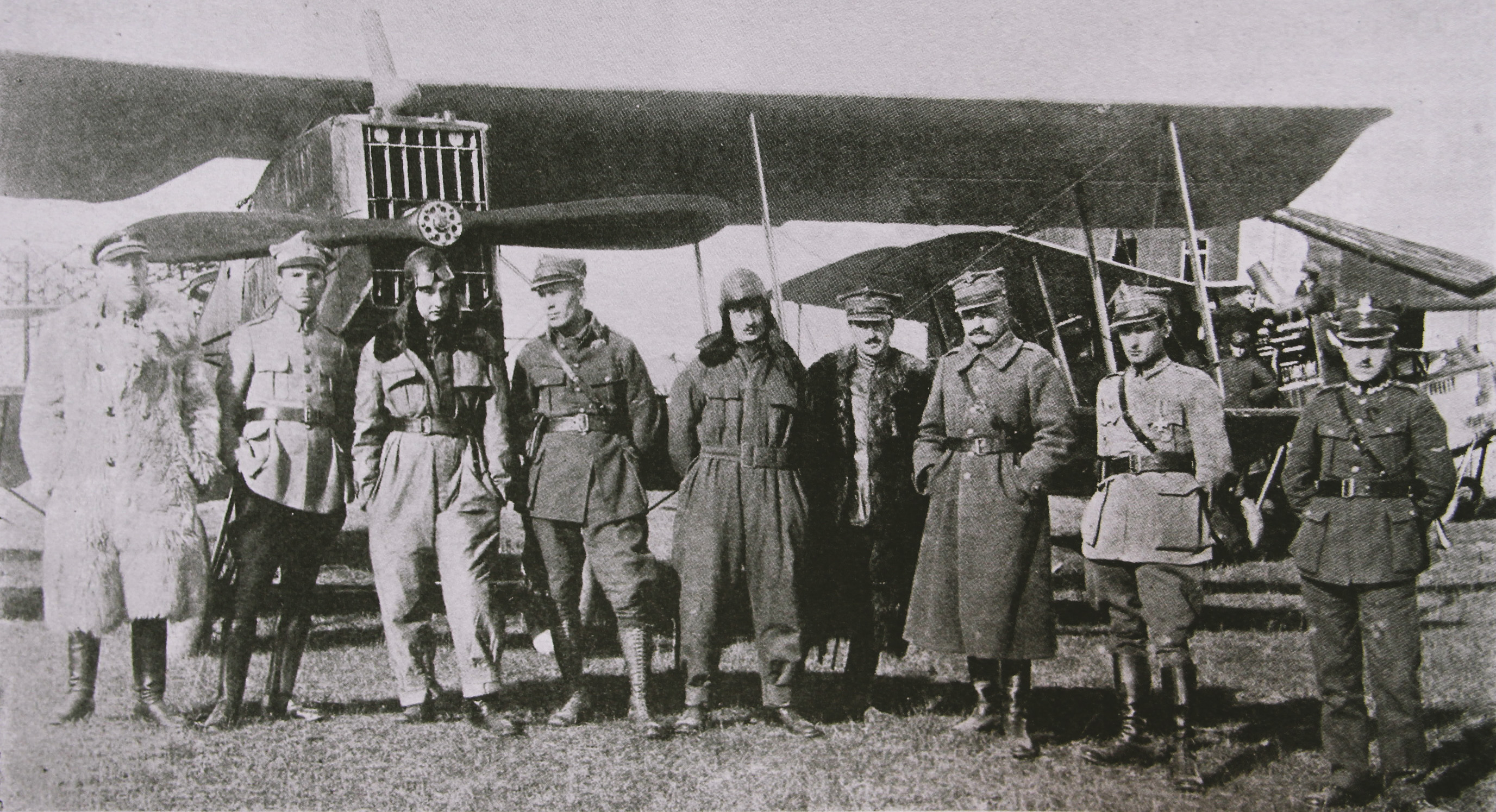
16 eskadra na lotnisku w Lidzie przed „Buntem Wileńskim”, z szefem lotnictwa 2-ej armii rtm. Antonim Buckiewiczem

1 października załoga 16 eskadry por. Dziama i ppor. Romanowski została zaatakowana przez 3 sowieckie myśliwce. Jeden z sowieckich samolotów został trafiony, a polski samolot uniknął zestrzelenia i powrócił na lotnisko. W tym też dniu załoga por. Halewski i por. Makowiecki wykonywała typowy lot rozpoznawczy na trasie Grodno – Lida – Mołodeczno – Dokszyce. W rejonie między Lidą a Mołodecznem zaatakowała bombami pociąg pancerny. Pozbawiona bomb, wracała na lotnisko. W rejonie dworca kolejowego w Mołodecznie, lotnicy rozpoznali pociąg dowództwa Frontu Zachodniego. Atak bombowy był już jednak niemożliwy.
2 października większość eskadr 2 Armii przeniosła się na lotnisko w Lidzie, a wszystkie eskadry 4 Armii z Brześcia, Prużany i Lipowa przebazowały się na lotnisko Piaski pod Słonimiem.
W końcu września na lotnisko w Baranowiczach przybyła eskadra toruńska (nowa 4 eskadra wywiadowcza) i rozpoczęła działania w pasie 4 Armii. Do Baranowicz z lotniska Miedziejski pod Wołkowyskiem przegrupowała się także 3 eskadra wywiadowcza.
W październiku większość eskadr znacząco zmniejszyła swoją aktywność. Jedynie 4 eskadra przeprowadziła w tym miesiącu ponad 30 lotów wywiadowczych i łącznościowych.
13 października zakończyła swój udział w wojnie 19 eskadra myśliwska. Jej trzy samoloty przeleciały nad zdobytym przez jednostki polskie Mińskiem Litewskim. 15 października swe ostatnie loty bojowe wykonały: 3, 12 i 10 eskadry wywiadowcze. 10 eskadra tego dnia wykonała dwa loty łącznościowe.
18 października o 24.00 weszło w życie zawieszenia broni i wszystkie eskadry zakończyły definitywnie działalność bojową na froncie wojny polsko-bolszewickiej.
Dowódca 2 Armii, gen. Edward Rydz-Śmigły w swoim rozkazie napisał: „Szefowi lotnictwa, rotmistrzowi Buckiewiczowi dziękuję za doskonałą, pełną poświęcenia i brawurową pracę eskadr lotniczych: 1., 12., 13. i 16.”.

## Jednostki lotnicze biorące udział w walkach na froncie polsko-bolszewickim
| Grupy lotnicze / dywizjony    |                               |                                                         |                                                                   |                                                   |
| Nazwa grupy/dywizjonu         | Nazwa grupy/dywizjonu         |                                                         |                                                                   | Uwagi                                             |
| I Grupa Lotnicza              | I Grupa Lotnicza              |                                                         |                                                                   | Przemianowana w I dywizjon lotniczy               |
| II Grupa Lotnicza             | II Grupa Lotnicza             |                                                         |                                                                   | Przemianowana w II dywizjon lotniczy              |
| III Grupa lotnicza            | III Grupa lotnicza            |                                                         |                                                                   | Przemianowana w III dywizjon lotniczy             |
| IV Grupa Lotnicza             | IV Grupa Lotnicza             |                                                         |                                                                   | Przemianowana w IV dywizjon lotniczy              |
| V Grupa Lotnicza              | V Grupa Lotnicza              |                                                         |                                                                   | Przemianowana w V dywizjon lotniczy               |
| I Wielkopolska Grupa Lotnicza | I Wielkopolska Grupa Lotnicza |                                                         |                                                                   | Przemianowana w VII dywizjon lotniczy             |
| Eskadry lotnicze              |                               |                                                         |                                                                   |                                                   |
| Godło                         | Nazwa eskadry                 | Podporządkowanie                                        | Podporządkowanie                                                  | Uwagi                                             |
| Godło                         | Nazwa eskadry                 | Organizacyjne                                           | Taktyczne                                                         | Uwagi                                             |
|                               | 1 eskadra wywiadowcza         | I dywizjon lotniczy IV dywizjon lotniczy                | 2 A (wyp. kij.) 5 A (bit.warsz.) 2 A (bit.niem.)                  | Uzupełniona 582 eskadrą francuską                 |
|                               | 2 eskadra wywiadowcza         |                                                         | 3 A (22 VII) 2 A (bit.warsz. i niem.) odwód (bit.niem.)?          |                                                   |
|                               | 3 eskadra wywiadowcza         | V dywizjon lotniczy                                     | 2 A (wyp. kij.) 3 A (22 VII) 4 A (bit.warsz.i niem.)              |                                                   |
|                               | 4 eskadra wywiadowcza         | I dywizjon lotniczy IV dywizjon lotniczy                |                                                                   | Wcielona do Szkoły Obserwatorów, eskadra toruńska |
|                               | 5 eskadra wywiadowcza         | III dywizjon lotniczy II dywizjon lotniczy              | 6 A (22 VII) (bit.warsz.) odwód (bit.niem.)                       |                                                   |
|                               | 6 eskadra wywiadowcza         | III dywizjon lotniczy II dywizjon lotniczy              | 6 A (22 VII) (bit.warsz.i niem.)                                  | lwowska                                           |
|                               | 7 eskadra myśliwska           | III dywizjon lotniczy V dywizjon lotniczy               | 2 A (wyp. kij. do 4 VIII) 6 A (od 4 VIII) 6 A (bit.warsz.i niem.) | Eskadra kościuszkowska                            |
|                               | 8 eskadra wywiadowcza         | I dywizjon lotniczy II dywizjon lotniczy                | 1 A (bit.warsz.) 3 A (bit.niem.)                                  |                                                   |
|                               | 9 eskadra wywiadowcza         | II dywizjon lotniczy                                    | 2 A (wyp. kij.) 1 A (bit.warsz.) 3 A (bit.niem.)                  |                                                   |
|                               | 10 eskadra wywiadowcza        | VII dywizjon lotniczy (od IV 1920)                      | 4 A (V 1920) (bit.warsz.i niem.)                                  | Uprzednio IAOWP w Rosji                           |
|                               | 11 eskadra wywiadowcza        | IV dywizjon lotniczy                                    | odwód (bit.niem.)                                                 |                                                   |
|                               | 12 eskadra wywiadowcza        | VII dywizjon lotniczy (od IV 1920)                      | 4 A (V 1920) 5 A (bit.warsz.)                                     | ex I wielkopolska                                 |
|                               | 13 eskadra myśliwska          | VII dywizjon lotniczy (od IV 1920)                      | 4 A (V 1920) 5 A (bit.warsz.) 2 A (bit.niem.)                     | ex II wielkopolska                                |
|                               | 14 eskadra wywiadowcza        | II dywizjon lotniczy VII dywizjon lotniczy (od IV 1920) | 4 A (V 1920) 2 A (bit.warsz.) 3 A (bit.niem.)                     | ex III wielkopolska                               |
|                               | 15 eskadra myśliwska          | III dywizjon lotniczy II dywizjon lotniczy (od V 1920)  | 4 A (bit.warsz.)? 6 A (bit.niem.)                                 | ex IV wielkopolska                                |
|                               | 16 eskadra wywiadowcza        | V dywizjon lotniczy                                     | 2 A (wyp. kij.) odwód (bit.warsz.) 2 A (bit.niem.)                | z 39 eskadry francuskiej                          |
|                               | 17 eskadra wywiadowcza        | II dywizjon lotniczy                                    | 2 A (do 4 VIII) Front Płd-Wsch (od 4 VIII) 4 A (bit.niem.)        | z 59 eskadry francuskiej                          |
|                               | 18 eskadra wywiadowcza        | IV dywizjon lotniczy                                    | odwód (bit.niem.)                                                 | z 580 eskadry francuskiej                         |
|                               | 19 eskadra myśliwska          | VII dywizjon lotniczy (od IV 1920)                      | 4 A (V 1920) odwód (bit.warsz.) 4 A (bit.niem.)                   | ze 162 eskadry francuskiej                        |
|                               | 21 eskadra niszczycielska     | II dywizjon lotniczy (od V 1920)                        | 2 A (do 4 VIII) 3 A (od 4 VIII) odwód (bit.niem.)                 |                                                   |

## Samoloty będące na wyposażeniu polskich eskadr lotniczych
| Nazwa                        | Kraj produkcji       | Zdjęcie | Typ                                     | Załoga | Uzbrojenie                                                             | Użytkownicy w WP                                                                |
| ---------------------------- | -------------------- | ------- | --------------------------------------- | ------ | ---------------------------------------------------------------------- | ------------------------------------------------------------------------------- |
| AEG C.IV                     | Cesarstwo Niemieckie |         | samolot rozpoznawczy, lekki bombowiec   | 2      | 2 karabiny maszynowe oraz 300 kg bomb                                  | 5. i 8. eskadra wywiadowcza, 21. eskadra niszczycielska                         |
| Airco DH.9                   | Wielka Brytania      |         | samolot rozpoznawczy, bombowy           | 2      | 1 karabin maszynowy pilota, 2 km strzelca oraz 210–300 kg bomb         | 5. i 6. eskadra wywiadowcza                                                     |
| Albatros B.II                | Cesarstwo Niemieckie |         | samolot rozpoznawczy                    | 2      | brak                                                                   | 1. i 15. eskadra wywiadowcza                                                    |
| Albatros C.I                 | Cesarstwo Niemieckie |         | samolot rozpoznawczy                    | 2      | 1 karabin maszynowy strzelca oraz 100 kg bomb                          | 2., 3., 5., 6., 9., 14. eskadra wywiadowcza oraz 18. eskadra myśliwska          |
| Albatros C.III               | Cesarstwo Niemieckie |         | samolot rozpoznawczy, bombowy           | 2      | 1 karabin maszynowy pilota, 1 km strzelca oraz 91 kg bomb              | 1., 2., 4., 7. i 8. eskadra wywiadowcza                                         |
| Albatros C.V                 | Cesarstwo Niemieckie |         | samolot rozpoznawczy                    | 2      | 1 karabin maszynowy strzelca oraz 180 kg bomb                          | 1. i 2. eskadra wywiadowcza                                                     |
| Albatros C.VII               | Cesarstwo Niemieckie |         | samolot rozpoznawczy                    | 2      | 1 karabin maszynowy pilota, 1 km strzelca oraz 90 kg bomb              | 3., 4., 5., 6. i 14. eskadra wywiadowcza                                        |
| Albatros C.X                 | Cesarstwo Niemieckie |         | samolot rozpoznawczy, bombowy           | 2      | 1 karabin maszynowy pilota, 1 km strzelca oraz 80 kg bomb              | 12. eskadra wywiadowcza                                                         |
| Albatros C.XV                | Cesarstwo Niemieckie |         | samolot rozpoznawczy                    | 2      | 1 karabin maszynowy pilota, 1 km strzelca oraz 100 kg bomb             | 8., 12., 14. i 16. eskadra wywiadowcza oraz 21. eskadra niszczycielska          |
| Albatros C.XII               | Cesarstwo Niemieckie |         | samolot rozpoznawczy                    | 2      | 2 karabiny maszynowe oraz 100 kg bomb                                  | 1, 2., 3. i 4. eskadra wywiadowcza                                              |
| Albatros D.II                | Cesarstwo Niemieckie |         | samolot myśliwski                       | 1      | 2 karabiny maszynowe                                                   | 8. eskadra wywiadowcza                                                          |
| Albatros D.III (Oef)         | Austro-Węgry         |         | samolot myśliwski                       | 1      | 2 karabiny maszynowe                                                   | 7., 13. i 15. eskadra myśliwska                                                 |
| Albatros D.V                 | Cesarstwo Niemieckie |         | samolot myśliwski                       | 1      | 2 karabiny maszynowe                                                   | 3., 5., 8., 8. oraz 12. eskadra wywiadowcza                                     |
| Albatros J.I                 | Cesarstwo Niemieckie |         | samolot piechoty                        | 2      | 2 karabiny maszynowe pilota, 1 km strzelca                             | 8. eskadra wywiadowcza                                                          |
| Anatra Anasal                | Imperium Rosyjskie   |         | samolot rozpoznawczy                    | 2      | 1 karabin maszynowy oraz 30 kg bomb                                    | 1. i 10. eskadra wywiadowcza                                                    |
| Ansaldo A.1 Balilla          | Włochy               |         | samolot myśliwski                       | 1      | 2 karabiny maszynowe                                                   | 7 eskadra myśliwska                                                             |
| Ansaldo SVA.5                | Włochy               |         | samolot rozpoznawczy                    | 1      | 2 karabiny maszynowe                                                   | 7 eskadra myśliwska                                                             |
| Ansaldo SVA-9                | Włochy               |         | samolot rozpoznawczy, bombowy           | 2      | 1 karabin maszynowy pilota, 1 km strzelca oraz 90 kg bomb              | 12. eskadra wywiadowcza                                                         |
| Breguet 14                   | Francja              |         | samolot rozpoznawczy, lekki bombowiec   | 2      | 1 karabin maszynowy pilota, 1 lub 2 km-y strzelca oraz 256–300 kg bomb | 1., 3., 4., 10., 16. i 17. eskadra wywiadowcza                                  |
| Bristol F.2 Fighter          | Wielka Brytania      |         | samolot myśliwski                       | 2      | 1 karabin maszynowy pilota oraz 2 km-y strzelca                        | 1., 9. i 10. eskadra wywiadowcza                                                |
| DFW C.IV                     | Cesarstwo Niemieckie |         | samolot rozpoznawczy                    | 2      | 1 karabin maszynowy pilota, 1 km strzelca                              | 6. eskadra wywiadowcza                                                          |
| DFW C.V                      | Cesarstwo Niemieckie |         | samolot rozpoznawczy, bombowy           | 2      | 1 karabin maszynowy pilota, 1 km strzelca oraz 100 kg bomb             | 4., 5., 6., 8., 11., 12., 14. i 16. eskadra wywiadowcza, 2 eskadra wielkopolska |
| Fokker D.VII                 | Cesarstwo Niemieckie |         | samolot myśliwski                       | 1      | 2 karabiny maszynowe                                                   | 13. i 15. eskadra myśliwska, 6. eskadra wywiadowcza                             |
| Fokker D.VIII                | Cesarstwo Niemieckie |         | samolot myśliwski                       | 1      | 2 karabiny maszynowe                                                   | 7. eskadra myśliwska                                                            |
| Friedrichshafen G.III        | Cesarstwo Niemieckie |         | samolot bombowy                         | 3      | 3 karabiny maszynowe oraz 900 kg bomb                                  | 6. eskadra wywiadowcza i 21. eskadra niszczycielska                             |
| Gotha G.IV                   | Cesarstwo Niemieckie |         | samolot bombowy                         | 3      | 2 karabiny maszynowe oraz 300–500 kg bomb                              | 21. eskadra niszczycielska                                                      |
| Halberstadt CL.II            | Cesarstwo Niemieckie |         | samolot myśliwski                       | 2      | 1 lub 2 karabiny maszynowe pilota, 1 km strzelca                       | 8. i 14. eskadra wywiadowcza                                                    |
| Halberstadt CL.IV            | Cesarstwo Niemieckie |         | samolot myśliwski                       | 2      | 1 karabin maszynowy pilota, 1 km strzelca                              | 2. i 14. eskadra wywiadowcza                                                    |
| Hannover CL.II               | Cesarstwo Niemieckie |         | samolot myśliwski                       | 2      | 1 karabin maszynowy pilota, 1 km strzelca                              | 2., 4., 5., 6., 8., 11., 12., 14. i 17. eskadra wywiadowcza                     |
| Hannover CL.V                | Cesarstwo Niemieckie |         | samolot myśliwski                       | 2      | 2 karabiny maszynowe pilota, 1 km strzelca                             | 9. i 12. eskadra wywiadowcza                                                    |
| Hansa-Brandenburg C.I        | Cesarstwo Niemieckie |         | samolot rozpoznawczy                    | 2      | 1 karabin maszynowy pilota, 1 km strzelca oraz 100 kg bomb             | 5., 6., 8. i 16. eskadra wywiadowcza                                            |
| Lloyd C.IV                   | Austro-Węgry         |         | samolot rozpoznawczy                    | 2      | brak                                                                   | 3. eskadra lotnicza bojowa                                                      |
| Lloyd C.V                    | Austro-Węgry         |         | samolot rozpoznawczy                    | 2      | 1 karabin maszynowy strzelca oraz 90 kg bomb                           | 2. eskadra wywiadowcza                                                          |
| LVG C.II                     | Cesarstwo Niemieckie |         | samolot rozpoznawczy                    | 2      | 1 karabin maszynowy pilota, 1 km strzelca oraz 60 kg bomb              | 12. eskadra wywiadowcza                                                         |
| LVG C.V                      | Cesarstwo Niemieckie |         | samolot rozpoznawczy, bombowy           | 2      | 1 karabin maszynowy pilota, 1 km strzelca oraz 115 kg bomb             | 4., 6., 8., 12. i 14. eskadra wywiadowcza                                       |
| LVG C.VI                     | Cesarstwo Niemieckie |         | samolot rozpoznawczy, lekki bombowiec   | 2      | 1 karabin maszynowy pilota, 1 km strzelca oraz 90 kg bomb              | 6., 8., 12. i 14. eskadra wywiadowcza                                           |
| Roland CL.II                 | Cesarstwo Niemieckie |         | samolot myśliwski, samolot rozpoznawczy | 2      | 1 karabin maszynowy pilota, 1 km strzelca                              | 2., 4., 5., 6., 8., 11., 12., 14. i 17. eskadra wywiadowcza                     |
| Nieuport 17                  | Francja              |         | samolot myśliwski                       | 1      | 1 karabin maszynowy                                                    | I Dywizjon Lotniczy                                                             |
| Nieuport 23                  | Francja              |         | samolot myśliwski                       | 1      | 1 karabin maszynowy                                                    | 1. eskadra wywiadowcza                                                          |
| Nieuport 24                  | Francja              |         | samolot myśliwski                       | 1      | 1 karabin maszynowy                                                    | 1., 2., 4., 5., 6., 8. i 14. eskadra wywiadowcza                                |
| Oeffag C.I                   | Austro-Węgry         |         | samolot rozpoznawczy                    | 2      | brak                                                                   | 3. eskadra lotnicza bojowa                                                      |
| Oeffag C.II                  | Austro-Węgry         |         | samolot rozpoznawczy                    | 2      | 1 karabin maszynowy strzelca oraz 40 kg bomb                           | 5., 6., 9. i 12. eskadra wywiadowcza                                            |
| Royal Aircraft Factory S.E.5 | Wielka Brytania      |         | samolot myśliwski                       | 1      | 2 karabiny maszynowe                                                   | 7 eskadra myśliwska                                                             |
| Rumpler C.I                  | Cesarstwo Niemieckie |         | samolot rozpoznawczy, lekki bombowiec   | 2      | 1 karabin maszynowy strzelca oraz 100 kg bomb                          | 2., 5., 6., 8., 12. i 14. eskadra wywiadowcza                                   |
| Rumpler C.IV                 | Cesarstwo Niemieckie |         | samolot rozpoznawczy                    | 2      | 1 karabin maszynowy pilota, 1 km strzelca oraz 100 kg bomb             | 5. eskadra wywiadowcza                                                          |
| Rumpler C.VII                | Cesarstwo Niemieckie |         | samolot rozpoznawczy                    | 2      | 1 karabin maszynowy strzelca                                           | 2., 8. eskadra wywiadowcza                                                      |
| Rumpler C.VIII               | Cesarstwo Niemieckie |         | samolot rozpoznawczy                    | 2      | 1 karabin maszynowy pilota, 1 km strzelca oraz 50 kg bomb              | 9., 12. eskadra wywiadowcza                                                     |
| Salmson 2                    | Francja              |         | samolot rozpoznawczy, bombowy           | 2      | 1 karabin maszynowy pilota, 2 km-y strzelca oraz 160 kg bomb           | 580., 581., 582. eskadra salmsonów, 1., 11. i 18. eskadra wywiadowcza           |
| Sopwith Camel                | Wielka Brytania      |         | samolot myśliwski                       | 1      | 2 karabiny maszynowe                                                   | 7 eskadra myśliwska                                                             |
| Sopwith Dolphin              | Wielka Brytania      |         | samolot myśliwski                       | 1      | 2 karabiny maszynowe                                                   | 19 eskadra myśliwska                                                            |
| SPAD S.VII                   | Francja              |         | samolot myśliwski                       | 1      | 1 karabin maszynowy                                                    | 7. i 19. eskadra myśliwska                                                      |
| SPAD S.XIII                  | Francja              |         | samolot myśliwski                       | 1      | 2 karabiny maszynowe                                                   | 19. i 18. eskadra myśliwska, 1. i 14. eskadra wywiadowcza                       |

## Polscy lotnicy okresu wojny polsko-bolszewickiej
| \| Stopień \| Nazwisko i imię \| Zdjęcie \| Stanowisko \| \| ------------------ \| --------------------- \| ------- \| ------------------------------------------------------------------------------------------------------------------------------------------------------ \| \| kapitan pilot \| Bastyr Stefan \| \| dowódca III dywizjonu lotniczego \| \| major pilot \| Serednicki Aleksander \| \| dowódca I grupy lotniczej szef lotnictwa 1 Armii szef lotnictwa KG NW \| \| kapitan pilot \| Perini Camillo \| \| dowódca II dywizjonu lotniczego szef lotnictwa Frontu Ukraińskiego szef lotnictwa 6 Armii \| \| kapitan pilot \| Słoniewski Julian \| \| dowódca IV grupy lotniczej \| \| major pilot \| Faunt de Roy Cedric \| \| dowódca III dywizjonu lotniczego szef lotnictwa 6 Armii \| \| major pilot \| Rayski Ludomir \| \| dowódca III dywizjonu lotniczego \| \| major pilot \| Kossowski Jerzy \| \| dowódca V dywizjonu lotniczego szef lotnictwa 3 Armii szef lotnictwa 4 Armii \| \| major pilot \| Abżółtowski Sergiusz \| \| szef lotnictwa Frontu Środkowego \| \| rotmistrz pilot \| Buckiewicz Antoni \| \| dowódca IV grupy lotniczej dowódca VII dywizjonu lotniczego szef lotnictwa Frontu Litewsko-Białoruskiego szef lotnictwa 5 Armii szef lotnictwa 2 Armii \| \| kapitan pilot \| Iwaszkiewicz Wacław \| \| szef lotnictwa 4 Armii \| \| podpułkownik pilot \| Grochowalski Tadeusz \| \| dowódca I grupy wielkopolskiej szef lotnictwa Frontu Wielkopolskiego \| \| podpułkownik pilot \| Krzyczkowski Marek \| \| dowódca I grupy wielkopolskiej \| \| porucznik pilot \| Borejsza Jerzy \| \| dowódca IV grupy lotniczej \| \| major pilot \| Niżewski Piotr \| \| szef lotnictwa 1 Armii dowódca dywizjonu rezerwowego \| \| major pilot \| Narkiewicz Waldemar \| \| dowódca I grupy lotniczej szef lotnictwa Frontu Litewsko-Białoruskiego szef lotnictwa 7 Armii szef lotnictwa 3 Armii \| \| porucznik pilot \| Jurkiewicz Artur \| \| dowódca IV dywizjonu lotniczego szef lotnictwa 1 Armii \| |                       |         | |
| Stopień | Nazwisko i imię       | Zdjęcie | Stanowisko |
| kapitan pilot | Bastyr Stefan         |         | dowódca III dywizjonu lotniczego |
| major pilot | Serednicki Aleksander |         | dowódca I grupy lotniczej szef lotnictwa 1 Armii szef lotnictwa KG NW                                                                                  |
| kapitan pilot | Perini Camillo        |         | dowódca II dywizjonu lotniczego szef lotnictwa Frontu Ukraińskiego szef lotnictwa 6 Armii                                                              |
| kapitan pilot | Słoniewski Julian     |         | dowódca IV grupy lotniczej |
| major pilot | Faunt de Roy Cedric   |         | dowódca III dywizjonu lotniczego szef lotnictwa 6 Armii                                                                                                |
| major pilot | Rayski Ludomir        |         | dowódca III dywizjonu lotniczego |
| major pilot | Kossowski Jerzy       |         | dowódca V dywizjonu lotniczego szef lotnictwa 3 Armii szef lotnictwa 4 Armii                                                                           |
| major pilot | Abżółtowski Sergiusz  |         | szef lotnictwa Frontu Środkowego |
| rotmistrz pilot | Buckiewicz Antoni     |         | dowódca IV grupy lotniczej dowódca VII dywizjonu lotniczego szef lotnictwa Frontu Litewsko-Białoruskiego szef lotnictwa 5 Armii szef lotnictwa 2 Armii |
| kapitan pilot | Iwaszkiewicz Wacław   |         | szef lotnictwa 4 Armii |
| podpułkownik pilot | Grochowalski Tadeusz  |         | dowódca I grupy wielkopolskiej szef lotnictwa Frontu Wielkopolskiego                                                                                   |
| podpułkownik pilot | Krzyczkowski Marek    |         | dowódca I grupy wielkopolskiej |
| porucznik pilot | Borejsza Jerzy        |         | dowódca IV grupy lotniczej |
| major pilot | Niżewski Piotr        |         | szef lotnictwa 1 Armii dowódca dywizjonu rezerwowego                                                                                                   |
| major pilot | Narkiewicz Waldemar   |         | dowódca I grupy lotniczej szef lotnictwa Frontu Litewsko-Białoruskiego szef lotnictwa 7 Armii szef lotnictwa 3 Armii                                   |
| porucznik pilot | Jurkiewicz Artur      |         | dowódca IV dywizjonu lotniczego szef lotnictwa 1 Armii                                                                                                 |

| \| Stopień \| Nazwisko i imię \| Jednostka organizacyjna \| Ordery i odznaczenia \| Ordery i odznaczenia \| Polowe Odznaki \| Polowe Odznaki \| \| Stopień \| Nazwisko i imię \| Jednostka organizacyjna \| Order Virtuti Militari \| Krzyż Walecznych \| Pilota \| Obserwatora \| \| ---------------------------------- \| --------------------------------- \| ----------------------------- \| ---------------------- \| -------------------- \| -------------- \| -------------- \| \| płk dypl.pil. \| Abżółtowski Sergiusz \| Dowództwo Lotnictwa Polowego \| \| KW \| OP \| \| \| sierż. pil. \| Adamowicz Jan \| \| \| \| OP \| \| \| st.szer. w. aer. \| Adamski Franciszek \| \| \| KW \| \| \| \| kpt. pil. \| Aleksandrowicz Czesław \| 1 eskadra wywiadowcza \| \| \| OP \| \| \| kpt. pil. \| Antonowicz Tadeusz \| 1 eskadra wywiadowcza \| \| KW \| \| OO \| \| kpt. pil. \| Babiński Zbigniew \| 1 eskadra wywiadowcza \| \| \| OP \| \| \| sierż.w aer. \| Baranowski Piotr \| \| \| KW \| \| \| \| ppor. pil. \| Barcikowski Janusz \| \| \| KW \| \| \| \| ppor. pil. inż. \| Bartel Ryszard \| \| \| \| OP \| \| \| ppor. pil. \| Bartkowiak Antoni \| 15 eskadra myśliwska \| VM \| KW \| OP \| \| \| sierżant pilot \| Bartkowiak Władysław \| 14 eskadra wywiadowcza \| VM \| KW \| OP \| \| \| kapitan pilot \| Bastyr Stefan \| III grupa lotnicza \| VM \| KW \| OP \| \| \| pułkownik pilot obserwator \| Beaurain (de) Janusz \| lwowska grupa lotnicza \| VM \| KW \| \| OO \| \| plutonowy w. aero. \| Bekas Feliks \| \| \| KW \| \| \| \| major obserwator \| Belina-Brzozowski Kazimierz \| 2 eskadra wywiadowcza \| VM \| KW \| \| OO \| \| porucznik obserwator \| Bem Zygmunt \| \| \| \| \| OO \| \| kapitan pilot \| Berezowski Stefan \| 1 eskadra wywiadowcza \| \| \| OP \| OO \| \| podchorąży pilot \| Białogrodzki Maksymilian \| \| \| \| OP \| \| \| porucznik pilot \| Biały Wojciech \| \| \| KW \| OP \| \| \| sierżant pilot \| Biel Karol \| 10 eskadra wywiadowcza \| VM \| \| OP \| \| \| podpułkownik obserwator \| Bielawski Władysław \| \| VM \| \| \| \| \| porucznik pilot \| Bieniawski Zbigniew \| \| \| \| OP \| \| \| podchorąży obserwator \| Bierzyński Tomasz \| 2 eskadra wywiadowcza \| \| \| \| OO \| \| podporucznik obserwator \| Bilażewski Zdzisław Karol T. \| 15 eskadra myśliwska \| VM nr 8108 \| KW \| \| OO \| \| major pilot ster. \| Bilek Sławomir \| \| \| KW \| \| \| \| podporucznik obserwator \| Bińkowski Adam \| \| VM \| \| \| OO \| \| porucznik obserwator \| Blaicher Michał \| \| \| KW \| \| OO \| \| podporucznik obserwator \| Błaszkiewicz Feliks \| 6 eskadra lotnicza \| VM \| \| \| OO \| \| kapitan pilot \| Błażyński Alojzy \| 12 eskadra wywiadowcza \| VM \| KW \| OP \| \| \| porucznik obserwator \| Błysk-Wilski Bohdan \| \| \| KW \| OP \| \| \| podchorąży obserwator \| Bochenek Michał \| 2 eskadra wywiadowcza \| \| \| \| OO \| \| kapitan dypl. obserwator \| Bohuszewicz Władysław \| 9 eskadra wywiadowcza \| VM nr 8111 \| \| \| OO \| \| pułkownik pilot \| Borejsza Jerzy \| 7 eskadra myśliwska \| VM \| \| OP \| \| \| kapitan obserwator \| Borowy Henryk \| \| \| KW \| \| OO \| \| kapitan obserwator \| Borowy Stanisław \| \| \| KW \| \| OO \| \| podporucznik obserwator \| Braun Kazimierz \| 5 eskadra wywiadowcza \| VM \| \| \| OO \| \| podporucznik pilot \| Brygiewicz Stefan \| \| \| \| OP \| \| \| kapitan pilot ster. \| Brückner Karol \| \| \| KW \| OP \| \| \| major obserwator \| Kazimierz Brzozowski \| 2 eskadra lotnicza \| VM \| \| \| \| \| pułkownik pilot \| Buckiewicz Antoni \| I grupa lotnicza wielkopolska \| VM \| \| OP \| \| \| podchorąży obserwator \| Bula Włodzimierz \| \| \| KW \| \| \| \| major pilot \| Burhardt Marian \| \| \| KW \| \| \| \| podporucznik pilot \| Burzyński Kazimierz \| 12 eskadra wywiadowcza \| VM \| KW \| OP \| \| \| porucznik obserwator \| Butkiewicz Bohdan \| \| \| KW \| \| OO \| \| plutonowy w. aero. \| Bykowski Wincenty \| \| \| KW \| \| \| \| chorąży pilot \| Cygasek Józef \| \| \| KW \| OP \| \| \| podporucznik pilot \| Chess Elliot Wiliam \| 7 eskadra myśliwska \| VM \| \| OP \| \| \| kapitan pilot \| Choiński Aleksander \| 1. i 8 eskadra wywiadowcza \| VM nr 1552 \| KW \| OP \| \| \| major pilot inż. \| Chramiec Andrzej \| 5 eskadra lotnicza \| VM \| KW \| OP \| \| \| kapitan pilot \| Chlupka Karol \| \| \| KW \| OP \| \| \| podchorąży obserwator \| Ciechoński Władysław \| 16 eskadra lotnicza \| VM \| \| OP \| \| \| kapitan pilot \| Ciecierski Stefan \| \| \| \| OP \| \| \| porucznik pilot \| Clark H. Carl \| 7 eskadra myśliwska \| VM \| \| OP \| \| \| podpułkownik pilot \| Cooper Merian Caldwell \| 7 eskadra myśliwska \| VM \| KW \| OP \| \| \| kapitan pilot \| Corsi Edward \| 7 eskadra myśliwska \| VM \| KW \| OP \| \| \| major pilot \| Crawford George Marter \| 7 eskadra myśliwska \| VM \| KW \| OP \| \| \| kapral w. aero. \| Czarnecki \| \| \| KW \| \| \| \| porucznik pilot \| Czerniak Zygmunt \| \| \| KW \| OP \| \| \| porucznik obserwator \| Czerwiński Stanisław \| \| \| KW \| \| OO \| \| podchorąży pilot \| Daniel Wiktor \| \| \| KW \| \| \| \| kapitan obserwator \| Daszewski Stanisław \| V dywizjon lotniczy \| VM \| KW \| \| OO \| \| sierżant w. aero. \| Dąbrowski Alojzy \| \| \| KW \| \| \| \| sierżant pilot \| Dąbrowski Józef \| 16 eskadra lotnicza \| VM \| KW \| OP \| \| \| chorąży pilot \| Dittmer Władysław \| 4 eskadra wywiadowcza \| VM \| \| OP \| \| \| porucznik pilot bal. \| Dobroczyński Tadeusz \| \| \| KW \| \| \| \| urzędnik wojskowy \| Dobrzyński Leopold \| \| \| KW \| \| \| \| podpułkownik pilot \| Domes Augustyn \| 1 eskadra wywiadowcza \| VM \| KW \| OP \| \| \| porucznik pilot ster. \| Dratwa Czesław \| \| \| KW \| \| \| \| kapitan pilot \| Dubrowski Adolf \| \| \| \| OP \| \| \| major pilot \| Dziama Teofil Bogumił \| 16 eskadra wywiadowcza \| VM \| KW \| OP \| \| \| kapitan pilot \| Dziembowski Adam Jerzy \| 15 eskadra myśliwska \| VM \| KW \| OP \| \| \| porucznik obserwator \| Dzierzgowski Michał II \| 14 eskadra wywiadowcza \| VM \| \| \| OO \| \| kapitan obserwator \| Dzierzgowski Tadeusz \| 13 eskadra wywiadowcza \| VM \| \| \| OO \| \| kapitan obserwator \| Fabjan Bronisław (Fabian) \| 6 eskadra wywiadowcza \| VM \| KW \| \| OO \| \| pułkownik pilot \| Faunt le Roy Cedric Erald \| 7 eskadra myśliwska \| VM \| KW \| OP \| \| \| porucznik pilot \| Filipiak Władysław \| 13 eskadra wywiadowcza \| VM \| KW \| OP \| \| \| podpułkownik obserwator inż. \| Filipowicz Czesław \| 21 eskadra niszczycielska \| VM \| KW \| \| OO \| \| major obserwator \| Friser Karol \| II dywizjon lotniczy \| VM \| KW \| \| OO \| \| porucznik pilot bal. \| Gajewski Władysław \| \| \| KW \| \| \| \| porucznik pilot \| Gallus Bolesław \| 1 eskadra wywiadowcza \| VM \| KW \| OP \| \| \| major pilot \| Garbiński Jerzy \| \| \| KW \| \| \| \| podporucznik pilot \| Garsztka Mieczysław \| 7 eskadra myśliwska \| VM \| \| OP \| \| \| rotmistrz obserwator dr \| Gaszyn Kazimierz (Szmidt) \| \| \| \| \| OO \| \| kapitan pilot \| Gedgowd Ignacy \| 10 eskadra wywiadowcza \| VM \| \| OP \| \| \| podpułkownik pilot \| Gilewicz Juliusz \| 5 eskadra wywiadowcza \| VM \| KW \| OP \| \| \| kapitan obserwator inż. \| Gizaczyński Henryk \| \| \| KW \| \| OO \| \| porucznik w. aero. \| Glinka Zygmunt \| \| \| KW \| \| \| \| porucznik obserwator \| Godlewski Zbigniew \| \| \| KW \| \| OO \| \| kapitan pilot \| Gogoliński Stanisław \| 1 eskadra wywiadowcza \| \| \| OP \| OO \| \| kapitan pilot \| Górecki Walerian \| \| \| KW \| OP \| \| \| porucznik obserwator bal. \| Grabarkiewicz Franciszek \| \| \| KW \| \| \| \| podpułkownik pilot ster. \| Grabowski Hilary \| \| \| KW \| \| \| \| kapitan obserwator \| Grubarew Włodzimierz \| \| \| KW \| \| OO \| \| kapitan pilot \| Guttmejer Eugeniusz \| 14 eskadra wywiadowcza \| VM \| KW \| OP \| \| \| porucznik obserwator \| Gürtler Alfred \| 8 eskadra wywiadowcza \| VM \| \| \| OO \| \| porucznik pilot inż. \| Gwizdalski Gustaw \| 1 eskadra wywiadowcza \| \| KW \| OP \| \| \| kapitan pilot dr \| Halewski Tadeusz \| \| \| KW \| OP \| \| \| major pilot \| Hendricks Józef \| 15 eskadra myśliwska \| VM \| KW \| OP \| \| \| kapitan pilot \| Herget Zygmunt \| \| \| KW \| OP \| \| \| porucznik pilot \| Herlaine Jerzy \| \| \| \| OP \| \| \| porucznik obserwator \| Hesse Ryszard \| 5 eskadra lotnicza \| VM \| KW \| \| OO \| \| szeregowy w. aero. \| Hęćko Władysław \| \| \| KW \| \| \| \| plutonowy w. aero. \| Horpyś Stanisław \| \| \| KW \| \| \| \| kapitan obserwator \| Hudzicki Leonard \| 12 eskadra wywiadowcza \| VM \| KW \| \| OO \| \| major pilot \| Idzikowski Ludwik \| 6 eskadra wywiadowcza \| VM \| KW \| OP \| \| \| podpułkownik pilot \| Iwaszkiewicz Wacław I \| 12 eskadra wywiadowcza \| VM \| KW \| OP \| \| \| porucznik pilot bal. \| Iżyłowski Henryk \| \| \| KW \| \| \| \| kapitan pilot \| Jach Franciszek \| 12 eskadra wywiadowcza \| VM \| KW \| OP \| \| \| plutonowy w. aero. \| Jachowski Maksymilian \| \| \| KW \| \| \| \| podporucznik pilot \| Jakubowski Józef \| \| \| KW \| OP \| \| \| kapitan pilot \| Jakubowski Stanisław \| \| \| KW \| \| \| \| podporucznik pilot \| Jakubowski Zdzisław \| \| VM \| \| OP \| \| \| kapitan obserwator \| Jałowiecki Bohdan \| \| \| KW \| OP \| \| \| kapitan pilot \| Janeczko Paweł \| 1 eskadra wywiadowcza \| VM \| \| OP \| \| \| kapitan obserwator \| Janiszowski Tadeusz (Janiszewski) \| 5 eskadra lotnicza \| VM \| KW \| \| OO \| \| podporucznik pilot \| Jankowski Kazimierz \| 13 eskadra lotnicza \| VM \| KW \| OP \| \| \| porucznik pilot ster. \| Janusz Antoni \| \| \| KW \| \| \| \| major pilot \| Jarina Tadeusz \| \| \| KW \| OP \| \| \| sierżant w. aero. \| Jamruż Józef \| \| \| KW \| \| \| \| kapral w. aero. \| Jamrużek Wojciech \| \| \| KW \| \| \| \| podporucznik pilot \| Jasiewicz Jan \| \| \| \| OP \| \| \| pułkownik dypl. pilot \| Jasiński Stanisław \| \| \| KW \| OP \| \| \| podporucznik pilot \| Jesionowski Kazimierz \| \| \| \| OP \| \| \| podporucznik obserwator \| Jeznach Stefan \| \| \| \| \| OO \| \| porucznik obserwator \| Jędrczak Józef \| \| \| \| \| OO \| \| chorąży pilot \| Jurek Wacław \| 8 eskadra lotnicza \| VM \| KW \| OP \| \| \| kapitan pilot \| Jurgenson Władysław \| 12 eskadra lotnicza \| WM \| KW \| OP \| \| \| kapitan pilot \| Jurkiewicz Artur \| 4 eskadra wywiadowcza \| VM \| KW \| OP \| \| \| porucznik obserwator \| Jurkiewicz Juliusz \| \| \| \| \| OO \| \| porucznik obserwator \| Jussewicz Witold \| 1 eskadra wywiadowcza \| \| KW \| \| \| \| podpułkownik pilot \| Kalkus Władysław \| 5 eskadra wywiadowcza \| VM \| KW \| OP \| \| \| major pilot \| Kamieński Konstanty \| \| \| KW \| \| \| \| podpułkownik obserwator \| Karaś Edward \| 18 eskadra wywiadowcza \| VM \| KW \| \| OO \| \| kapitan obserwator \| Karczewski Wiktor \| 12 eskadra wywiadowcza \| VM \| KW \| \| OO \| \| sierżant pilot \| Kargol Józef \| \| \| \| OP \| \| \| porucznik obserwator \| Karpiński Adam II \| 12 eskadra wywiadowcza \| VM \| KW \| \| OO \| \| sierżant pilot \| Karliński Antoni \| 2 eskadra wywiadowcza \| \| \| OP \| \| \| porucznik obserwator \| Karpiński Bolesław \| 2 eskadra wywiadowcza \| \| KW \| \| \| \| pułkownik pilot obserwator \| Karpiński Tytus \| \| \| KW \| \| OO \| \| plutonowy w. aero. \| Kasprzak Hieronim \| \| \| KW \| \| \| \| porucznik pilot \| Katarzyński Antoni \| 1 eskadra wywiadowcza \| \| \| OP \| \| \| sierżant obserwator \| Kazimierczak Stefan \| \| \| KW \| \| \| \| kapitan obserwator \| Kelly Arthur H. \| \| \| \| \| OO \| \| sierżant pilot \| Kieroyczyk Jakub \| \| \| \| OP \| \| \| podpułkownik pilot \| Kieżun Jan \| 10 eskadra wywiadowcza \| VM \| \| OP \| \| \| podporucznik obserwator \| Klicze Józef \| 14 eskadra wywiadowcza \| VM \| \| \| OO \| \| porucznik pilot \| Kołodziński Franciszek \| \| \| \| OP \| \| \| kapitan obserwator \| Komar Leonard \| \| \| KW \| \| OO \| \| chorąży pilot \| Kominkowski Tadeusz \| 1 eskadra wywiadowcza \| \| \| OP \| \| \| kapitan pilot \| Komorowski Wiktor \| 4 eskadra wywiadowcza \| VM \| KW \| OP \| \| \| major pilot \| Konarski Mieczysław \| \| \| \| \| OO \| \| kapitan pilot \| Konopka Władysław II \| 7 eskadra myśliwska \| VM \| KW \| OP \| \| \| major dypl. obserwator \| Kopyciński Bolesław \| \| \| KW \| \| \| \| kapitan obserwator \| Korcz Stefan \| \| \| \| \| OO \| \| pułkownik pilot \| Kossowski Jerzy II \| 6 Armia, Szef Lotnictwa \| VM \| KW \| OP \| \| \| chorąży pilot \| Kostecki Stanisław \| \| \| \| OP \| \| \| podporucznik pilot \| Kostrzewski Zygmunt \| 7 eskadra myśliwska \| VM \| \| OP \| \| \| major obserwator \| Kowalewski Maksymilian \| 12 eskadra wywiadowcza \| VM \| KW \| \| OO \| \| porucznik pilot bal. \| Kowalski Jerzy \| \| \| KW \| \| \| \| podporucznik pilot \| Kozanecki Henryk \| 1 eskadra wywiadowcza \| \| \| OP \| \| \| major obserwator \| Koziełło Konstanty \| 10 eskadra wywiadowcza \| VM \| \| \| OO \| \| porucznik pilot \| Kozłowski Władysław \| \| \| KW \| \| \| \| kapitan pilot \| Kozubski Stefan \| \| \| \| \| OO \| \| kapitan pilot \| Kraczkiewicz Kazimierz \| \| \| KW \| \| \| \| major pilot \| Krajewski Stanisław \| \| \| KW \| OP \| \| \| porucznik pilot \| Krasicki Witold \| \| \| \| OP \| \| \| sierżant w. aero. \| Kraska Franciszek \| \| \| KW \| \| \| \| podpułkownik pilot \| Krzyczkowski Józef \| 3 eskadra wywiadowcza \| VM \| KW \| OP \| \| \| podporucznik pilot \| Krzywik Teofil \| 12 eskadra wywiadowcza \| VM \| KW \| \| \| \| major obserwator \| Kubala Kazimierz \| III dywizjon lotniczy \| VM \| \| \| OO \| \| plutonowy w. aero. \| Kubella Ferdynand \| \| \| KW \| \| \| \| sierżant w. aero. \| Kubiak Jan \| \| \| KW \| \| \| \| porucznik obserwator \| Kuczyński Bolesław \| \| \| KW \| \| \| \| chorąży pilot \| Kujawa Wacław \| \| \| KW \| OP \| \| \| kapitan obserwator \| Kulikowski Lucjan \| 14 eskadra wywiadowcza \| VM \| KW \| \| OO \| \| podporucznik pilot \| Kunicki Kazimierz \| \| \| \| OP \| \| \| porucznik obserwator \| Kurbatow Piotr \| 2 eskadra wywiadowcza \| \| KW \| \| OO \| \| podpułkownik dypl. pilot inż. \| Kuźmiński Stanisław \| \| \| KW \| \| \| \| major obserwator \| Kwiatkowski Bolesław \| \| \| KW \| \| \| \| podpułkownik dypl. obserwator \| Kwieciński Bogdan \| 12 eskadra wywiadowcza \| VM \| KW \| \| OO \| \| porucznik pilot \| Lang Wiktor \| \| \| \| OP \| \| \| porucznik obserwator \| Latawiec Jan \| 2 eskadra wywiadowcza \| \| KW \| \| OO \| \| porucznik pilot \| Lepszy Bolesław Adam \| 5 eskadra wywiadowcza \| VM \| KW \| OP \| \| \| major obserwator \| Lepszy Leonard \| 2 eskadra wywiadowcza \| \| KW \| \| OO \| \| pułkownik pilot \| Lewandowski Edward I \| 15 eskadra myśliwska \| VM \| KW \| OP \| \| \| sierżant w. aero. \| Lewandowski Leon \| \| \| KW \| \| \| \| podporucznik obserwator \| Liborjo Marian \| \| \| KW \| \| \| \| kapitan obserwator \| Liebek Henryk \| \| \| KW \| \| OO \| \| kapitan pilot ster. \| Lisenbarth Stefan \| \| \| KW \| \| \| \| porucznik obserwator \| Lipiński Józef \| \| \| \| \| OO \| \| podpułkownik obserwator dr \| Loria Leon \| 12 eskadra wywiadowcza \| VM \| KW \| \| OO \| \| podporucznik obserwator bal. \| Lubański Bronisław \| 2 batalion aeronautyczny \| VM \| \| \| \| \| porucznik pilot bal. \| Łaciński Ryszard \| \| \| KW \| \| \| \| podporucznik pilot \| Łagoda Czesław \| 14 eskadra lotnicza \| VM \| KW \| OP \| \| \| major pilot obserwator \| Łaguna Aleksander \| 3 eskadra wywiadowcza \| VM \| KW \| \| OO \| \| sierżant w. aero. \| Łakomy Jan \| \| \| KW \| \| \| \| podporucznik obserwator \| Łopaciński Stanisław \| 1 eskadra wywiadowcza \| \| \| \| OO \| \| plutonowy obserwator \| Łopaczewski Franciszek \| \| \| \| OP \| \| \| major pilot \| Makijonek Donat \| 3 eskadra wywiadowcza \| VM \| KW \| OP \| \| \| podchorąży pilot \| Makomski Ignacy \| \| \| KW \| OP \| \| \| porucznik obserwator \| Makowiecki Jan \| \| \| KW \| \| \| \| major pilot inż. \| Makowski Wacław \| 1 eskadra wywiadowcza \| VM \| KW \| OP \| \| \| starszy sierżant pilot \| Małaczyński Stefan \| \| \| KW \| OP \| \| \| kapitan pilot \| Mańczak Józef \| \| \| KW \| OP \| \| \| podporucznik obserwator \| Marchlewski Walenty \| 8 eskadra wywiadowcza \| VM \| KW \| \| OO \| \| porucznik pilot \| Matecki Jan \| 10 eskadra wywiadowcza \| VM \| \| \| \| \| major pilot \| Matula Władysław \| 2 eskadra wywiadowcza \| \| KW \| \| \| \| kapitan pilot \| Meissner Janusz \| \| \| KW \| \| \| \| podpułkownik pilot \| Menczak August \| 8 eskadra wywiadowcza \| VM \| \| OP \| \| \| porucznik pilot bal. \| Mensch Kazimierz \| \| \| KW \| \| \| \| podchorąży obserwator \| Michalak Mieczysław \| \| \| \| \| OO \| \| kapitan pilot \| Mickiewicz Józef \| \| \| KW \| \| OO \| \| kapitan pilot \| Miśkiewicz Tadeusz \| \| \| KW \| OP \| \| \| kapitan pilot \| Moszczeński Lucjan \| \| \| KW \| \| OO \| \| podporucznik obserwator \| Moszczeński Lucjan \| \| VM \| \| \| OO \| \| podporucznik obserwator \| Motylewski Mieczysław \| 7 eskadra lotnicza \| VM \| \| \| \| \| kapitan pilot \| Mroczkowski Antoni \| 16 eskadra lotnicza \| VM \| \| \| \| \| sierżant pilot \| Mühlnickel Józef \| 14 eskadra wywiadowcza \| VM \| \| OP \| \| \| major pilot \| Narkiewicz Waldemar \| \| \| KW \| \| \| \| major pilot \| Narkowicz Bolesław \| \| \| KW \| \| \| \| kapitan pilot \| Nazarkiewicz Stanisław \| \| \| KW \| OP \| \| \| porucznik pilot \| Nazimek Ludwik \| 5 eskadra lotnicza \| VM \| \| OP \| \| \| porucznik pilot \| Neumann Jan \| \| \| \| OP \| \| \| kapitan obserwator \| Niekraszewicz Czesław \| 1 eskadra wywiadowcza \| VM \| KW \| \| OO \| \| sierżant pilot \| Niewitecki Stefan \| 14 eskadra wywiadowcza \| VM \| \| OP \| \| \| major obserwator \| Nikorowicz Zygmunt \| \| \| \| \| OO \| \| podpułkownik pilot \| Niżewski Piotr \| \| \| KW \| \| \| \| kapitan pilot \| Noble Edwin Lawrence \| 7 eskadra myśliwska \| VM \| \| OP \| \| \| kapitan pilot \| Norwid-Kudło Edmund (Narwid) \| 13 eskadra lotnicza \| VM \| KW \| OP \| \| \| starszy sierżant w. aero. \| Nowak \| \| \| KW \| \| \| \| sierżant pilot \| Obrębowicz Mieczysław \| 4 eskadra wywiadowcza \| VM \| \| OP \| \| \| major pilot \| Olechnowicz-Czerkas Kazimierz \| 18 eskadra lotnicza \| VM \| KW \| OP \| \| \| szeregowy w. aero. \| Olejnik Julian \| \| \| KW \| \| \| \| kapitan pilot \| Orłoś Karol \| 1 eskadra wywiadowcza \| VM \| \| \| OO \| \| plutonowy w. aero. \| Orzechowski \| \| \| KW \| \| \| \| plutonowy w. aero. \| Paczkowski Władysław \| \| \| KW \| \| \| \| major obserwator \| Paleolog Adam \| III dywizjon lotniczy \| VM \| KW \| \| OO \| \| kapral w. aero. \| Panek Stanisław \| \| \| KW \| \| \| \| porucznik obserwator \| Pareński Jan \| \| \| \| \| OO \| \| porucznik pilot \| Patalas Ludwik \| 13 eskadra myśliwska \| VM \| KW \| OP \| \| \| sierżant pilot \| Pauczuk Marian \| \| \| \| OP \| \| \| major pilot \| Pawlikowski Stefan \| 19 eskadra myśliwska \| VM \| \| OP \| \| \| kapitan pilot \| Pawluć Stanisław \| 1 eskadra wywiadowcza \| \| KW \| OP \| \| \| pułkownik pilot \| Perini Camillo \| II dywizjon lotniczy \| VM \| KW \| OP \| \| \| major pilot \| Peter Franciszek \| 7 eskadra lotnicza \| VM \| KW \| OP \| \| \| major pilot \| Petrażycki Jan (Pietrażycki) \| 17 eskadra wywiadowcza \| VM \| \| \| OO \| \| podporucznik pilot \| Piechowiak Ludwik \| \| \| \| OP \| \| \| kapitan pilot \| Pietruski Stanisław \| \| VM \| KW \| OP \| OO \| \| kapitan obserwator \| Piątkowski Zygfryd \| \| \| KW \| OP \| \| \| major pilot \| Piniński Ksawery \| 6 eskadra wywiadowcza \| VM \| KW \| \| OO \| \| podchorąży pilot \| Piniński Mieczysław \| \| \| \| OP \| \| \| porucznik obserwator bal. \| Podkóliński Zdzisław \| \| \| KW \| \| \| \| major obserwator \| Popiel Władysław \| 5 eskadra wywiadowcza \| VM \| KW \| \| OO \| \| kapitan pilot \| Poznański Antoni \| \| \| KW \| OP \| \| \| chorąży pilot \| Poznański Walerian \| \| \| KW \| OP \| \| \| major obserwator \| Płachta Andrzej \| 12 eskadra wywiadowcza \| VM \| KW \| \| OO \| \| kapitan obserwator \| Płuszczewski Eugeniusz \| \| \| \| \| OO \| \| major pilot \| Pniewski Wiktor \| \| VM \| \| \| \| \| podpułkownik pilot \| Prauss Tadeusz \| 3 eskadra wywiadowcza \| VM \| \| OP \| \| \| podpułkownik dypl. obs. \| Prażmowski Zbigniew \| \| \| KW \| \| \| \| major pilot \| Prosiński Witold \| \| \| KW \| OP \| \| \| plutonowy w. aero. \| Przybylski Andrzej \| \| \| KW \| \| \| \| sierżant pilot \| Przybylski Franciszek \| 9 eskadra wywiadowcza \| VM \| KW \| OP \| \| \| kapitan pilot \| Pytel Franciszek II \| 8 eskadra wywiadowcza \| VM \| KW \| OP \| \| \| starszy sierżant pilot \| Ratajczak Michał vel Rada Marian \| toruńska eskadra \| VM \| \| \| \| \| major pilot \| Ratomski Stanisław \| 3 eskadra wywiadowcza \| VM \| KW \| \| OO \| \| pułkownik dypl. pilot inż. \| Rayski Ludomił \| \| VM \| KW \| OP \| \| \| starszy sierżant pilot \| Rączka Józef \| 6 eskadra wywiadowcza \| VM \| \| OP \| \| \| sierżant pilot \| Rejman Józef \| 2 eskadra wywiadowcza \| \| \| OP \| \| \| podporucznik obserwator \| Rice Władysław \| \| \| KW \| \| OO \| \| kapitan pilot \| Robotycki Wiktor \| 2 eskadra wywiadowcza \| \| KW \| OP \| \| \| kapitan pilot inż. \| Roland Eugeniusz \| \| \| KW \| OP \| \| \| kapitan obserwator \| Romanowski Antoni \| \| \| KW \| \| OO \| \| major pilot obserwator \| Romanowski Zenon \| 16 eskadra wywiadowcza \| VM \| KW \| \| OO \| \| major dypl. pilot \| Romeyko Marian \| 3 eskadra wywiadowcza \| VM \| KW \| OP \| \| \| kapitan pilot \| Ropelewski Bolesław \| \| \| KW \| OP \| \| \| porucznik pilot \| Rorison Harmon Chadbourn \| 7 eskadra myśliwska \| VM \| \| OP \| \| \| porucznik pilot \| Rosada Zygmunt \| \| \| KW \| OP \| \| \| kapral pilot \| Rosiak Julian \| \| \| \| OP \| \| \| porucznik obserwator \| Roszkowski Jerzy \| \| \| KW \| \| OO \| \| podporucznik pilot \| Rozmiarek Stanisław \| \| \| \| OP \| \| \| porucznik obserwator \| Röder Jan \| 4 eskadra wywiadowcza \| VM \| \| \| \| \| podpułkownik pilot inż. \| Rudnicki Franciszek \| 16 eskadra wywiadowcza \| VM \| KW \| OP \| \| \| porucznik obserwator bal. \| Rudnicki-Sipayłło Florian \| \| \| KW \| \| \| \| podporucznik obserwator \| Rudnicki Stanisław \| \| \| KW \| \| OO \| \| sierżant pilot \| Ryba Jan \| 5 eskadra wywiadowcza \| VM \| KW \| OP \| \| \| chorąży pilot \| Ryba Józef \| 21 eskadra niszczycielska \| VM \| KW \| OP \| \| \| kapitan pilot \| Rybka Henryk \| 4 eskadra wywiadowcza \| VM \| \| \| \| \| podporucznik obserwator bal. \| Rybka Jan Szczepan \| 12 batalion aeronautyczny \| VM \| \| \| \| \| porucznik pilot \| Rymkiewicz Stanisław \| 3 eskadra wywiadowcza \| VM \| \| \| \| \| kapitan pilot \| Ryl Wiktor \| \| \| KW \| \| \| \| porucznik w. aero. inż. \| Sachs Edward \| \| \| KW \| \| \| \| podchorąży pilot \| Szindler Kazimierz \| \| \| \| OP \| \| \| kapitan pilot inż. \| Seńkowski Aleksander \| 7 eskadra myśliwska \| VM \| KW \| OP \| \| \| podporucznik obserwator \| Serdecki Mieczysław \| 14 eskadra wywiadowcza \| VM \| \| OP \| \| \| pułkownik pilot \| Serednicki Aleksander \| 14 eskadra wywiadowcza \| VM \| KW \| OP \| \| \| porucznik pilot \| Shrewsburry Kenneth \| 7 eskadra myśliwska \| VM \| \| OP \| \| \| porucznik obserwator \| Sieczkowski Józef \| 3 eskadra wywiadowcza \| VM \| KW \| \| OO \| \| kapitan obserwator \| Sioda Marian \| \| VM \| \| \| OO \| \| porucznik pilot \| Sielicki Antoni \| 4 eskadra wywiadowcza \| VM \| KW \| OP \| \| \| podporucznik pilot \| Skarżyński Stanisław \| 21 eskadra niszczycielska \| VM \| \| OP \| \| \| kapitan pilot \| Skokowski Artur \| \| \| \| OP \| \| \| kapitan obserwator \| Skorobohaty Ignacy \| 1 eskadra wywiadowcza \| VM \| KW \| \| OO \| \| kapitan pilot \| Słoniewski Julian \| \| \| KW \| OP \| \| \| podporucznik pilot \| Smętkowski Antoni \| 3 eskadra wywiadowcza \| VM \| KW \| OP \| \| \| porucznik obserwator bal. \| Sokolnicki Tadeusz \| \| \| KW \| \| \| \| kapitan obserwator \| Sokołowski Józef \| \| \| KW \| \| \| \| chorąży pilot \| Solski Michał \| \| VM \| KW \| OP \| \| \| kapitan obserwator \| Sommerfeld Henryk \| \| \| KW \| \| OO \| \| chorąży pilot \| Stachura Jan \| \| \| KW \| OP \| \| \| plutonowy obserwator \| Starzyński Jan \| \| \| \| \| OO \| \| major dypl. obserwator bal. \| Stebłowski Adam \| \| \| KW \| \| \| \| major pilot inż. \| Stec Stefan \| 7 eskadra myśliwska \| VM \| KW \| OP \| \| \| major obserwator \| Stempniewicz Franciszek \| \| \| KW \| \| \| \| plutonowy w. aero. \| Stendera Władysław \| \| \| KW \| \| \| \| kapitan pilot \| Strobel Romuald \| \| \| KW \| \| \| \| kapitan pilot \| Strwiąż-Smolnicki Jan \| \| \| \| OP \| \| \| sierżant w. aero. \| Styczyński Ignacy \| \| \| KW \| \| \| \| porucznik obserwator inż. \| Suchodolski Jan \| \| \| KW \| \| OO \| \| kapitan pilot obserwator inż. \| Suchos Franciszek \| \| \| KW \| \| OO \| \| porucznik obserwator bal. \| Suzin August \| \| \| KW \| \| \| \| porucznik obserwator \| Swoszowski Kazimierz \| 6 eskadra wywiadowcza \| VM \| \| OP \| OO \| \| szeregowy w. aero. \| Szafrański Józef \| \| \| KW \| \| \| \| podpułkownik obserwator \| Szandorowski Wiktor \| \| \| \| \| OO \| \| porucznik obserwator \| Szczepański Kazimierz \| 12 eskadra wywiadowcza \| VM \| \| \| OO \| \| podporucznik obserwator bal. \| Szczepański Stanisław \| \| \| KW \| \| \| \| porucznik w. aero. \| Szczepański Władysław \| \| \| KW \| \| \| \| major dypl. pilot \| Szczudłowski Mieczysław \| \| \| KW \| OP \| \| \| porucznik obserwator bal. \| Szeller Stanisław \| \| \| KW \| \| \| \| sierżant pilot \| Szeruda Jerzy \| \| \| KW \| OP \| \| \| podporucznik obserwator \| Szmigiero Michał \| \| \| \| \| OO \| \| major obserwator \| Sznuk Stefan \| \| \| KW \| \| OO \| \| starszy sierżant pilot \| Szwencer Karol \| \| \| KW \| OP \| \| \| kapitan pilot \| Szyfter Józef \| 4 eskadra wywiadowcza \| VM \| KW \| OP \| \| \| starszy sierżant pilot \| Szymański Jan \| \| \| \| OP \| \| \| sierżant w. aero. \| Szymczak Wacław \| \| \| KW \| \| \| \| porucznik pilot \| Śledziejowski Stanisław \| 1 eskadra wywiadowcza \| \| KW \| OP \| \| \| porucznik pilot \| Śliwa Jan \| 1 eskadra wywiadowcza \| \| \| OP \| \| \| kapitan pilot inż. \| Świątecki Władysław \| 8 eskadra wywiadowcza \| VM \| KW \| OP \| \| \| porucznik obserwator \| Święcicki Antoni \| 1 eskadra wywiadowcza \| VM \| \| \| OO \| \| podporucznik obserwator \| Święcicki Roman \| 12 eskadra wywiadowcza \| VM \| \| \| OO \| \| szeregowy w. aero. \| Taras Michał \| \| \| KW \| \| \| \| porucznik obserwator \| Tarasiewicz Stefan \| 6 eskadra wywiadowcza \| VM \| KW \| \| OO \| \| major obserwator \| Tebinka Zygmunt \| \| \| KW \| \| OO \| \| kapitan obserwator \| Tereszczenko Jerzy \| 3 eskadra wywiadowcza \| VM \| \| \| OO \| \| major obserwator \| Tieger Adam \| \| \| KW \| \| \| \| kapitan obserwator \| Tokarczyk Henryk \| \| \| \| \| OO \| \| porucznik obserwator bal. \| Tokarczyk Zygmunt \| \| \| KW \| \| \| \| sierżant pilot \| Toluściak Piotr \| \| VM \| \| OP \| \| \| porucznik pilot \| Tomaszewicz Kazimierz \| \| \| \| OP \| \| \| sierżant pilot \| Tondis Stanisław \| 9 eskadra wywiadowcza \| VM \| KW \| OP \| \| \| podpułkownik obserwator inż. \| Toruń Władysław \| \| VM \| KW \| \| OO \| \| kapitan pilot bal. \| Trawiński Marian \| \| \| KW \| \| \| \| kapral w. aero. \| Treichel Kazimierz \| \| \| KW \| \| \| \| porucznik pilot \| Tromszczyński Eugeniusz \| 10 eskadra wywiadowcza \| VM \| \| \| OO \| \| podpułkownik pilot obserwator inż. \| Turbiak Tomasz \| 5 eskadra wywiadowcza \| VM \| KW \| \| OO \| \| podporucznik pilot \| Turowski Władysław \| 19 eskadra myśliwska \| VM \| KW \| OP \| \| \| kapitan dypl. pilot obserwator \| Tuśkiewicz Olgierd \| 8 eskadra wywiadowcza \| VM \| KW \| \| OO \| \| starszy sierżant pilot \| Tysler Paweł \| 6 eskadra wywiadowcza \| VM \| \| OP \| \| \| podporucznik obserwator \| Uszyński Tadeusz \| 1 eskadra wywiadowcza \| VM \| \| \| OO \| \| porucznik obserwator \| Vanderauvera Robert \| \| \| KW \| \| OO \| \| porucznik obserwator \| Wajcht Czesław \| \| \| KW \| \| OO \| \| sierżant pilot \| Waleriańczyk Edward \| \| \| KW \| OP \| \| \| kapral w. aero. \| Walkowiak Marcin \| \| \| KW \| \| \| \| szeregowy w. aero. \| Wałkiewicz Stefan \| \| \| KW \| \| \| \| pułkownik pilot ster. \| Wańkowicz Aleksander \| 1 pułk aeronautyczny \| VM \| KW \| \| \| \| kapitan pilot obserwator \| Wąsowski Bronisław \| 1 eskadra wywiadowcza \| \| KW \| \| OO \| \| porucznik pilot \| Weber Jerzy \| 7 eskadra myśliwska \| VM \| KW \| OP \| \| \| major pilot \| Wereszczyński Tadeusz \| \| \| \| \| OO \| \| porucznik pilot \| Wermiński Romuald \| \| \| \| OP \| \| \| sierżant pilot \| Wieczorek \| \| \| \| OP \| \| \| podpułkownik pilot inż. \| Wieden Franciszek \| 9 eskadra lotnicza \| VM \| KW \| OP \| \| \| major pilot \| Wieniawa-Długoszowski Jerzy \| 21 eskadra niszczycielska \| VM \| KW \| OP \| \| \| major pilot \| Wiesiołowski Adolf \| 6 eskadra wywiadowcza \| VM \| KW \| OP \| \| \| porucznik pilot \| Wiland Mieczysław \| \| \| KW \| OP \| \| \| major dypl. pilot \| Willman Wiktor \| 1 eskadra wywiadowcza \| \| KW \| \| \| \| kapitan pilot \| Wituski Henryk \| \| \| KW \| \| \| \| kapitan pilot obserwator \| Wojciechowski Józef \| 6 eskadra wywiadowcza \| VM \| KW \| \| OO \| \| porucznik pilot \| Wolski Wiktor \| 1 eskadra wywiadowcza \| \| \| OP \| \| \| podpułkownik pilot ster. \| Wolszlegier Jan \| \| \| KW \| \| \| \| chorąży pilot \| Wołłowicz Eustachy \| \| \| \| OP \| \| \| sierżant pilot \| Woźniak Józef \| \| \| \| OP \| \| \| chorąży pilot \| Wójtowski Władysław \| 6 eskadra wywiadowcza \| VM \| KW \| OP \| \| \| starszy sierżant pilot \| Wrembel Stanisław \| 14 eskadra wywiadowcza \| VM \| KW \| OP \| \| \| major pilot \| Wroniecki Antoni \| \| \| \| OP \| \| \| porucznik pilot \| Wyrzykowski Jan \| \| \| KW \| OP \| \| \| kapitan pilot \| Zacharewicz Kazimierz \| 3 eskadra wywiadowcza \| VM \| \| OP \| \| \| porucznik pilot bal. \| Zakrzewski Jan \| \| \| KW \| \| \| \| podporucznik pilot inż. \| Zaleski Roman \| 1 eskadra wywiadowcza \| VM \| \| OP \| \| \| porucznik obserwator \| Zawadzki Tadeusz \| \| \| KW \| \| \| \| major obserwator \| Zawadzki Wiktor II \| 10 eskadra wywiadowcza \| VM \| KW \| \| OO \| \| podporucznik obserwator \| Zawisza Czesław \| 2 eskadra wywiadowcza \| \| KW \| \| OO \| \| kapitan pilot \| Zdunik Władysław \| 13 eskadra lotnicza \| VM \| \| \| \| \| porucznik obserwator bal. \| Zieliński Jan \| \| \| KW \| \| \| \| major pilot inż. \| Ziembiński Kazimierz \| 14 eskadra wywiadowcza \| VM \| KW \| OP \| \| \| kapitan pilot inż. \| Żardecki Jan \| 2 eskadra wywiadowcza \| \| \| \| OO \| \| kapitan pilot \| Żarski Stanisław \| 4 eskadra wywiadowcza \| VM \| KW \| \| OO \| \| podporucznik pilot \| Żochowski Stefan \| \| \| \| OP \| \| \| sierżant pilot \| Żuromski Józef \| 9 eskadra wywiadowcza \| VM \| KW \| OP \| \| \| \| \| \| \| \| \| \| |                                   |                               |                        |                      |                |                |
| Stopień | Nazwisko i imię                   | Jednostka organizacyjna       | Ordery i odznaczenia   | Ordery i odznaczenia | Polowe Odznaki | Polowe Odznaki |
| Stopień | Nazwisko i imię                   | Jednostka organizacyjna       | Order Virtuti Militari | Krzyż Walecznych     | Pilota         | Obserwatora    |
| płk dypl.pil. | Abżółtowski Sergiusz              | Dowództwo Lotnictwa Polowego  |                        | KW                   | OP             |                |
| sierż. pil. | Adamowicz Jan                     |                               |                        |                      | OP             |                |
| st.szer. w. aer. | Adamski Franciszek                |                               |                        | KW                   |                |                |
| kpt. pil. | Aleksandrowicz Czesław            | 1 eskadra wywiadowcza         |                        |                      | OP             |                |
| kpt. pil. | Antonowicz Tadeusz                | 1 eskadra wywiadowcza         |                        | KW                   |                | OO             |
| kpt. pil. | Babiński Zbigniew                 | 1 eskadra wywiadowcza         |                        |                      | OP             |                |
| sierż.w aer. | Baranowski Piotr                  |                               |                        | KW                   |                |                |
| ppor. pil. | Barcikowski Janusz                |                               |                        | KW                   |                |                |
| ppor. pil. inż. | Bartel Ryszard                    |                               |                        |                      | OP             |                |
| ppor. pil. | Bartkowiak Antoni                 | 15 eskadra myśliwska          | VM                     | KW                   | OP             |                |
| sierżant pilot | Bartkowiak Władysław              | 14 eskadra wywiadowcza        | VM                     | KW                   | OP             |                |
| kapitan pilot | Bastyr Stefan                     | III grupa lotnicza            | VM                     | KW                   | OP             |                |
| pułkownik pilot obserwator | Beaurain (de) Janusz              | lwowska grupa lotnicza        | VM                     | KW                   |                | OO             |
| plutonowy w. aero. | Bekas Feliks                      |                               |                        | KW                   |                |                |
| major obserwator | Belina-Brzozowski Kazimierz       | 2 eskadra wywiadowcza         | VM                     | KW                   |                | OO             |
| porucznik obserwator | Bem Zygmunt                       |                               |                        |                      |                | OO             |
| kapitan pilot | Berezowski Stefan                 | 1 eskadra wywiadowcza         |                        |                      | OP             | OO             |
| podchorąży pilot | Białogrodzki Maksymilian          |                               |                        |                      | OP             |                |
| porucznik pilot | Biały Wojciech                    |                               |                        | KW                   | OP             |                |
| sierżant pilot | Biel Karol                        | 10 eskadra wywiadowcza        | VM                     |                      | OP             |                |
| podpułkownik obserwator | Bielawski Władysław               |                               | VM                     |                      |                |                |
| porucznik pilot | Bieniawski Zbigniew               |                               |                        |                      | OP             |                |
| podchorąży obserwator | Bierzyński Tomasz                 | 2 eskadra wywiadowcza         |                        |                      |                | OO             |
| podporucznik obserwator | Bilażewski Zdzisław Karol T.      | 15 eskadra myśliwska          | VM nr 8108             | KW                   |                | OO             |
| major pilot ster. | Bilek Sławomir                    |                               |                        | KW                   |                |                |
| podporucznik obserwator | Bińkowski Adam                    |                               | VM                     |                      |                | OO             |
| porucznik obserwator | Blaicher Michał                   |                               |                        | KW                   |                | OO             |
| podporucznik obserwator | Błaszkiewicz Feliks               | 6 eskadra lotnicza            | VM                     |                      |                | OO             |
| kapitan pilot | Błażyński Alojzy                  | 12 eskadra wywiadowcza        | VM                     | KW                   | OP             |                |
| porucznik obserwator | Błysk-Wilski Bohdan               |                               |                        | KW                   | OP             |                |
| podchorąży obserwator | Bochenek Michał                   | 2 eskadra wywiadowcza         |                        |                      |                | OO             |
| kapitan dypl. obserwator | Bohuszewicz Władysław             | 9 eskadra wywiadowcza         | VM nr 8111             |                      |                | OO             |
| pułkownik pilot | Borejsza Jerzy                    | 7 eskadra myśliwska           | VM                     |                      | OP             |                |
| kapitan obserwator | Borowy Henryk                     |                               |                        | KW                   |                | OO             |
| kapitan obserwator | Borowy Stanisław                  |                               |                        | KW                   |                | OO             |
| podporucznik obserwator | Braun Kazimierz                   | 5 eskadra wywiadowcza         | VM                     |                      |                | OO             |
| podporucznik pilot | Brygiewicz Stefan                 |                               |                        |                      | OP             |                |
| kapitan pilot ster. | Brückner Karol                    |                               |                        | KW                   | OP             |                |
| major obserwator | Kazimierz Brzozowski              | 2 eskadra lotnicza            | VM                     |                      |                |                |
| pułkownik pilot | Buckiewicz Antoni                 | I grupa lotnicza wielkopolska | VM                     |                      | OP             |                |
| podchorąży obserwator | Bula Włodzimierz                  |                               |                        | KW                   |                |                |
| major pilot | Burhardt Marian                   |                               |                        | KW                   |                |                |
| podporucznik pilot | Burzyński Kazimierz               | 12 eskadra wywiadowcza        | VM                     | KW                   | OP             |                |
| porucznik obserwator | Butkiewicz Bohdan                 |                               |                        | KW                   |                | OO             |
| plutonowy w. aero. | Bykowski Wincenty                 |                               |                        | KW                   |                |                |
| chorąży pilot | Cygasek Józef                     |                               |                        | KW                   | OP             |                |
| podporucznik pilot | Chess Elliot Wiliam               | 7 eskadra myśliwska           | VM                     |                      | OP             |                |
| kapitan pilot | Choiński Aleksander               | 1. i 8 eskadra wywiadowcza    | VM nr 1552             | KW                   | OP             |                |
| major pilot inż. | Chramiec Andrzej                  | 5 eskadra lotnicza            | VM                     | KW                   | OP             |                |
| kapitan pilot | Chlupka Karol                     |                               |                        | KW                   | OP             |                |
| podchorąży obserwator | Ciechoński Władysław              | 16 eskadra lotnicza           | VM                     |                      | OP             |                |
| kapitan pilot | Ciecierski Stefan                 |                               |                        |                      | OP             |                |
| porucznik pilot | Clark H. Carl                     | 7 eskadra myśliwska           | VM                     |                      | OP             |                |
| podpułkownik pilot | Cooper Merian Caldwell            | 7 eskadra myśliwska           | VM                     | KW                   | OP             |                |
| kapitan pilot | Corsi Edward                      | 7 eskadra myśliwska           | VM                     | KW                   | OP             |                |
| major pilot | Crawford George Marter            | 7 eskadra myśliwska           | VM                     | KW                   | OP             |                |
| kapral w. aero. | Czarnecki                         |                               |                        | KW                   |                |                |
| porucznik pilot | Czerniak Zygmunt                  |                               |                        | KW                   | OP             |                |
| porucznik obserwator | Czerwiński Stanisław              |                               |                        | KW                   |                | OO             |
| podchorąży pilot | Daniel Wiktor                     |                               |                        | KW                   |                |                |
| kapitan obserwator | Daszewski Stanisław               | V dywizjon lotniczy           | VM                     | KW                   |                | OO             |
| sierżant w. aero. | Dąbrowski Alojzy                  |                               |                        | KW                   |                |                |
| sierżant pilot | Dąbrowski Józef                   | 16 eskadra lotnicza           | VM                     | KW                   | OP             |                |
| chorąży pilot | Dittmer Władysław                 | 4 eskadra wywiadowcza         | VM                     |                      | OP             |                |
| porucznik pilot bal. | Dobroczyński Tadeusz              |                               |                        | KW                   |                |                |
| urzędnik wojskowy | Dobrzyński Leopold                |                               |                        | KW                   |                |                |
| podpułkownik pilot | Domes Augustyn                    | 1 eskadra wywiadowcza         | VM                     | KW                   | OP             |                |
| porucznik pilot ster. | Dratwa Czesław                    |                               |                        | KW                   |                |                |
| kapitan pilot | Dubrowski Adolf                   |                               |                        |                      | OP             |                |
| major pilot | Dziama Teofil Bogumił             | 16 eskadra wywiadowcza        | VM                     | KW                   | OP             |                |
| kapitan pilot | Dziembowski Adam Jerzy            | 15 eskadra myśliwska          | VM                     | KW                   | OP             |                |
| porucznik obserwator | Dzierzgowski Michał II            | 14 eskadra wywiadowcza        | VM                     |                      |                | OO             |
| kapitan obserwator | Dzierzgowski Tadeusz              | 13 eskadra wywiadowcza        | VM                     |                      |                | OO             |
| kapitan obserwator | Fabjan Bronisław (Fabian)         | 6 eskadra wywiadowcza         | VM                     | KW                   |                | OO             |
| pułkownik pilot | Faunt le Roy Cedric Erald         | 7 eskadra myśliwska           | VM                     | KW                   | OP             |                |
| porucznik pilot | Filipiak Władysław                | 13 eskadra wywiadowcza        | VM                     | KW                   | OP             |                |
| podpułkownik obserwator inż. | Filipowicz Czesław                | 21 eskadra niszczycielska     | VM                     | KW                   |                | OO             |
| major obserwator | Friser Karol                      | II dywizjon lotniczy          | VM                     | KW                   |                | OO             |
| porucznik pilot bal. | Gajewski Władysław                |                               |                        | KW                   |                |                |
| porucznik pilot | Gallus Bolesław                   | 1 eskadra wywiadowcza         | VM                     | KW                   | OP             |                |
| major pilot | Garbiński Jerzy                   |                               |                        | KW                   |                |                |
| podporucznik pilot | Garsztka Mieczysław               | 7 eskadra myśliwska           | VM                     |                      | OP             |                |
| rotmistrz obserwator dr | Gaszyn Kazimierz (Szmidt)         |                               |                        |                      |                | OO             |
| kapitan pilot | Gedgowd Ignacy                    | 10 eskadra wywiadowcza        | VM                     |                      | OP             |                |
| podpułkownik pilot | Gilewicz Juliusz                  | 5 eskadra wywiadowcza         | VM                     | KW                   | OP             |                |
| kapitan obserwator inż. | Gizaczyński Henryk                |                               |                        | KW                   |                | OO             |
| porucznik w. aero. | Glinka Zygmunt                    |                               |                        | KW                   |                |                |
| porucznik obserwator | Godlewski Zbigniew                |                               |                        | KW                   |                | OO             |
| kapitan pilot | Gogoliński Stanisław              | 1 eskadra wywiadowcza         |                        |                      | OP             | OO             |
| kapitan pilot | Górecki Walerian                  |                               |                        | KW                   | OP             |                |
| porucznik obserwator bal. | Grabarkiewicz Franciszek          |                               |                        | KW                   |                |                |
| podpułkownik pilot ster. | Grabowski Hilary                  |                               |                        | KW                   |                |                |
| kapitan obserwator | Grubarew Włodzimierz              |                               |                        | KW                   |                | OO             |
| kapitan pilot | Guttmejer Eugeniusz               | 14 eskadra wywiadowcza        | VM                     | KW                   | OP             |                |
| porucznik obserwator | Gürtler Alfred                    | 8 eskadra wywiadowcza         | VM                     |                      |                | OO             |
| porucznik pilot inż. | Gwizdalski Gustaw                 | 1 eskadra wywiadowcza         |                        | KW                   | OP             |                |
| kapitan pilot dr | Halewski Tadeusz                  |                               |                        | KW                   | OP             |                |
| major pilot | Hendricks Józef                   | 15 eskadra myśliwska          | VM                     | KW                   | OP             |                |
| kapitan pilot | Herget Zygmunt                    |                               |                        | KW                   | OP             |                |
| porucznik pilot | Herlaine Jerzy                    |                               |                        |                      | OP             |                |
| porucznik obserwator | Hesse Ryszard                     | 5 eskadra lotnicza            | VM                     | KW                   |                | OO             |
| szeregowy w. aero. | Hęćko Władysław                   |                               |                        | KW                   |                |                |
| plutonowy w. aero. | Horpyś Stanisław                  |                               |                        | KW                   |                |                |
| kapitan obserwator | Hudzicki Leonard                  | 12 eskadra wywiadowcza        | VM                     | KW                   |                | OO             |
| major pilot | Idzikowski Ludwik                 | 6 eskadra wywiadowcza         | VM                     | KW                   | OP             |                |
| podpułkownik pilot | Iwaszkiewicz Wacław I             | 12 eskadra wywiadowcza        | VM                     | KW                   | OP             |                |
| porucznik pilot bal. | Iżyłowski Henryk                  |                               |                        | KW                   |                |                |
| kapitan pilot | Jach Franciszek                   | 12 eskadra wywiadowcza        | VM                     | KW                   | OP             |                |
| plutonowy w. aero. | Jachowski Maksymilian             |                               |                        | KW                   |                |                |
| podporucznik pilot | Jakubowski Józef                  |                               |                        | KW                   | OP             |                |
| kapitan pilot | Jakubowski Stanisław              |                               |                        | KW                   |                |                |
| podporucznik pilot | Jakubowski Zdzisław               |                               | VM                     |                      | OP             |                |
| kapitan obserwator | Jałowiecki Bohdan                 |                               |                        | KW                   | OP             |                |
| kapitan pilot | Janeczko Paweł                    | 1 eskadra wywiadowcza         | VM                     |                      | OP             |                |
| kapitan obserwator | Janiszowski Tadeusz (Janiszewski) | 5 eskadra lotnicza            | VM                     | KW                   |                | OO             |
| podporucznik pilot | Jankowski Kazimierz               | 13 eskadra lotnicza           | VM                     | KW                   | OP             |                |
| porucznik pilot ster. | Janusz Antoni                     |                               |                        | KW                   |                |                |
| major pilot | Jarina Tadeusz                    |                               |                        | KW                   | OP             |                |
| sierżant w. aero. | Jamruż Józef                      |                               |                        | KW                   |                |                |
| kapral w. aero. | Jamrużek Wojciech                 |                               |                        | KW                   |                |                |
| podporucznik pilot | Jasiewicz Jan                     |                               |                        |                      | OP             |                |
| pułkownik dypl. pilot | Jasiński Stanisław                |                               |                        | KW                   | OP             |                |
| podporucznik pilot | Jesionowski Kazimierz             |                               |                        |                      | OP             |                |
| podporucznik obserwator | Jeznach Stefan                    |                               |                        |                      |                | OO             |
| porucznik obserwator | Jędrczak Józef                    |                               |                        |                      |                | OO             |
| chorąży pilot | Jurek Wacław                      | 8 eskadra lotnicza            | VM                     | KW                   | OP             |                |
| kapitan pilot | Jurgenson Władysław               | 12 eskadra lotnicza           | WM                     | KW                   | OP             |                |
| kapitan pilot | Jurkiewicz Artur                  | 4 eskadra wywiadowcza         | VM                     | KW                   | OP             |                |
| porucznik obserwator | Jurkiewicz Juliusz                |                               |                        |                      |                | OO             |
| porucznik obserwator | Jussewicz Witold                  | 1 eskadra wywiadowcza         |                        | KW                   |                |                |
| podpułkownik pilot | Kalkus Władysław                  | 5 eskadra wywiadowcza         | VM                     | KW                   | OP             |                |
| major pilot | Kamieński Konstanty               |                               |                        | KW                   |                |                |
| podpułkownik obserwator | Karaś Edward                      | 18 eskadra wywiadowcza        | VM                     | KW                   |                | OO             |
| kapitan obserwator | Karczewski Wiktor                 | 12 eskadra wywiadowcza        | VM                     | KW                   |                | OO             |
| sierżant pilot | Kargol Józef                      |                               |                        |                      | OP             |                |
| porucznik obserwator | Karpiński Adam II                 | 12 eskadra wywiadowcza        | VM                     | KW                   |                | OO             |
| sierżant pilot | Karliński Antoni                  | 2 eskadra wywiadowcza         |                        |                      | OP             |                |
| porucznik obserwator | Karpiński Bolesław                | 2 eskadra wywiadowcza         |                        | KW                   |                |                |
| pułkownik pilot obserwator | Karpiński Tytus                   |                               |                        | KW                   |                | OO             |
| plutonowy w. aero. | Kasprzak Hieronim                 |                               |                        | KW                   |                |                |
| porucznik pilot | Katarzyński Antoni                | 1 eskadra wywiadowcza         |                        |                      | OP             |                |
| sierżant obserwator | Kazimierczak Stefan               |                               |                        | KW                   |                |                |
| kapitan obserwator | Kelly Arthur H.                   |                               |                        |                      |                | OO             |
| sierżant pilot | Kieroyczyk Jakub                  |                               |                        |                      | OP             |                |
| podpułkownik pilot | Kieżun Jan                        | 10 eskadra wywiadowcza        | VM                     |                      | OP             |                |
| podporucznik obserwator | Klicze Józef                      | 14 eskadra wywiadowcza        | VM                     |                      |                | OO             |
| porucznik pilot | Kołodziński Franciszek            |                               |                        |                      | OP             |                |
| kapitan obserwator | Komar Leonard                     |                               |                        | KW                   |                | OO             |
| chorąży pilot | Kominkowski Tadeusz               | 1 eskadra wywiadowcza         |                        |                      | OP             |                |
| kapitan pilot | Komorowski Wiktor                 | 4 eskadra wywiadowcza         | VM                     | KW                   | OP             |                |
| major pilot | Konarski Mieczysław               |                               |                        |                      |                | OO             |
| kapitan pilot | Konopka Władysław II              | 7 eskadra myśliwska           | VM                     | KW                   | OP             |                |
| major dypl. obserwator | Kopyciński Bolesław               |                               |                        | KW                   |                |                |
| kapitan obserwator | Korcz Stefan                      |                               |                        |                      |                | OO             |
| pułkownik pilot | Kossowski Jerzy II                | 6 Armia, Szef Lotnictwa       | VM                     | KW                   | OP             |                |
| chorąży pilot | Kostecki Stanisław                |                               |                        |                      | OP             |                |
| podporucznik pilot | Kostrzewski Zygmunt               | 7 eskadra myśliwska           | VM                     |                      | OP             |                |
| major obserwator | Kowalewski Maksymilian            | 12 eskadra wywiadowcza        | VM                     | KW                   |                | OO             |
| porucznik pilot bal. | Kowalski Jerzy                    |                               |                        | KW                   |                |                |
| podporucznik pilot | Kozanecki Henryk                  | 1 eskadra wywiadowcza         |                        |                      | OP             |                |
| major obserwator | Koziełło Konstanty                | 10 eskadra wywiadowcza        | VM                     |                      |                | OO             |
| porucznik pilot | Kozłowski Władysław               |                               |                        | KW                   |                |                |
| kapitan pilot | Kozubski Stefan                   |                               |                        |                      |                | OO             |
| kapitan pilot | Kraczkiewicz Kazimierz            |                               |                        | KW                   |                |                |
| major pilot | Krajewski Stanisław               |                               |                        | KW                   | OP             |                |
| porucznik pilot | Krasicki Witold                   |                               |                        |                      | OP             |                |
| sierżant w. aero. | Kraska Franciszek                 |                               |                        | KW                   |                |                |
| podpułkownik pilot | Krzyczkowski Józef                | 3 eskadra wywiadowcza         | VM                     | KW                   | OP             |                |
| podporucznik pilot | Krzywik Teofil                    | 12 eskadra wywiadowcza        | VM                     | KW                   |                |                |
| major obserwator | Kubala Kazimierz                  | III dywizjon lotniczy         | VM                     |                      |                | OO             |
| plutonowy w. aero. | Kubella Ferdynand                 |                               |                        | KW                   |                |                |
| sierżant w. aero. | Kubiak Jan                        |                               |                        | KW                   |                |                |
| porucznik obserwator | Kuczyński Bolesław                |                               |                        | KW                   |                |                |
| chorąży pilot | Kujawa Wacław                     |                               |                        | KW                   | OP             |                |
| kapitan obserwator | Kulikowski Lucjan                 | 14 eskadra wywiadowcza        | VM                     | KW                   |                | OO             |
| podporucznik pilot | Kunicki Kazimierz                 |                               |                        |                      | OP             |                |
| porucznik obserwator | Kurbatow Piotr                    | 2 eskadra wywiadowcza         |                        | KW                   |                | OO             |
| podpułkownik dypl. pilot inż. | Kuźmiński Stanisław               |                               |                        | KW                   |                |                |
| major obserwator | Kwiatkowski Bolesław              |                               |                        | KW                   |                |                |
| podpułkownik dypl. obserwator | Kwieciński Bogdan                 | 12 eskadra wywiadowcza        | VM                     | KW                   |                | OO             |
| porucznik pilot | Lang Wiktor                       |                               |                        |                      | OP             |                |
| porucznik obserwator | Latawiec Jan                      | 2 eskadra wywiadowcza         |                        | KW                   |                | OO             |
| porucznik pilot | Lepszy Bolesław Adam              | 5 eskadra wywiadowcza         | VM                     | KW                   | OP             |                |
| major obserwator | Lepszy Leonard                    | 2 eskadra wywiadowcza         |                        | KW                   |                | OO             |
| pułkownik pilot | Lewandowski Edward I              | 15 eskadra myśliwska          | VM                     | KW                   | OP             |                |
| sierżant w. aero. | Lewandowski Leon                  |                               |                        | KW                   |                |                |
| podporucznik obserwator | Liborjo Marian                    |                               |                        | KW                   |                |                |
| kapitan obserwator | Liebek Henryk                     |                               |                        | KW                   |                | OO             |
| kapitan pilot ster. | Lisenbarth Stefan                 |                               |                        | KW                   |                |                |
| porucznik obserwator | Lipiński Józef                    |                               |                        |                      |                | OO             |
| podpułkownik obserwator dr | Loria Leon                        | 12 eskadra wywiadowcza        | VM                     | KW                   |                | OO             |
| podporucznik obserwator bal. | Lubański Bronisław                | 2 batalion aeronautyczny      | VM                     |                      |                |                |
| porucznik pilot bal. | Łaciński Ryszard                  |                               |                        | KW                   |                |                |
| podporucznik pilot | Łagoda Czesław                    | 14 eskadra lotnicza           | VM                     | KW                   | OP             |                |
| major pilot obserwator | Łaguna Aleksander                 | 3 eskadra wywiadowcza         | VM                     | KW                   |                | OO             |
| sierżant w. aero. | Łakomy Jan                        |                               |                        | KW                   |                |                |
| podporucznik obserwator | Łopaciński Stanisław              | 1 eskadra wywiadowcza         |                        |                      |                | OO             |
| plutonowy obserwator | Łopaczewski Franciszek            |                               |                        |                      | OP             |                |
| major pilot | Makijonek Donat                   | 3 eskadra wywiadowcza         | VM                     | KW                   | OP             |                |
| podchorąży pilot | Makomski Ignacy                   |                               |                        | KW                   | OP             |                |
| porucznik obserwator | Makowiecki Jan                    |                               |                        | KW                   |                |                |
| major pilot inż. | Makowski Wacław                   | 1 eskadra wywiadowcza         | VM                     | KW                   | OP             |                |
| starszy sierżant pilot | Małaczyński Stefan                |                               |                        | KW                   | OP             |                |
| kapitan pilot | Mańczak Józef                     |                               |                        | KW                   | OP             |                |
| podporucznik obserwator | Marchlewski Walenty               | 8 eskadra wywiadowcza         | VM                     | KW                   |                | OO             |
| porucznik pilot | Matecki Jan                       | 10 eskadra wywiadowcza        | VM                     |                      |                |                |
| major pilot | Matula Władysław                  | 2 eskadra wywiadowcza         |                        | KW                   |                |                |
| kapitan pilot | Meissner Janusz                   |                               |                        | KW                   |                |                |
| podpułkownik pilot | Menczak August                    | 8 eskadra wywiadowcza         | VM                     |                      | OP             |                |
| porucznik pilot bal. | Mensch Kazimierz                  |                               |                        | KW                   |                |                |
| podchorąży obserwator | Michalak Mieczysław               |                               |                        |                      |                | OO             |
| kapitan pilot | Mickiewicz Józef                  |                               |                        | KW                   |                | OO             |
| kapitan pilot | Miśkiewicz Tadeusz                |                               |                        | KW                   | OP             |                |
| kapitan pilot | Moszczeński Lucjan                |                               |                        | KW                   |                | OO             |
| podporucznik obserwator | Moszczeński Lucjan                |                               | VM                     |                      |                | OO             |
| podporucznik obserwator | Motylewski Mieczysław             | 7 eskadra lotnicza            | VM                     |                      |                |                |
| kapitan pilot | Mroczkowski Antoni                | 16 eskadra lotnicza           | VM                     |                      |                |                |
| sierżant pilot | Mühlnickel Józef                  | 14 eskadra wywiadowcza        | VM                     |                      | OP             |                |
| major pilot | Narkiewicz Waldemar               |                               |                        | KW                   |                |                |
| major pilot | Narkowicz Bolesław                |                               |                        | KW                   |                |                |
| kapitan pilot | Nazarkiewicz Stanisław            |                               |                        | KW                   | OP             |                |
| porucznik pilot | Nazimek Ludwik                    | 5 eskadra lotnicza            | VM                     |                      | OP             |                |
| porucznik pilot | Neumann Jan                       |                               |                        |                      | OP             |                |
| kapitan obserwator | Niekraszewicz Czesław             | 1 eskadra wywiadowcza         | VM                     | KW                   |                | OO             |
| sierżant pilot | Niewitecki Stefan                 | 14 eskadra wywiadowcza        | VM                     |                      | OP             |                |
| major obserwator | Nikorowicz Zygmunt                |                               |                        |                      |                | OO             |
| podpułkownik pilot | Niżewski Piotr                    |                               |                        | KW                   |                |                |
| kapitan pilot | Noble Edwin Lawrence              | 7 eskadra myśliwska           | VM                     |                      | OP             |                |
| kapitan pilot | Norwid-Kudło Edmund (Narwid)      | 13 eskadra lotnicza           | VM                     | KW                   | OP             |                |
| starszy sierżant w. aero. | Nowak                             |                               |                        | KW                   |                |                |
| sierżant pilot | Obrębowicz Mieczysław             | 4 eskadra wywiadowcza         | VM                     |                      | OP             |                |
| major pilot | Olechnowicz-Czerkas Kazimierz     | 18 eskadra lotnicza           | VM                     | KW                   | OP             |                |
| szeregowy w. aero. | Olejnik Julian                    |                               |                        | KW                   |                |                |
| kapitan pilot | Orłoś Karol                       | 1 eskadra wywiadowcza         | VM                     |                      |                | OO             |
| plutonowy w. aero. | Orzechowski                       |                               |                        | KW                   |                |                |
| plutonowy w. aero. | Paczkowski Władysław              |                               |                        | KW                   |                |                |
| major obserwator | Paleolog Adam                     | III dywizjon lotniczy         | VM                     | KW                   |                | OO             |
| kapral w. aero. | Panek Stanisław                   |                               |                        | KW                   |                |                |
| porucznik obserwator | Pareński Jan                      |                               |                        |                      |                | OO             |
| porucznik pilot | Patalas Ludwik                    | 13 eskadra myśliwska          | VM                     | KW                   | OP             |                |
| sierżant pilot | Pauczuk Marian                    |                               |                        |                      | OP             |                |
| major pilot | Pawlikowski Stefan                | 19 eskadra myśliwska          | VM                     |                      | OP             |                |
| kapitan pilot | Pawluć Stanisław                  | 1 eskadra wywiadowcza         |                        | KW                   | OP             |                |
| pułkownik pilot | Perini Camillo                    | II dywizjon lotniczy          | VM                     | KW                   | OP             |                |
| major pilot | Peter Franciszek                  | 7 eskadra lotnicza            | VM                     | KW                   | OP             |                |
| major pilot | Petrażycki Jan (Pietrażycki)      | 17 eskadra wywiadowcza        | VM                     |                      |                | OO             |
| podporucznik pilot | Piechowiak Ludwik                 |                               |                        |                      | OP             |                |
| kapitan pilot | Pietruski Stanisław               |                               | VM                     | KW                   | OP             | OO             |
| kapitan obserwator | Piątkowski Zygfryd                |                               |                        | KW                   | OP             |                |
| major pilot | Piniński Ksawery                  | 6 eskadra wywiadowcza         | VM                     | KW                   |                | OO             |
| podchorąży pilot | Piniński Mieczysław               |                               |                        |                      | OP             |                |
| porucznik obserwator bal. | Podkóliński Zdzisław              |                               |                        | KW                   |                |                |
| major obserwator | Popiel Władysław                  | 5 eskadra wywiadowcza         | VM                     | KW                   |                | OO             |
| kapitan pilot | Poznański Antoni                  |                               |                        | KW                   | OP             |                |
| chorąży pilot | Poznański Walerian                |                               |                        | KW                   | OP             |                |
| major obserwator | Płachta Andrzej                   | 12 eskadra wywiadowcza        | VM                     | KW                   |                | OO             |
| kapitan obserwator | Płuszczewski Eugeniusz            |                               |                        |                      |                | OO             |
| major pilot | Pniewski Wiktor                   |                               | VM                     |                      |                |                |
| podpułkownik pilot | Prauss Tadeusz                    | 3 eskadra wywiadowcza         | VM                     |                      | OP             |                |
| podpułkownik dypl. obs. | Prażmowski Zbigniew               |                               |                        | KW                   |                |                |
| major pilot | Prosiński Witold                  |                               |                        | KW                   | OP             |                |
| plutonowy w. aero. | Przybylski Andrzej                |                               |                        | KW                   |                |                |
| sierżant pilot | Przybylski Franciszek             | 9 eskadra wywiadowcza         | VM                     | KW                   | OP             |                |
| kapitan pilot | Pytel Franciszek II               | 8 eskadra wywiadowcza         | VM                     | KW                   | OP             |                |
| starszy sierżant pilot | Ratajczak Michał vel Rada Marian  | toruńska eskadra              | VM                     |                      |                |                |
| major pilot | Ratomski Stanisław                | 3 eskadra wywiadowcza         | VM                     | KW                   |                | OO             |
| pułkownik dypl. pilot inż. | Rayski Ludomił                    |                               | VM                     | KW                   | OP             |                |
| starszy sierżant pilot | Rączka Józef                      | 6 eskadra wywiadowcza         | VM                     |                      | OP             |                |
| sierżant pilot | Rejman Józef                      | 2 eskadra wywiadowcza         |                        |                      | OP             |                |
| podporucznik obserwator | Rice Władysław                    |                               |                        | KW                   |                | OO             |
| kapitan pilot | Robotycki Wiktor                  | 2 eskadra wywiadowcza         |                        | KW                   | OP             |                |
| kapitan pilot inż. | Roland Eugeniusz                  |                               |                        | KW                   | OP             |                |
| kapitan obserwator | Romanowski Antoni                 |                               |                        | KW                   |                | OO             |
| major pilot obserwator | Romanowski Zenon                  | 16 eskadra wywiadowcza        | VM                     | KW                   |                | OO             |
| major dypl. pilot | Romeyko Marian                    | 3 eskadra wywiadowcza         | VM                     | KW                   | OP             |                |
| kapitan pilot | Ropelewski Bolesław               |                               |                        | KW                   | OP             |                |
| porucznik pilot | Rorison Harmon Chadbourn          | 7 eskadra myśliwska           | VM                     |                      | OP             |                |
| porucznik pilot | Rosada Zygmunt                    |                               |                        | KW                   | OP             |                |
| kapral pilot | Rosiak Julian                     |                               |                        |                      | OP             |                |
| porucznik obserwator | Roszkowski Jerzy                  |                               |                        | KW                   |                | OO             |
| podporucznik pilot | Rozmiarek Stanisław               |                               |                        |                      | OP             |                |
| porucznik obserwator | Röder Jan                         | 4 eskadra wywiadowcza         | VM                     |                      |                |                |
| podpułkownik pilot inż. | Rudnicki Franciszek               | 16 eskadra wywiadowcza        | VM                     | KW                   | OP             |                |
| porucznik obserwator bal. | Rudnicki-Sipayłło Florian         |                               |                        | KW                   |                |                |
| podporucznik obserwator | Rudnicki Stanisław                |                               |                        | KW                   |                | OO             |
| sierżant pilot | Ryba Jan                          | 5 eskadra wywiadowcza         | VM                     | KW                   | OP             |                |
| chorąży pilot | Ryba Józef                        | 21 eskadra niszczycielska     | VM                     | KW                   | OP             |                |
| kapitan pilot | Rybka Henryk                      | 4 eskadra wywiadowcza         | VM                     |                      |                |                |
| podporucznik obserwator bal. | Rybka Jan Szczepan                | 12 batalion aeronautyczny     | VM                     |                      |                |                |
| porucznik pilot | Rymkiewicz Stanisław              | 3 eskadra wywiadowcza         | VM                     |                      |                |                |
| kapitan pilot | Ryl Wiktor                        |                               |                        | KW                   |                |                |
| porucznik w. aero. inż. | Sachs Edward                      |                               |                        | KW                   |                |                |
| podchorąży pilot | Szindler Kazimierz                |                               |                        |                      | OP             |                |
| kapitan pilot inż. | Seńkowski Aleksander              | 7 eskadra myśliwska           | VM                     | KW                   | OP             |                |
| podporucznik obserwator | Serdecki Mieczysław               | 14 eskadra wywiadowcza        | VM                     |                      | OP             |                |
| pułkownik pilot | Serednicki Aleksander             | 14 eskadra wywiadowcza        | VM                     | KW                   | OP             |                |
| porucznik pilot | Shrewsburry Kenneth               | 7 eskadra myśliwska           | VM                     |                      | OP             |                |
| porucznik obserwator | Sieczkowski Józef                 | 3 eskadra wywiadowcza         | VM                     | KW                   |                | OO             |
| kapitan obserwator | Sioda Marian                      |                               | VM                     |                      |                | OO             |
| porucznik pilot | Sielicki Antoni                   | 4 eskadra wywiadowcza         | VM                     | KW                   | OP             |                |
| podporucznik pilot | Skarżyński Stanisław              | 21 eskadra niszczycielska     | VM                     |                      | OP             |                |
| kapitan pilot | Skokowski Artur                   |                               |                        |                      | OP             |                |
| kapitan obserwator | Skorobohaty Ignacy                | 1 eskadra wywiadowcza         | VM                     | KW                   |                | OO             |
| kapitan pilot | Słoniewski Julian                 |                               |                        | KW                   | OP             |                |
| podporucznik pilot | Smętkowski Antoni                 | 3 eskadra wywiadowcza         | VM                     | KW                   | OP             |                |
| porucznik obserwator bal. | Sokolnicki Tadeusz                |                               |                        | KW                   |                |                |
| kapitan obserwator | Sokołowski Józef                  |                               |                        | KW                   |                |                |
| chorąży pilot | Solski Michał                     |                               | VM                     | KW                   | OP             |                |
| kapitan obserwator | Sommerfeld Henryk                 |                               |                        | KW                   |                | OO             |
| chorąży pilot | Stachura Jan                      |                               |                        | KW                   | OP             |                |
| plutonowy obserwator | Starzyński Jan                    |                               |                        |                      |                | OO             |
| major dypl. obserwator bal. | Stebłowski Adam                   |                               |                        | KW                   |                |                |
| major pilot inż. | Stec Stefan                       | 7 eskadra myśliwska           | VM                     | KW                   | OP             |                |
| major obserwator | Stempniewicz Franciszek           |                               |                        | KW                   |                |                |
| plutonowy w. aero. | Stendera Władysław                |                               |                        | KW                   |                |                |
| kapitan pilot | Strobel Romuald                   |                               |                        | KW                   |                |                |
| kapitan pilot | Strwiąż-Smolnicki Jan             |                               |                        |                      | OP             |                |
| sierżant w. aero. | Styczyński Ignacy                 |                               |                        | KW                   |                |                |
| porucznik obserwator inż. | Suchodolski Jan                   |                               |                        | KW                   |                | OO             |
| kapitan pilot obserwator inż. | Suchos Franciszek                 |                               |                        | KW                   |                | OO             |
| porucznik obserwator bal. | Suzin August                      |                               |                        | KW                   |                |                |
| porucznik obserwator | Swoszowski Kazimierz              | 6 eskadra wywiadowcza         | VM                     |                      | OP             | OO             |
| szeregowy w. aero. | Szafrański Józef                  |                               |                        | KW                   |                |                |
| podpułkownik obserwator | Szandorowski Wiktor               |                               |                        |                      |                | OO             |
| porucznik obserwator | Szczepański Kazimierz             | 12 eskadra wywiadowcza        | VM                     |                      |                | OO             |
| podporucznik obserwator bal. | Szczepański Stanisław             |                               |                        | KW                   |                |                |
| porucznik w. aero. | Szczepański Władysław             |                               |                        | KW                   |                |                |
| major dypl. pilot | Szczudłowski Mieczysław           |                               |                        | KW                   | OP             |                |
| porucznik obserwator bal. | Szeller Stanisław                 |                               |                        | KW                   |                |                |
| sierżant pilot | Szeruda Jerzy                     |                               |                        | KW                   | OP             |                |
| podporucznik obserwator | Szmigiero Michał                  |                               |                        |                      |                | OO             |
| major obserwator | Sznuk Stefan                      |                               |                        | KW                   |                | OO             |
| starszy sierżant pilot | Szwencer Karol                    |                               |                        | KW                   | OP             |                |
| kapitan pilot | Szyfter Józef                     | 4 eskadra wywiadowcza         | VM                     | KW                   | OP             |                |
| starszy sierżant pilot | Szymański Jan                     |                               |                        |                      | OP             |                |
| sierżant w. aero. | Szymczak Wacław                   |                               |                        | KW                   |                |                |
| porucznik pilot | Śledziejowski Stanisław           | 1 eskadra wywiadowcza         |                        | KW                   | OP             |                |
| porucznik pilot | Śliwa Jan                         | 1 eskadra wywiadowcza         |                        |                      | OP             |                |
| kapitan pilot inż. | Świątecki Władysław               | 8 eskadra wywiadowcza         | VM                     | KW                   | OP             |                |
| porucznik obserwator | Święcicki Antoni                  | 1 eskadra wywiadowcza         | VM                     |                      |                | OO             |
| podporucznik obserwator | Święcicki Roman                   | 12 eskadra wywiadowcza        | VM                     |                      |                | OO             |
| szeregowy w. aero. | Taras Michał                      |                               |                        | KW                   |                |                |
| porucznik obserwator | Tarasiewicz Stefan                | 6 eskadra wywiadowcza         | VM                     | KW                   |                | OO             |
| major obserwator | Tebinka Zygmunt                   |                               |                        | KW                   |                | OO             |
| kapitan obserwator | Tereszczenko Jerzy                | 3 eskadra wywiadowcza         | VM                     |                      |                | OO             |
| major obserwator | Tieger Adam                       |                               |                        | KW                   |                |                |
| kapitan obserwator | Tokarczyk Henryk                  |                               |                        |                      |                | OO             |
| porucznik obserwator bal. | Tokarczyk Zygmunt                 |                               |                        | KW                   |                |                |
| sierżant pilot | Toluściak Piotr                   |                               | VM                     |                      | OP             |                |
| porucznik pilot | Tomaszewicz Kazimierz             |                               |                        |                      | OP             |                |
| sierżant pilot | Tondis Stanisław                  | 9 eskadra wywiadowcza         | VM                     | KW                   | OP             |                |
| podpułkownik obserwator inż. | Toruń Władysław                   |                               | VM                     | KW                   |                | OO             |
| kapitan pilot bal. | Trawiński Marian                  |                               |                        | KW                   |                |                |
| kapral w. aero. | Treichel Kazimierz                |                               |                        | KW                   |                |                |
| porucznik pilot | Tromszczyński Eugeniusz           | 10 eskadra wywiadowcza        | VM                     |                      |                | OO             |
| podpułkownik pilot obserwator inż. | Turbiak Tomasz                    | 5 eskadra wywiadowcza         | VM                     | KW                   |                | OO             |
| podporucznik pilot | Turowski Władysław                | 19 eskadra myśliwska          | VM                     | KW                   | OP             |                |
| kapitan dypl. pilot obserwator | Tuśkiewicz Olgierd                | 8 eskadra wywiadowcza         | VM                     | KW                   |                | OO             |
| starszy sierżant pilot | Tysler Paweł                      | 6 eskadra wywiadowcza         | VM                     |                      | OP             |                |
| podporucznik obserwator | Uszyński Tadeusz                  | 1 eskadra wywiadowcza         | VM                     |                      |                | OO             |
| porucznik obserwator | Vanderauvera Robert               |                               |                        | KW                   |                | OO             |
| porucznik obserwator | Wajcht Czesław                    |                               |                        | KW                   |                | OO             |
| sierżant pilot | Waleriańczyk Edward               |                               |                        | KW                   | OP             |                |
| kapral w. aero. | Walkowiak Marcin                  |                               |                        | KW                   |                |                |
| szeregowy w. aero. | Wałkiewicz Stefan                 |                               |                        | KW                   |                |                |
| pułkownik pilot ster. | Wańkowicz Aleksander              | 1 pułk aeronautyczny          | VM                     | KW                   |                |                |
| kapitan pilot obserwator | Wąsowski Bronisław                | 1 eskadra wywiadowcza         |                        | KW                   |                | OO             |
| porucznik pilot | Weber Jerzy                       | 7 eskadra myśliwska           | VM                     | KW                   | OP             |                |
| major pilot | Wereszczyński Tadeusz             |                               |                        |                      |                | OO             |
| porucznik pilot | Wermiński Romuald                 |                               |                        |                      | OP             |                |
| sierżant pilot | Wieczorek                         |                               |                        |                      | OP             |                |
| podpułkownik pilot inż. | Wieden Franciszek                 | 9 eskadra lotnicza            | VM                     | KW                   | OP             |                |
| major pilot | Wieniawa-Długoszowski Jerzy       | 21 eskadra niszczycielska     | VM                     | KW                   | OP             |                |
| major pilot | Wiesiołowski Adolf                | 6 eskadra wywiadowcza         | VM                     | KW                   | OP             |                |
| porucznik pilot | Wiland Mieczysław                 |                               |                        | KW                   | OP             |                |
| major dypl. pilot | Willman Wiktor                    | 1 eskadra wywiadowcza         |                        | KW                   |                |                |
| kapitan pilot | Wituski Henryk                    |                               |                        | KW                   |                |                |
| kapitan pilot obserwator | Wojciechowski Józef               | 6 eskadra wywiadowcza         | VM                     | KW                   |                | OO             |
| porucznik pilot | Wolski Wiktor                     | 1 eskadra wywiadowcza         |                        |                      | OP             |                |
| podpułkownik pilot ster. | Wolszlegier Jan                   |                               |                        | KW                   |                |                |
| chorąży pilot | Wołłowicz Eustachy                |                               |                        |                      | OP             |                |
| sierżant pilot | Woźniak Józef                     |                               |                        |                      | OP             |                |
| chorąży pilot | Wójtowski Władysław               | 6 eskadra wywiadowcza         | VM                     | KW                   | OP             |                |
| starszy sierżant pilot | Wrembel Stanisław                 | 14 eskadra wywiadowcza        | VM                     | KW                   | OP             |                |
| major pilot | Wroniecki Antoni                  |                               |                        |                      | OP             |                |
| porucznik pilot | Wyrzykowski Jan                   |                               |                        | KW                   | OP             |                |
| kapitan pilot | Zacharewicz Kazimierz             | 3 eskadra wywiadowcza         | VM                     |                      | OP             |                |
| porucznik pilot bal. | Zakrzewski Jan                    |                               |                        | KW                   |                |                |
| podporucznik pilot inż. | Zaleski Roman                     | 1 eskadra wywiadowcza         | VM                     |                      | OP             |                |
| porucznik obserwator | Zawadzki Tadeusz                  |                               |                        | KW                   |                |                |
| major obserwator | Zawadzki Wiktor II                | 10 eskadra wywiadowcza        | VM                     | KW                   |                | OO             |
| podporucznik obserwator | Zawisza Czesław                   | 2 eskadra wywiadowcza         |                        | KW                   |                | OO             |
| kapitan pilot | Zdunik Władysław                  | 13 eskadra lotnicza           | VM                     |                      |                |                |
| porucznik obserwator bal. | Zieliński Jan                     |                               |                        | KW                   |                |                |
| major pilot inż. | Ziembiński Kazimierz              | 14 eskadra wywiadowcza        | VM                     | KW                   | OP             |                |
| kapitan pilot inż. | Żardecki Jan                      | 2 eskadra wywiadowcza         |                        |                      |                | OO             |
| kapitan pilot | Żarski Stanisław                  | 4 eskadra wywiadowcza         | VM                     | KW                   |                | OO             |
| podporucznik pilot | Żochowski Stefan                  |                               |                        |                      | OP             |                |
| sierżant pilot | Żuromski Józef                    | 9 eskadra wywiadowcza         | VM                     | KW                   | OP             |                |
| |                                   |                               |                        |                      |                |                |

| \| Stopień \| Nazwisko i imię \| Eskadra \| Data śmierci \| Miejsce śmierci \| Typ samolotu \| Okoliczności śmierci \| \| ------------------------------- \| ------------------------------- \| ------------------------- \| -------------------- \| ---------------------- \| ------------------- \| ------------------------------ \| \| st. szeregowy mechanik \| Antoszczak Andrzej \| \| 23 lipca 1920 \| Łuck \| \| poległ w walce po zestrzeleniu \| \| podporucznik obserwator bal. \| Banaszak Józef \| \| 21 maja 1920 \| Poznań \| \| wypadek \| \| plutonowy pilot \| Bańka Józef \| \| 7 stycznia 1919 \| Kraków \| \| wypadek \| \| sierżant pilot \| Bartkowiak Władysław \| \| 14 maja 1920 \| Borysów \| Halberstadt CL.II \| zestrzelenie \| \| kapitan pilot \| Bastyr Stefan \| \| 6 sierpnia 1920 \| Lwów \| Fokker D.VIII \| wypadek \| \| podporucznik obserwator \| Bem Zygmunt \| \| 6 września 1920 \| Brześć nad Bugiem \| \| wypadek \| \| kapitan pilot \| Białogrodzki Jan \| \| 12 sierpnia 1920 \| Warszawa \| Albatros C.XV \| w czasie lotu bojowego \| \| sierżant pilot \| Biel Karol \| \| 6 września 1920 \| Brześć nad Bugiem \| \| wypadek \| \| podporucznik pilot \| Błaszkiewicz Feliks \| \| 4 lutego 1920 \| Tarnopol \| \| wypadek \| \| pchor. obs. \| Bochenek Franciszek \| 2 eskadra wywiadowcza \| 28 czerwca 1920 \| Miropol \| Albatros C.X \| \| \| podchorąży obserwator \| Bogatko Kazimierz \| \| 24 czerwca 1920 \| Dęblin \| \| wypadek \| \| porucznik obserwator \| Braun Kazimierz \| \| 22 grudnia 1920 \| Przemyśl \| Albatro B.II \| wypadek \| \| podporucznik pilot \| Brygiewicz Stefan \| 4 eskadra wywiadowcza \| 19 kwietnia 1919 \| Wołkowysk \| Albatros C.X \| wypadek \| \| sierżant mechanik \| Cejman Franciszek \| \| 9 kwietnia 1920 \| Toruń \| \| wypadek \| \| podchorąży obserwator \| Ciechoński Władysław \| \| 12 sierpnia 1920 \| Tłuszcz \| Bristol F.2B \| zestrzelenie \| \| starszy szeregowy pilot \| Daszewski Bohdan \| \| 4 czerwca 1919 \| Poznań \| Rumpel C.I \| wypadek \| \| sierżant pilot \| Dąbrowski Józef \| \| 6 czerwca 1920 \| Browary \| \| postrzelony podczas lotu \| \| sierżant pilot \| Durka Łukasz \| \| 23 maja 1919 \| Nowe Miasto nad Drwęcą \| Halberstadt C.V \| wypadek \| \| podporucznik pilot \| Froehlich Michał \| \| 22 maja 1920 \| Kraków \| \| wypadek \| \| podporucznik pilot \| Garsztka Mieczysław \| \| 6 czerwca 1919 \| Lwów \| SPAD S.VII C1 \| \| \| porucznik obserwator \| Gogoliński Stanisław \| \| 24 czerwca 1920 \| Duniłowicze \| \| \| \| porucznik pilot \| Graves Edmund P. \| \| 22 października 1919 \| Lwów \| Oeffag D.III \| \| \| porucznik pilot \| Herlaine Jerzy \| \| 4 sierpnia 1920 \| Dęblin \| Nieuport 23m \| \| \| sierżant pilot \| Jacoń Karol \| \| 25 września 1920 \| Równe \| Rumpler C.IV \| przelot na lotnisko \| \| podporucznik pilot \| Jakubowski Zdzisław \| \| 23 lipca 1920 \| Łuck \| \| poległ w walce po zestrzeleniu \| \| podporucznik pilot \| Jankowski Kazimierz \| \| 18 sierpnia 1920 \| Warszawa \| \| w czasie lotu bojowego \| \| sierżant pilot \| Jaworski Jerzy \| \| 9 sierpnia 1920 \| Kraków \| Oeffag \| wypadek \| \| podporucznik pilot \| Jesionowski Kazimierz \| \| 23 sierpnia 1919 \| Warszawa \| \| wypadek \| \| podporucznik obserwator \| Jeznach Stefan \| 9 eskadra wywiadowcza \| 6 sierpnia 1920 \| Warszawa \| Bristol F.2B \| wypadek \| \| podporucznik obserwator \| Jędrczak Józef \| 9 eskadra wywiadowcza \| 2 czerwca 1920 \| Skała \| Hannover CL.II \| zestrzelenie, poległ \| \| sierżant pilot \| Juraszek Emanuel \| \| 6 lutego 1920 \| Żodzin \| \| lot bojowy \| \| kapitan pilot \| Jurgenson Władysław \| 12 eskadra wywiadowcza \| 1920 \| Żłobin \| LVG C.V \| rozstrzelany w więzieniu \| \| kapitan obserwator \| Jurkiewicz Julian \| II grupa lotnicza \| 4 lipca 1919 \| Stryj \| Albatros C.I \| wypadek \| \| sierżant pilot \| Kargol Józef \| 5 eskadra wywiadowcza \| 4 lipca 1919 \| Stryj \| Albatros C.I \| wypadek \| \| podchorąży pilot \| Katarzyński Antoni \| 12 eskadra wywiadowcza \| 21 września 1920 \| Białystok \| \| lot bojowy \| \| kapitan obserwator \| Kelly Arthur H. \| 7 eskadra myśliwska \| 15 lipca 1920 \| Zwierowce \| AEG C.IV \| \| \| sierżant pilot \| Kieroyczyk Jakub \| 9 eskadra wywiadowcza \| 25 września 1920 \| Łuck \| Bristol F.2B \| lot bojowy \| \| podporucznik obserwator \| Klicze Józef \| \| 14 maja 1920 \| Borysów \| Halberstadt CL.II \| zestrzelenie \| \| sierżant pilot \| Kołodziejczyk Andrzej \| \| 9 kwietnia 1920 \| Toruń \| \| wypadek \| \| chorąży pilot \| Kostecki Stanisław \| \| 30 marca 1919 \| Odessa \| Anatra Anasal \| wypadek \| \| podporucznik pilot \| Kostrzewski Zygmunt \| \| 14 maja 1919 \| Kulików \| Oeffag C.II \| zestrzelenie \| \| podporucznik pilot \| Kozanecki Henryk \| 12 eskadra wywiadowcza \| 13 sierpnia 1920 \| Warszawa \| \| w czasie lotu bojowego \| \| szeregowy pilot \| Kraszewski \| \| 21 lipca 1920 \| Dęblin \| Nieuport \| wypadek \| \| sierżant obserwator \| Kruszona Stanisław \| \| 23 maja 1919 \| Nowe Miasto nad Drwęcą \| Halberstadt C.V \| wypadek \| \| podporucznik pilot \| Krzywik Teofil \| 12 eskadra wywiadowcza \| 15 grudnia 1919 \| \| \| \| \| podporucznik pilot \| Kunicki Kazimierz \| 2 eskadra wywiadowcza \| 28 czerwca 1920 \| Miropol \| Albatros C.X \| \| \| kapitan pilot \| Lang Wiktor \| \| 4 lutego 1920 \| Ławica \| Aviatic C.III \| wypadek \| \| podporucznik pilot bal. \| Lubański Bronisław \| \| 2 sierpnia 1920 \| Platerowo \| \| zmarł z ran \| \| kapitan pilot \| Łapin Michał \| \| 1 sierpnia 1919 \| Warszawa \| SPAD S.VIIC1 \| \| \| sierżant pilot \| Mazurczak Leon \| \| kwiecień 1919 \| Kraków \| Rumpel C.IV \| \| \| sierżant pilot \| Meyer Emil \| \| 3 maja 1920 \| Kraków \| Albatros D.III \| wypadek \| \| sierżant pilot \| Mickiewicz Władysław \| \| 1919 \| Francja \| \| \| \| kapitan pilot \| McCallum T.V. \| \| 31 sierpnia 1920 \| Lwów \| Ansaldo A.1 Balilla \| wypadek \| \| podporucznik pilot \| Mierzejewski Stefan Włodzimierz \| \| 16 marca 1920 \| Bydgoszcz \| \| wypadek \| \| podporucznik obs. \| Motylewski Mieczysław \| \| 14 maja 1919 \| Kulików \| Oeffag C.II \| zestrzelenie \| \| podchorąży obserwator bal. Inż. \| Nossek Stanisław \| \| 5 sierpnia 1920 \| Hołowczyce \| \| poległ w czasie ataku \| \| sierżant pilot \| Obrębowicz Mieczysław \| 4 eskadra wywiadowcza \| 31 lipca 1920 \| Hrubieszów \| LVG C.V \| wypadek \| \| porucznik obserwator \| Pareński Jan \| 21 eskadra niszczycielska \| 15 lipca 1920 \| Zwierowce \| Rumpler C.IV \| \| \| podchorąży obserwator bal. \| Pągowski Zygmunt \| \| 5 sierpnia 1920 \| Sarnaki \| \| poległ w czasie ataku \| \| podporucznik pilot \| Piechowiak Ludwik \| \| 21 czerwca 1920 \| Poznań \| \| wypadek \| \| podporucznik pilot \| Piechowski Witold \| \| 21 września 1918 \| Warszawa \| Rumpel C \| błąd pilota \| \| podchorąży pilot \| Piniński Mieczysław \| \| 18 września 1920 \| \| \| \| \| uczeń pilot \| Pomian-Srzednicki Ludwik Marian \| \| 16 lutego 1919 \| Żelazna \| \| wypadek \| \| sierżant \| Polkowski Aleksander \| \| 7 stycznia 1920 \| Kraków \| \| wypadek \| \| plutonowy pilot \| Proszek Władysław \| \| 3 kwietnia 1919 \| Warszawa \| \| wypadek \| \| uczeń pilot \| Radziwiłł Antoni \| \| 9 sierpnia 1920 \| Kraków \| Oeffag \| wypadek \| \| podporucznik obserwator \| Rice Włodzimierz (ob. USA) \| 4 eskadra wywiadowcza \| 12 czerwca 1919 \| Lida \| Hannover CL.II \| \| \| kapral pilot \| Rosiak Julian \| 9 eskadra wywiadowcza \| 2 czerwca 1920 \| Skała \| Hannover CL.II \| zestrzelenie, poległ \| \| sierżant pilot \| Rozmiarek Stanisław \| \| 25 sierpnia 1920 \| Lwów \| Fokker D.VII \| zmarł z ran \| \| podporucznik obserwator \| Rudnicki Stanisław \| \| 6 czerwca 1920 \| Kijów \| \| wypadek przy lądowaniu \| \| podporucznik pilot \| Ryszkiewicz Władysław \| \| 7 kwietnia 1919 \| Warszawa \| \| wypadek \| \| podchorąży pilot \| Scheur Antoni \| \| 28 września 1920 \| Bydgoszcz \| \| wypadek \| \| podporucznik pilot \| Secewicz Seweryn \| \| 11 grudnia 1920 \| Łuck \| \| wypadek \| \| ppor. pil. \| Skarżyński Stanisław \| 21 eskadra niszczycielska \| 16 lutego 1919 \| Przemyśl \| AEG C.IV \| \| \| kapitan pilot \| Słoniewski Julian \| 9 eskadra wywiadowcza \| 25 września 1920 \| Łuck \| Bristol F.2B \| lot bojowy \| \| porucznik pilot inż. \| Słowik Karol \| 2 eskadra wywiadowcza \| 23 sierpnia 1919 \| Warszawa \| CWL seria 18 \| wypadek \| \| podchorąży obserwator \| Starzyński Jan \| \| 12 sierpnia 1920 \| Warszawa \| Albatros C.XV \| w czasie lotu bojowego \| \| kapitan pilot \| Striwiąż-Smolnicki Jan \| \| 18 kwietnia 1920 \| Tarnopol \| Breguet 14 \| wypadek \| \| porucznik pilot \| Swoszowski Kazimierz \| \| 4 lutego 1920 \| Tarnopol \| \| wypadek \| \| sierżant pilot \| Szalczewski Jan \| \| 14 grudnia 1919 \| Warszawa \| Albatros D.III \| \| \| porucznik pilot \| Szczepański Bolesław \| \| 8 lipca 1919 \| Poznań \| Albatros C.III \| wypadek \| \| sierżant pilot \| Szeruda Jerzy \| 5 eskadra wywiadowcza \| 16 lutego 1919 \| Przemyśl \| Rumpler C.IV \| \| \| podchorąży pilot \| Szindler Kazimierz \| \| 16 lipca 1920 \| Baranowicze \| Sopwith \| \| \| porucznik obserwator \| Święcicki Antoni \| \| 25 czerwca 1920 \| Duniłowicze \| \| zestrzelenie \| \| porucznik pilot \| Wermiński Romuald \| 4 eskadra wywiadowcza \| 12 czerwca 1919 \| Lida \| Hannover CL.II \| wypadek \| \| sierżant mechanik \| Wierzbicki Stanisław \| \| 18 kwietnia 1920 \| Tarnopol \| \| wypadek \| \| plutonowy pilot \| Wnuk Jan \| 2 eskadra wywiadowcza \| jes \| Równe \| Rumpler C.VIII \| wypadek \| \| podporucznik pilot \| Wolski Wiktor \| \| 1919 \| Porubanek II A2 \| \| rozstrzelany \| \| sierżant pilot \| Zajc Stefan \| 2 eskadra wywiadowcza \| 1 stycznia 1919 \| Lublin \| Rumpel C.IV \| \| \| sierżant \| Zieber Maurycy \| 2 eskadra wywiadowcza \| 5 kwietnia 1920 \| Równe \| Rumpler C.VIII \| wypadek \| \| porucznik pilot \| Zieliński Stanisław \| \| 25 czerwca 1920 \| Ławica \| Rumpel C.I \| wypadek \| \| podporucznik pilot \| Żochowski Stefan \| 9 eskadra wywiadowcza \| 6 sierpnia 1920 \| Warszawa \| Bristol F.2B \| wypadek \| |                                 |                           |                      |                        |                     |                                |
| Stopień | Nazwisko i imię                 | Eskadra                   | Data śmierci         | Miejsce śmierci        | Typ samolotu        | Okoliczności śmierci           |
| st. szeregowy mechanik | Antoszczak Andrzej              |                           | 23 lipca 1920        | Łuck                   |                     | poległ w walce po zestrzeleniu |
| podporucznik obserwator bal. | Banaszak Józef                  |                           | 21 maja 1920         | Poznań                 |                     | wypadek                        |
| plutonowy pilot | Bańka Józef                     |                           | 7 stycznia 1919      | Kraków                 |                     | wypadek                        |
| sierżant pilot | Bartkowiak Władysław            |                           | 14 maja 1920         | Borysów                | Halberstadt CL.II   | zestrzelenie                   |
| kapitan pilot | Bastyr Stefan                   |                           | 6 sierpnia 1920      | Lwów                   | Fokker D.VIII       | wypadek                        |
| podporucznik obserwator | Bem Zygmunt                     |                           | 6 września 1920      | Brześć nad Bugiem      |                     | wypadek                        |
| kapitan pilot | Białogrodzki Jan                |                           | 12 sierpnia 1920     | Warszawa               | Albatros C.XV       | w czasie lotu bojowego         |
| sierżant pilot | Biel Karol                      |                           | 6 września 1920      | Brześć nad Bugiem      |                     | wypadek                        |
| podporucznik pilot | Błaszkiewicz Feliks             |                           | 4 lutego 1920        | Tarnopol               |                     | wypadek                        |
| pchor. obs. | Bochenek Franciszek             | 2 eskadra wywiadowcza     | 28 czerwca 1920      | Miropol                | Albatros C.X        |                                |
| podchorąży obserwator | Bogatko Kazimierz               |                           | 24 czerwca 1920      | Dęblin                 |                     | wypadek                        |
| porucznik obserwator | Braun Kazimierz                 |                           | 22 grudnia 1920      | Przemyśl               | Albatro B.II        | wypadek                        |
| podporucznik pilot | Brygiewicz Stefan               | 4 eskadra wywiadowcza     | 19 kwietnia 1919     | Wołkowysk              | Albatros C.X        | wypadek                        |
| sierżant mechanik | Cejman Franciszek               |                           | 9 kwietnia 1920      | Toruń                  |                     | wypadek                        |
| podchorąży obserwator | Ciechoński Władysław            |                           | 12 sierpnia 1920     | Tłuszcz                | Bristol F.2B        | zestrzelenie                   |
| starszy szeregowy pilot | Daszewski Bohdan                |                           | 4 czerwca 1919       | Poznań                 | Rumpel C.I          | wypadek                        |
| sierżant pilot | Dąbrowski Józef                 |                           | 6 czerwca 1920       | Browary                |                     | postrzelony podczas lotu       |
| sierżant pilot | Durka Łukasz                    |                           | 23 maja 1919         | Nowe Miasto nad Drwęcą | Halberstadt C.V     | wypadek                        |
| podporucznik pilot | Froehlich Michał                |                           | 22 maja 1920         | Kraków                 |                     | wypadek                        |
| podporucznik pilot | Garsztka Mieczysław             |                           | 6 czerwca 1919       | Lwów                   | SPAD S.VII C1       |                                |
| porucznik obserwator | Gogoliński Stanisław            |                           | 24 czerwca 1920      | Duniłowicze            |                     |                                |
| porucznik pilot | Graves Edmund P.                |                           | 22 października 1919 | Lwów                   | Oeffag D.III        |                                |
| porucznik pilot | Herlaine Jerzy                  |                           | 4 sierpnia 1920      | Dęblin                 | Nieuport 23m        |                                |
| sierżant pilot | Jacoń Karol                     |                           | 25 września 1920     | Równe                  | Rumpler C.IV        | przelot na lotnisko            |
| podporucznik pilot | Jakubowski Zdzisław             |                           | 23 lipca 1920        | Łuck                   |                     | poległ w walce po zestrzeleniu |
| podporucznik pilot | Jankowski Kazimierz             |                           | 18 sierpnia 1920     | Warszawa               |                     | w czasie lotu bojowego         |
| sierżant pilot | Jaworski Jerzy                  |                           | 9 sierpnia 1920      | Kraków                 | Oeffag              | wypadek                        |
| podporucznik pilot | Jesionowski Kazimierz           |                           | 23 sierpnia 1919     | Warszawa               |                     | wypadek                        |
| podporucznik obserwator | Jeznach Stefan                  | 9 eskadra wywiadowcza     | 6 sierpnia 1920      | Warszawa               | Bristol F.2B        | wypadek                        |
| podporucznik obserwator | Jędrczak Józef                  | 9 eskadra wywiadowcza     | 2 czerwca 1920       | Skała                  | Hannover CL.II      | zestrzelenie, poległ           |
| sierżant pilot | Juraszek Emanuel                |                           | 6 lutego 1920        | Żodzin                 |                     | lot bojowy                     |
| kapitan pilot | Jurgenson Władysław             | 12 eskadra wywiadowcza    | 1920                 | Żłobin                 | LVG C.V             | rozstrzelany w więzieniu       |
| kapitan obserwator | Jurkiewicz Julian               | II grupa lotnicza         | 4 lipca 1919         | Stryj                  | Albatros C.I        | wypadek                        |
| sierżant pilot | Kargol Józef                    | 5 eskadra wywiadowcza     | 4 lipca 1919         | Stryj                  | Albatros C.I        | wypadek                        |
| podchorąży pilot | Katarzyński Antoni              | 12 eskadra wywiadowcza    | 21 września 1920     | Białystok              |                     | lot bojowy                     |
| kapitan obserwator | Kelly Arthur H.                 | 7 eskadra myśliwska       | 15 lipca 1920        | Zwierowce              | AEG C.IV            |                                |
| sierżant pilot | Kieroyczyk Jakub                | 9 eskadra wywiadowcza     | 25 września 1920     | Łuck                   | Bristol F.2B        | lot bojowy                     |
| podporucznik obserwator | Klicze Józef                    |                           | 14 maja 1920         | Borysów                | Halberstadt CL.II   | zestrzelenie                   |
| sierżant pilot | Kołodziejczyk Andrzej           |                           | 9 kwietnia 1920      | Toruń                  |                     | wypadek                        |
| chorąży pilot | Kostecki Stanisław              |                           | 30 marca 1919        | Odessa                 | Anatra Anasal       | wypadek                        |
| podporucznik pilot | Kostrzewski Zygmunt             |                           | 14 maja 1919         | Kulików                | Oeffag C.II         | zestrzelenie                   |
| podporucznik pilot | Kozanecki Henryk                | 12 eskadra wywiadowcza    | 13 sierpnia 1920     | Warszawa               |                     | w czasie lotu bojowego         |
| szeregowy pilot | Kraszewski                      |                           | 21 lipca 1920        | Dęblin                 | Nieuport            | wypadek                        |
| sierżant obserwator | Kruszona Stanisław              |                           | 23 maja 1919         | Nowe Miasto nad Drwęcą | Halberstadt C.V     | wypadek                        |
| podporucznik pilot | Krzywik Teofil                  | 12 eskadra wywiadowcza    | 15 grudnia 1919      |                        |                     |                                |
| podporucznik pilot | Kunicki Kazimierz               | 2 eskadra wywiadowcza     | 28 czerwca 1920      | Miropol                | Albatros C.X        |                                |
| kapitan pilot | Lang Wiktor                     |                           | 4 lutego 1920        | Ławica                 | Aviatic C.III       | wypadek                        |
| podporucznik pilot bal. | Lubański Bronisław              |                           | 2 sierpnia 1920      | Platerowo              |                     | zmarł z ran                    |
| kapitan pilot | Łapin Michał                    |                           | 1 sierpnia 1919      | Warszawa               | SPAD S.VIIC1        |                                |
| sierżant pilot | Mazurczak Leon                  |                           | kwiecień 1919        | Kraków                 | Rumpel C.IV         |                                |
| sierżant pilot | Meyer Emil                      |                           | 3 maja 1920          | Kraków                 | Albatros D.III      | wypadek                        |
| sierżant pilot | Mickiewicz Władysław            |                           | 1919                 | Francja                |                     |                                |
| kapitan pilot | McCallum T.V.                   |                           | 31 sierpnia 1920     | Lwów                   | Ansaldo A.1 Balilla | wypadek                        |
| podporucznik pilot | Mierzejewski Stefan Włodzimierz |                           | 16 marca 1920        | Bydgoszcz              |                     | wypadek                        |
| podporucznik obs. | Motylewski Mieczysław           |                           | 14 maja 1919         | Kulików                | Oeffag C.II         | zestrzelenie                   |
| podchorąży obserwator bal. Inż. | Nossek Stanisław                |                           | 5 sierpnia 1920      | Hołowczyce             |                     | poległ w czasie ataku          |
| sierżant pilot | Obrębowicz Mieczysław           | 4 eskadra wywiadowcza     | 31 lipca 1920        | Hrubieszów             | LVG C.V             | wypadek                        |
| porucznik obserwator | Pareński Jan                    | 21 eskadra niszczycielska | 15 lipca 1920        | Zwierowce              | Rumpler C.IV        |                                |
| podchorąży obserwator bal. | Pągowski Zygmunt                |                           | 5 sierpnia 1920      | Sarnaki                |                     | poległ w czasie ataku          |
| podporucznik pilot | Piechowiak Ludwik               |                           | 21 czerwca 1920      | Poznań                 |                     | wypadek                        |
| podporucznik pilot | Piechowski Witold               |                           | 21 września 1918     | Warszawa               | Rumpel C            | błąd pilota                    |
| podchorąży pilot | Piniński Mieczysław             |                           | 18 września 1920     |                        |                     |                                |
| uczeń pilot | Pomian-Srzednicki Ludwik Marian |                           | 16 lutego 1919       | Żelazna                |                     | wypadek                        |
| sierżant | Polkowski Aleksander            |                           | 7 stycznia 1920      | Kraków                 |                     | wypadek                        |
| plutonowy pilot | Proszek Władysław               |                           | 3 kwietnia 1919      | Warszawa               |                     | wypadek                        |
| uczeń pilot | Radziwiłł Antoni                |                           | 9 sierpnia 1920      | Kraków                 | Oeffag              | wypadek                        |
| podporucznik obserwator | Rice Włodzimierz (ob. USA)      | 4 eskadra wywiadowcza     | 12 czerwca 1919      | Lida                   | Hannover CL.II      |                                |
| kapral pilot | Rosiak Julian                   | 9 eskadra wywiadowcza     | 2 czerwca 1920       | Skała                  | Hannover CL.II      | zestrzelenie, poległ           |
| sierżant pilot | Rozmiarek Stanisław             |                           | 25 sierpnia 1920     | Lwów                   | Fokker D.VII        | zmarł z ran                    |
| podporucznik obserwator | Rudnicki Stanisław              |                           | 6 czerwca 1920       | Kijów                  |                     | wypadek przy lądowaniu         |
| podporucznik pilot | Ryszkiewicz Władysław           |                           | 7 kwietnia 1919      | Warszawa               |                     | wypadek                        |
| podchorąży pilot | Scheur Antoni                   |                           | 28 września 1920     | Bydgoszcz              |                     | wypadek                        |
| podporucznik pilot | Secewicz Seweryn                |                           | 11 grudnia 1920      | Łuck                   |                     | wypadek                        |
| ppor. pil. | Skarżyński Stanisław            | 21 eskadra niszczycielska | 16 lutego 1919       | Przemyśl               | AEG C.IV            |                                |
| kapitan pilot | Słoniewski Julian               | 9 eskadra wywiadowcza     | 25 września 1920     | Łuck                   | Bristol F.2B        | lot bojowy                     |
| porucznik pilot inż. | Słowik Karol                    | 2 eskadra wywiadowcza     | 23 sierpnia 1919     | Warszawa               | CWL seria 18        | wypadek                        |
| podchorąży obserwator | Starzyński Jan                  |                           | 12 sierpnia 1920     | Warszawa               | Albatros C.XV       | w czasie lotu bojowego         |
| kapitan pilot | Striwiąż-Smolnicki Jan          |                           | 18 kwietnia 1920     | Tarnopol               | Breguet 14          | wypadek                        |
| porucznik pilot | Swoszowski Kazimierz            |                           | 4 lutego 1920        | Tarnopol               |                     | wypadek                        |
| sierżant pilot | Szalczewski Jan                 |                           | 14 grudnia 1919      | Warszawa               | Albatros D.III      |                                |
| porucznik pilot | Szczepański Bolesław            |                           | 8 lipca 1919         | Poznań                 | Albatros C.III      | wypadek                        |
| sierżant pilot | Szeruda Jerzy                   | 5 eskadra wywiadowcza     | 16 lutego 1919       | Przemyśl               | Rumpler C.IV        |                                |
| podchorąży pilot | Szindler Kazimierz              |                           | 16 lipca 1920        | Baranowicze            | Sopwith             |                                |
| porucznik obserwator | Święcicki Antoni                |                           | 25 czerwca 1920      | Duniłowicze            |                     | zestrzelenie                   |
| porucznik pilot | Wermiński Romuald               | 4 eskadra wywiadowcza     | 12 czerwca 1919      | Lida                   | Hannover CL.II      | wypadek                        |
| sierżant mechanik | Wierzbicki Stanisław            |                           | 18 kwietnia 1920     | Tarnopol               |                     | wypadek                        |
| plutonowy pilot | Wnuk Jan                        | 2 eskadra wywiadowcza     | jes                  | Równe                  | Rumpler C.VIII      | wypadek                        |
| podporucznik pilot | Wolski Wiktor                   |                           | 1919                 | Porubanek II A2        |                     | rozstrzelany                   |
| sierżant pilot | Zajc Stefan                     | 2 eskadra wywiadowcza     | 1 stycznia 1919      | Lublin                 | Rumpel C.IV         |                                |
| sierżant | Zieber Maurycy                  | 2 eskadra wywiadowcza     | 5 kwietnia 1920      | Równe                  | Rumpler C.VIII      | wypadek                        |
| porucznik pilot | Zieliński Stanisław             |                           | 25 czerwca 1920      | Ławica                 | Rumpel C.I          | wypadek                        |
| podporucznik pilot | Żochowski Stefan                | 9 eskadra wywiadowcza     | 6 sierpnia 1920      | Warszawa               | Bristol F.2B        | wypadek                        |